# 신겐공 깃발 소나무 사건

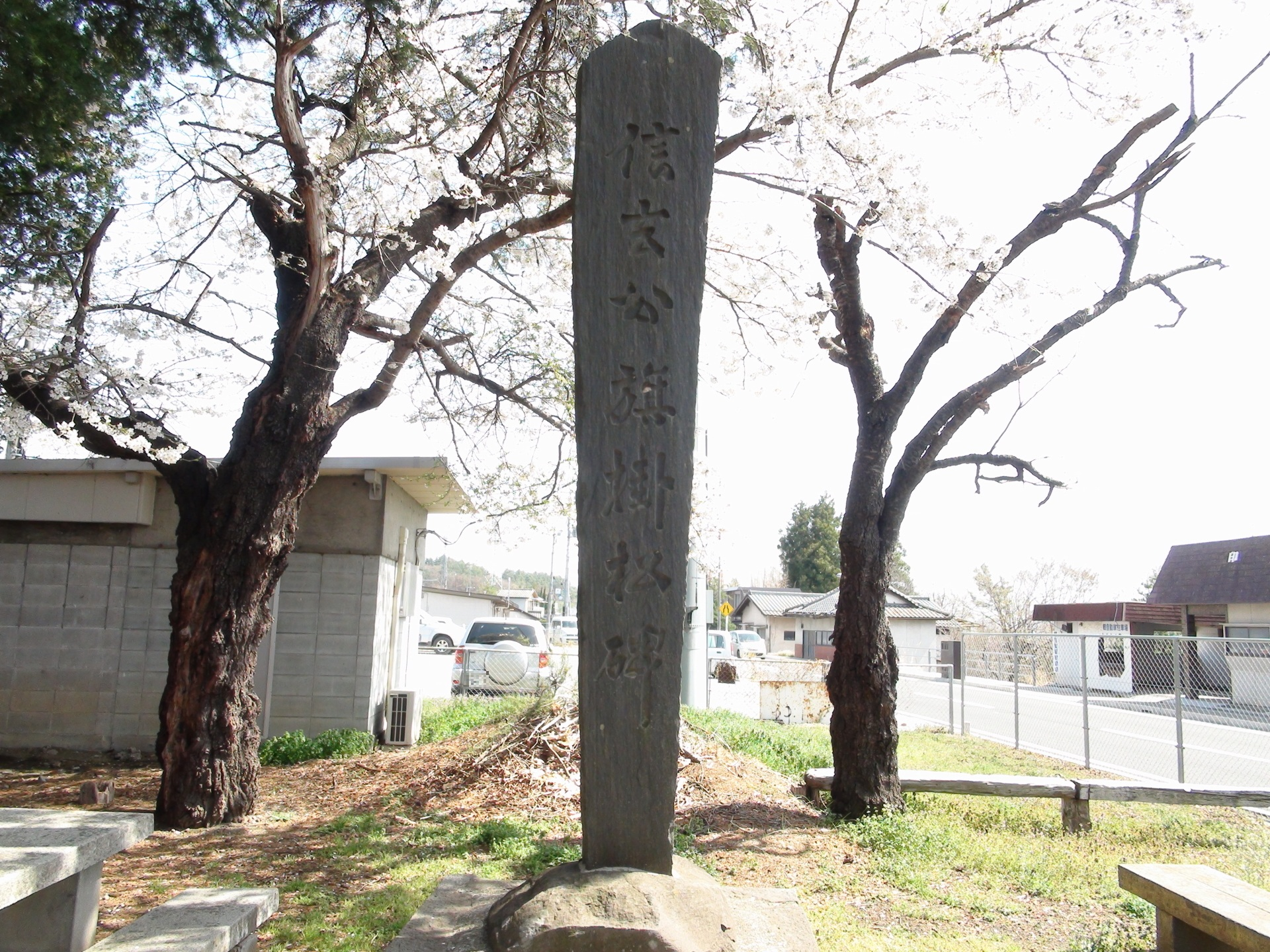
히노하루역 앞에 있는 신겐공 깃발 소나무비
(2013년 4월 5일 촬영)

풍림화산의 깃발

신겐공 깃발 소나무 사건(信玄公旗掛松事件、しんげんこうはたかけまつじけん)은 1914년(다이쇼 3년) 12월에 한 그루의 노송이 증기 기관차의 영향으로 말라, 소유자인 시미즈 린모(清水倫茂、しみずりんも)가 1917년(다이쇼 6년)에 국가를 상대로 소송을 건 손해배상 청구 사건이다.
이 소나무는 다케다 신겐이 군기를 세워 놓았다고 하는 전승·유래가 있는 '신겐공 깃발 소나무'라고 불리던 노송으로, 성선(현 JR 동일본) 주오 본선 히노하루역(야마나시현 호쿠토시 나가사카정 도미오카(富岡)) 역 구내에서 인접한 선로 옆에서 자라고 있었으나, 노송의 소유자(지주)였던 시미즈 린모는 증기 기관차의 매연, 증기, 진동 등에 의해 말라 죽게 했다고 해, 개인으로 국가(철도원)을 상대로 소송을 걸었다.
국가배상법 성립 이전인 다이쇼 시대(1910년대-1920년대)에 일어난 해당 소송 사건은 철도사업이라는 공공성 높은 것이었어도, '타인의 권리를 침략·침해하는 것이 법의 인정을 받고 그럴 게 아니라, 소나무를 말라 죽게 한 것은 권리의 내용을 넘어선 권리 행위이다.' 즉, '권리남용'에 해당한다고 사법에 의해 판단돼, 제1심의 고후 지방재판소(甲府地方裁判所), 제2심의 도쿄 항소원(東京控訴院)에 이어, 상고심의 일본 대심원(제2 민사부)에 이르기까지 원고인 시미즈 린모가 피고인 국가에게서 승소한 역사적 재판이었다(대판 다이쇼 8년(1919년) 3월 3일 민록 25집 356쪽).
이는 근대 일본의 민사재판 판결에 있어서 권리남용의 법리가 실질적으로 처음 채용된 민사 소송 안건으로, 가해자의 권리 행사의 불법성(위법성)에 대해서 중요한 판단이 보이는 등, 그 뒤의 스에카와 히로시(末川博), 와가쓰마 사카에, 아오야마 미치오(青山道夫) 등, 일본의 법학자에 의한 '권리남용론' 연구의 계기로 된 일본 내 법조계에서는 저명한 판례이다.

## 사건의 배경으로의 지리 관계

### 시치리이와 대지와 히노하루역

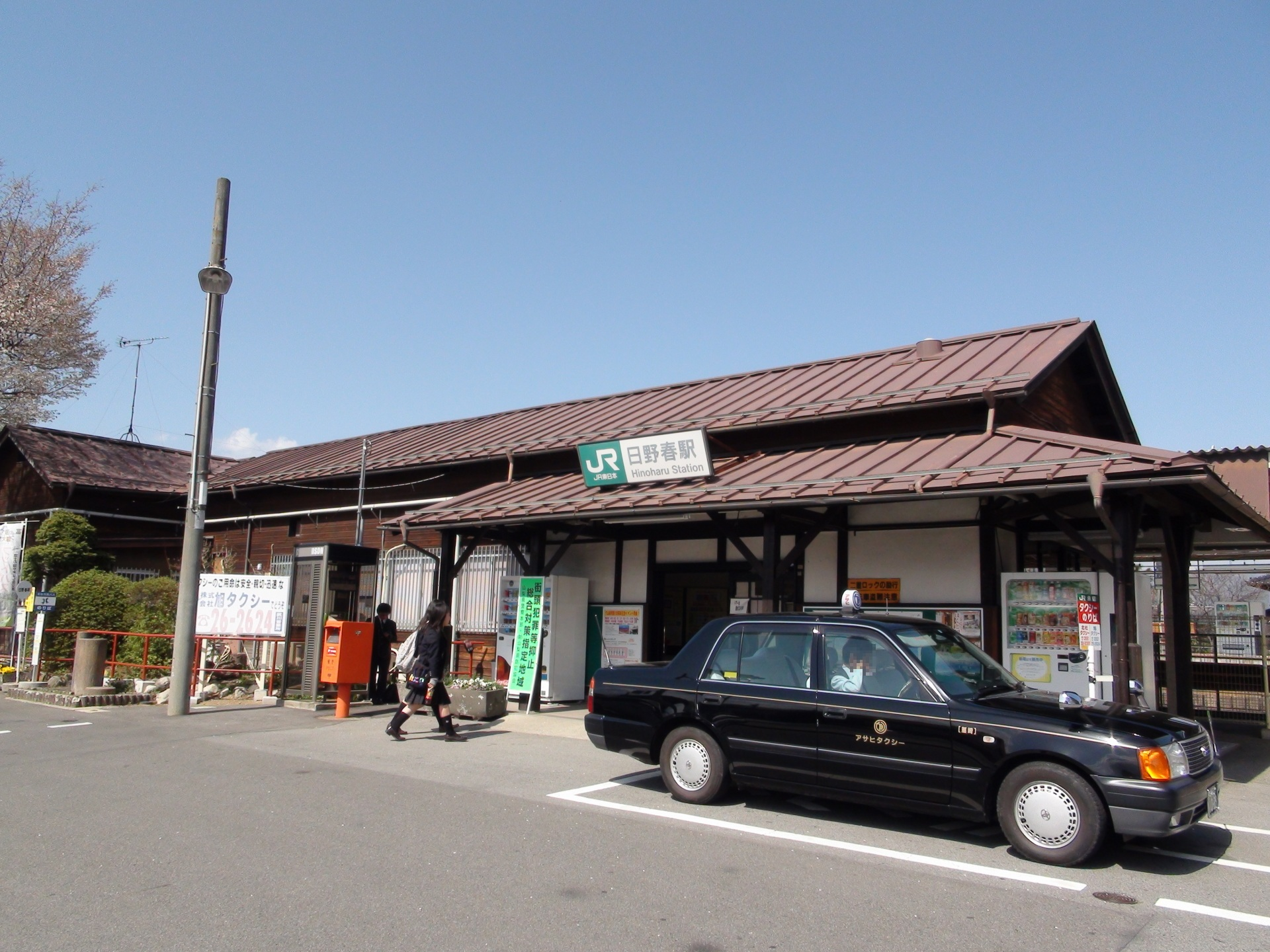
히노하루역(2013년 4월 5일 촬영)

신겐공 깃발 소나무(信玄公旗掛松、しんげんこうはたかけまつ)라고 불린 노송이 이전에 자라고 있던 소재지는 야마나시현 구 기타코마군(北巨摩郡) 히노하루촌(日野春村) 도미오카 26번지(현·야마나시현 호쿠토시 나가사카정 도미오카), 오늘날의 JR 동일본 주오 본선 히노하루역 구내 남동측의 노선 옆이다.
히노하루촌에 입지한 야쓰가타케산 남쪽 기슭 일대는 근세에 있어서, 헤미지(逸見路、へみじ), 신슈 가도(信州往還)(고슈 가도 하라지(甲州街道原路)), 보미치(棒道) 등, 고후 분지(甲府盆地)와 신슈 스와 지역(諏訪地域)를 잇는 복수의 가도가 통과하고 있던 교통의 요소였고, 이 가도들 중 히노하루촌은 신슈 가도(현재의 야마나시현도, 통칭 '시치리이와 라인(七里岩ライン)'에 상당)의 길에 해당한다.
히노하루(日野春、ひのはる) 부근은, 야쓰가타케산 이류라고 불리는 화산이류에 의해서 형성된 시치리이와 대지(七里岩台地)의 표면에 해당하고, 이전에는 별명인 히놋파라 벌판(日野春原野、ひのっぱらげんや)으로도 불린 잡목림이 펼쳐지는 벌판이고, 지대 위라는 지형 때문에 옛부터 물의 이용이 불편했고, 개발이 늦던 일대였다. 메이지 초반 즈음부터 서서히 개척이 시작되고, 1873년(메이지 6년)에 야마나시현령(山梨県令) 후지무라 시로(藤村紫朗)에 의한 '히노하루 개척 계획'이 책정되고, 다음 해 메이지 7년(1874년) 히노하루 신간지 이주 규칙이 통지됐다. 이렇게 해서 모집된 이주자에 의해 히노하루 부근의 벌판은 개간돼 개발됐다. 히노하루역이 소재한 아자명 도미오카(富岡)란, 현 개척 지도의 책임자였던 도미오카 게이메이(富岡敬明)로부터 이름이 붙여진 지명이다.
해당 땅을 통과하는 주오 본선은 가마나시강과 시오강(塩川) 지류인 하토강(鳩川)에 끼인 시치리이와 대지의 능선 위를 여러 스위치백에 의해 최대 25퍼밀 급경사로 오르는 경로에서 부설돼있고, 신겐공 깃발 소나무는 히놋파라 벌판의 거의 중앙, 시치리이와 대지 분수계의 바로 위, 표고 약 600미터에서 자라고 있었다.

### 신겐공 깃발 소나무

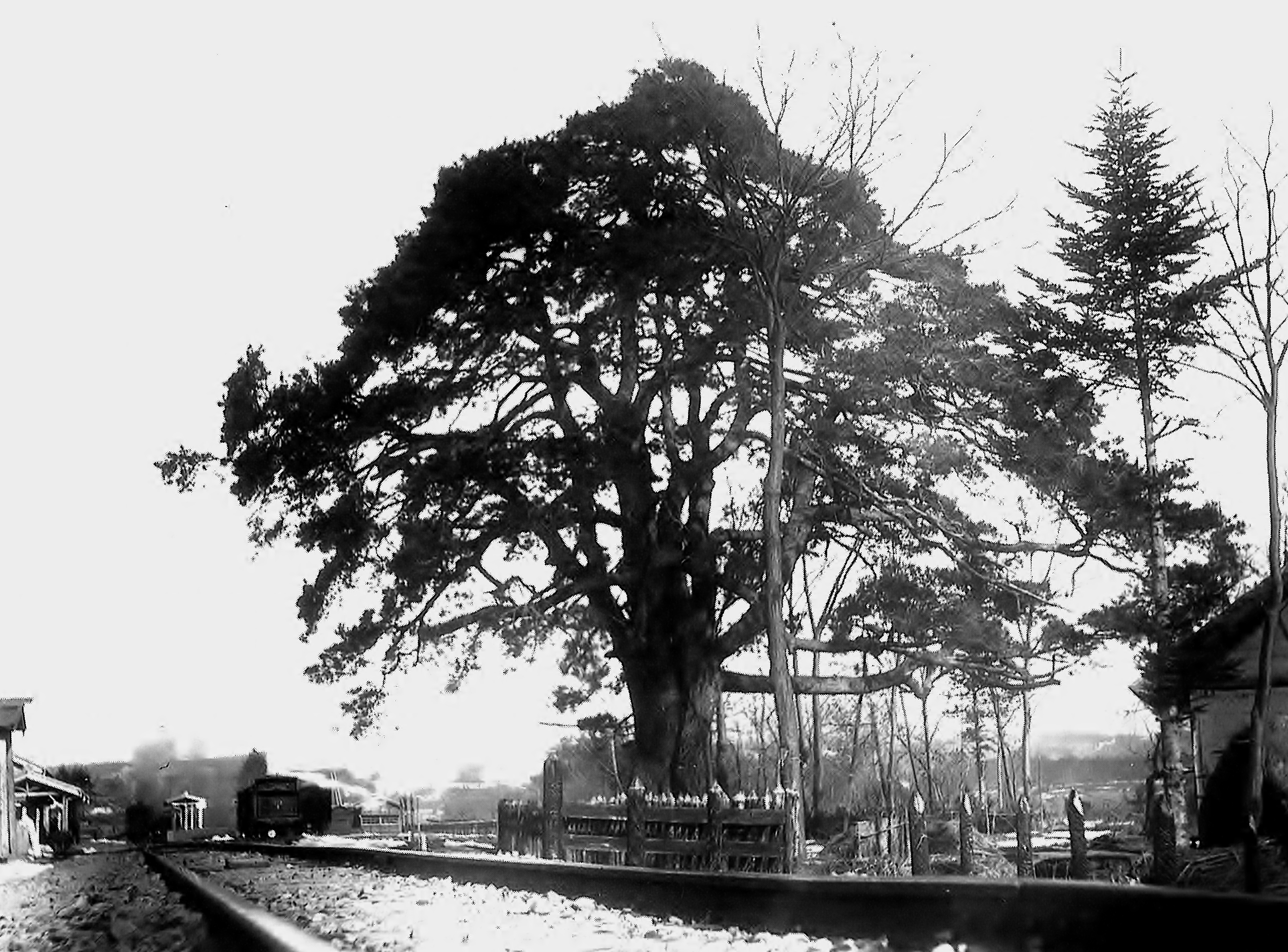
신겐공 깃발 소나무(信玄公旗掛松). 건재할 때인 1906년(메이지 39년)의 촬영. 소나무의 바로 옆에 레일이 부설된 것을 알 수 있다. 히노하루역 동남측보다 하행선 방향(스와역 측)을 촬영한 사진.

신겐공 깃발 소나무(信玄公旗掛松)는 높이 약 15미터, 나무의 둘레 약 7미터 정도 되는 거목으로, 별명 '信玄公旗挙松(신겐공 깃발 소나무)', '信玄公旗立松(신겐공 깃발 소나무)', '甲斐の一本松(가이의 한 그루 소나무)' 등으로 불린 노송이었다. 단, 다케다 신겐의 시대보다도 후세의 것이라는 게 후술할 재판 과정에서의 국가 측의 감정에 의해 판명됐다.
그러나, 경치가 좋은 언덕의 위에 선 이 한 그루의 소나무는 옛부터 이름이 알려진 명목이었던 것은 변함없고, 가이 겐지(甲斐源氏)의 조상인 헨미 기요미쓰(미나모토노 기요미쓰)(逸見清光(源清光))가 이곳에서 망루를 설치하고, 전투가 시작되자 소나무에 군기가 세워져 농민병을 모았다는 전승이 남아있고, 다케다 신겐도 이 소나무에 '손자의 깃발(孫子の旗)'을 세워 안표로 해 주변의 가신, 농민병을 모았다는 이야기가 덴메이 시대(1781년-1789년)에 저술됐던 가가미 도키요(加賀美遠清)의 『고요 수필(甲陽随筆)』에서 나타나는 등틀:가게야마, 오래전부터 이 지역의 사람들에게 있어서 대대로 정이 들어있던 명목이었다
야마나시현 내에는 신겐 제방(信玄堤)이나 신겐의 보미치(信玄の棒道), 신겐의 가쿠시유(信玄の隠し湯) 등, 가는 곳마다 다케다 신겐과 관련이 있는 것이 남아있고, 이 노송도 그러한 것들 중 하나였다.
일본에서 인적 기념물의 보존에 대해서는 옛부터 관심이 높았고, 1871년(메이지 4년) 5월 23일에 공포된 태정관포고의 고기구물보존방(古器旧物保存方)에 이어, 1897년(메이지 30년)에는 고사사보존법(古社寺保存法)의 공포가 있었으나, 이들은 전부 사원 등의 인적 기념물을 대상으로 것이고 식물, 동물, 지질·광물 등, 자연 환경을 대상으로 한 문화유산에 관한 보호 제도는 일원화되지 않았다. 1919년(다이쇼 8년)으로 되고 사적명승천연기념물보존법(史蹟名勝天然紀念物保存法)이 제정됨에 따라, 처음으로 일본에 천연기념물이라는 개념이 성립됐다. 신겐공 깃발 소나무가 말라 죽은 것은 그 5년 전인 1914년(다이쇼 3년) 연말의 일이었다.

## 사건의 배경으로의 철도 사업

고부 철도(甲武鉄道)의 사장(社章)

1872년(메이지 5년)에 신바시역(新橋駅)–요코하마역(横浜駅) 사이가 개업된 것을 시작으로 일본 각지에서는 철도가 급속도로 발전해갔다. 당초, 정부 주도로 시작된 철도 사업이었으나, 기업가를 중심으로 한 철도 회사 설립에 따라 민간에서의 부설의 움직임이 시작됐다. 당시의 철도는 기업가가 서로 다투며 투자의 대상으로 할 정도로 장래 발전이 약속된 매력적인 산업이기도 했다.
주오 본선의 부설에 대해서는 도쿄에서 다치카와 방면으로 철도를 부설하는 민간 회사 고부 철도(甲武鉄道)가 1886년(메이지 19년)에 설립돼, 3년 뒤인 1889년(메이지 22년) 4월 11일에 신주쿠역-다치카와역의 구간에서 개업하고, 같은 해의 8월 11일에 하치오지역까지 연장됐다. 이 고부 철도는 고슈 재벌(甲州財閥)이라고 불리는 야마나시현 출신의 사업가 아메노미야 게이지로(雨宮敬次郎)와 와카오 잇페이(若尾逸平)를 중심으로 설립된 것으로 사명인 고부(甲武) 철도란 고슈(현: 야마나시현)와 부슈(현: 도쿄도)를 잇는 것을 목적으로 한 것이었다.
한편, 이들 사유 철도(사철)의 계획이 일본 전국에서 과열되는 경향으로 됐고, 그 중에는 투기 목적의 과대한 계획이 증가하는 등 문제화되기 시작했다. 이 흐름을 받아 간선 철도는 최대한 국가가 주체로 돼 설치해야 한다는 방침을 국가가 잡게 된다. 그리고 1892년(메이지 25년)에 제정된 철도부설법(鉄道敷設法)으로, 1906년(메이지 39년)의 철도국유법(鉄道国有法) 공포로의, 사철 국유론은 대두되어 갔다. 철도 부설을 둘러싼 이러한 흐름에서, 고부 철도가 하치오지까지 개업하고 있던 주오 본선은, 하치오지에서 서쪽은 국가가 주체로 돼 건설하는 방침이 잡혔다. 1896년(메이지 29년), 하치오지역-시오지리역(현·나가노현 시오지리시) 사이의 공사가 개시됐고, 어려운 공사 끝에 사사고 터널(笹子トンネル) 등의 완성에 따라, 1903년(메이지 36년) 6월 11일에 고후역까지, 같은 해 12월 15일에 니라사키역까지 개통했고, 니라사키에서 현 경계를 넘어 후지미(현·나가노현 스와군 후지미정)까지의 구간은 1904년(메이지 37년) 12월 21일에 개통했다. 신겐공 깃발 소나무 사건에서 문제로 된 히노하루역은 이 '니라사키-후지미' 구간에서 소재한다. 이어서 1906년(메이지 39년) 10월 1일, 국가는 고부 철도(신주쿠-하치오지)를 매수하고, 하치오지에서 서쪽의 국유 철도와 일체화해 오늘날의 주오 동선의 원형으로 되었다.

### '국가는 악(惡)을 행하지 않는다'라는 인식

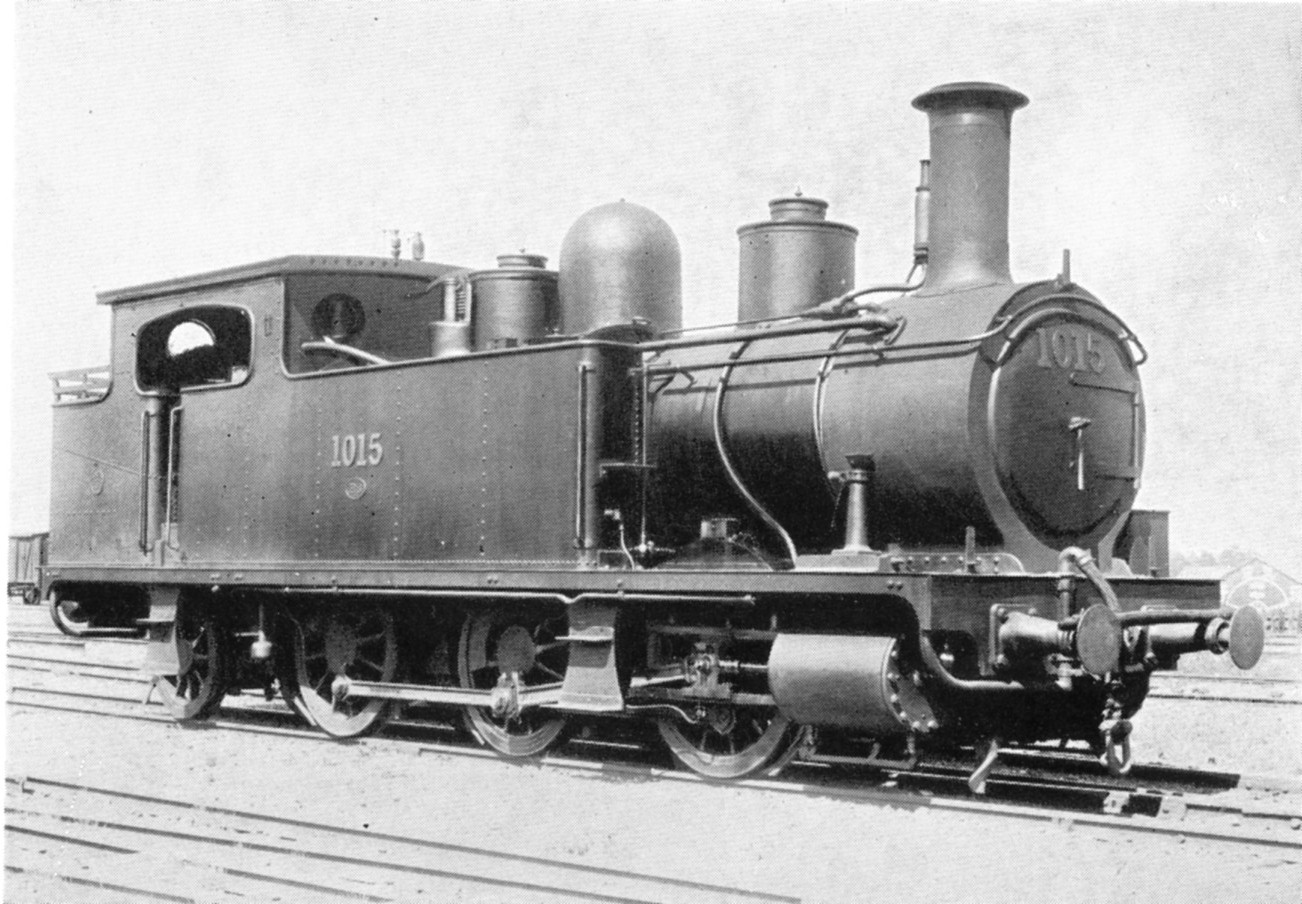
철도원(鉄道院) 2120형 증기 기관차

당초, 국유 철도는 일본 체신성(逓信省)이 관리하고 있었으나, 1907년(메이지 40년) 4월 1일에 체신성에서 제국철도청(帝国鉄道庁)이 독립하고, 다음 해인 1908년(메이지 41년) 12월 5일에 고토 신페이를 초대 총재로 철도원(鉄道院)이 발족했다. 그 후, 1920년(다이쇼 9년)에 일본 철도성이 설립되기까지 약 13년간, 국가의 철도는 철도원에 의해 관리 운영이 행해졌다. 신겐공 깃발 소나무 사건은 이 철도원 시대에 일어난 사건이었다.
전술한 것처럼 주오 본선의 개설은 국가가 주체로 돼 건설이 행해진 것이다. 그리고 개설의 배경에는 청일·러일 두 전쟁을 거치고 철도 수송의 중요성을 인식해 간선 철도의 국유화를 추진한 군부의 의도, 요청이 컸다고 추정된다.
이렇게 철도원 시대 일본의 철도의 역할은 국가 목적의 수행, 그것도 국방 상의 목적이라는 사고가 배경으로, 일반인들에게 있어 철도는 국가의 것, '국가는 악(惡)을 행하지 않는다(国は悪をなさず)'라는 사고가 강했다. 여기서 '국가는 악을 행하지 않는다'는 국가면제를 뜻하는 말로, 주권면제를 뜻하는 영어 문구 'King can do no wrong(왕은 잘못을 저지를 수 없다)'과 비슷하다. 즉, '국가가 곧 법이다'라는 뜻이다.
예를 들면, 1909년(메이지 42년), 주오 본선 연선의 무사시노시(당시의 도쿄부 기타타마군 무사시노촌(武蔵野村))에서 증기 기관차의 불똥에 의한 작은 화재가 일어나자, 피해자가 철도원에 보상을 요구했으나, 철도원은 이를 전혀 받아들이지 않았다고 한다. 또, 사고도 빈번하게 발생해 汽車(きしゃ(기샤), 기차)를 이용해 '人ひき車(ひとひきしゃ(히토히키샤), 사람 치는 차)'라고 야유 받을 정도의 피해도 발생했다고 한다. 이들의 배상 문제가 어떤 식으로 처리됐는지는 기록이 남아있지 않고, 피해자의 구제가 어떤 식으로 행해졌는지는 불명이나, 오늘날의 무과실책임에 가까운 처리가 행해졌다고 추정된다. 어쨌든 '국가의 권위를 배경으로 한 철도원', '국가는 악을 행하지 않는다'라는 세간 일반인들의 철도에 대한 인식이, 신겐공 깃발 소나무 사건이 일어난 배경으로 되어있었다고 할 수 있다.

## 재판의 경과

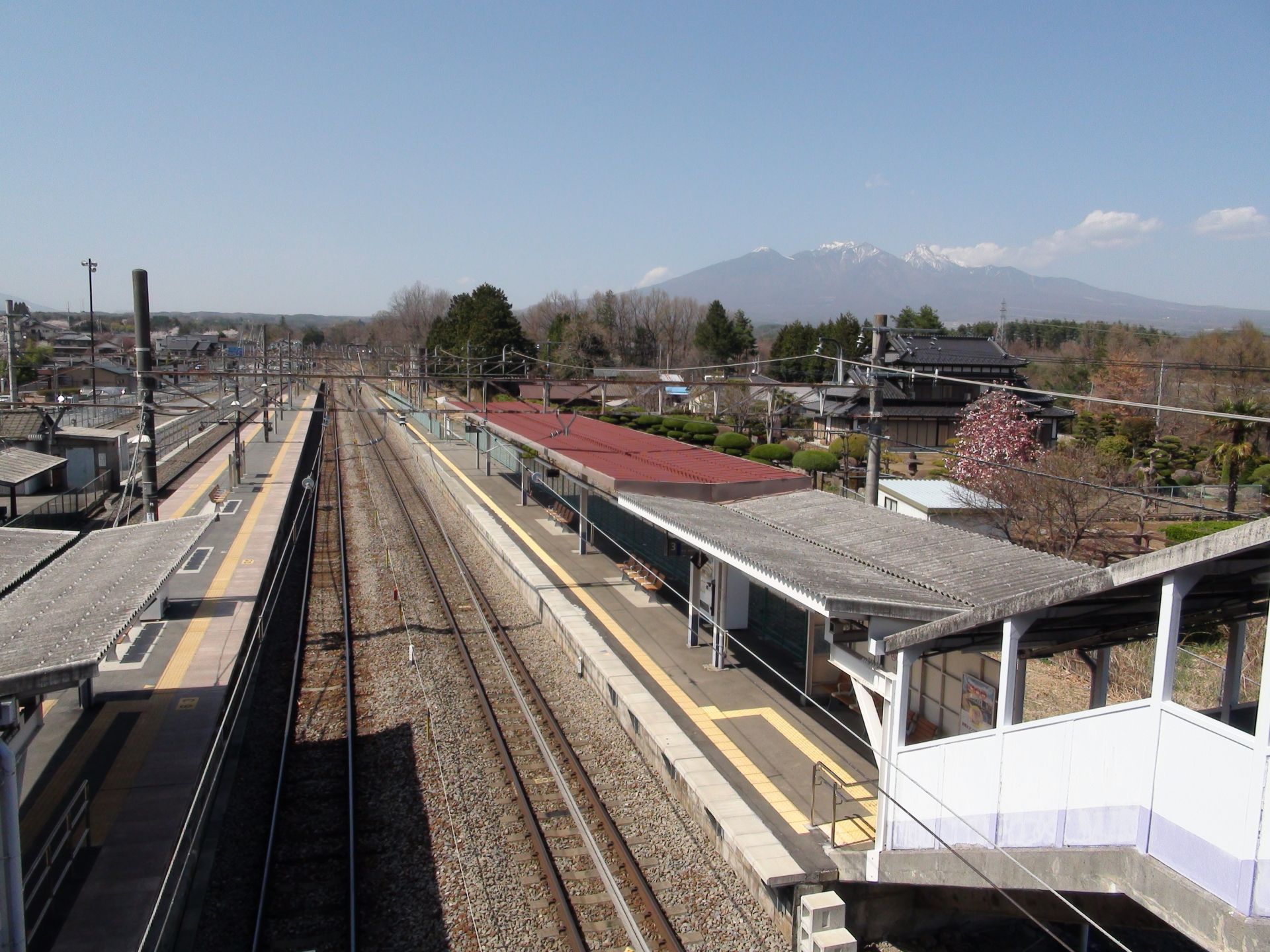
히노하루역에서 바라본 야쓰가타케산(2013년 4월 촬영)

신겐공 깃발 소나무 사건은 매연에 의해 입은 피해를 둘러싼 연해 사건으로 오늘날의 공해에 속하는 사건이다. 거기에 '권리남용'의 법리가 일본에서 처음 실질적으로 법정에서 거론된 점이나, 그 3년 전(1916년)의 오사카 알칼리 사건(大阪アルカリ事件)에 이어 권력자에 의한 권리 행사가 '불법행위'에 해당하고 책임을 물을 수 있는가가 논쟁이 된 점에서, 신겐공 깃발 소나무 사건의 특필성이 있다. 그 때문에 일본 국내의 법학부 등의 민법 강의에서 권리남용의 고전적 사례로 들어지고 있을 정도로 일본의 법조계에서는 저명한 사건이다. 그러나 사회 일반적으로는 그다지 알려진 사건은 아니다. 예를 들면 1969년(쇼와 44년)부터 1974년(쇼와 49년)에 걸쳐 당시의 국유 철도가 편찬한 『일본국유철도백년사(日本国有鉄道百年史)』라는 전 19권에 달하는 상세한 서적 중에서도 매우 조금 다른 공해 문제 부분에 이 사건이 인용돼있을 뿐이다. 이 점에 대해서 법학자인 가와이 다케시(川井健) 히토쓰바시 대학 명예교수는 '국유 철도 당국에 있어서 이 사건은 그다지 보잘 것 없는 시간일지도 모른다'라고 견해를 드러냈다. 이렇게 패소한 입장인 당시의 국가 측(철도원)의 관점에 선 자료는 극히 적다
본 기사에서는 중립적 관점으로 선 법학자, 향토사가 등의 지식인이 현존하는 '재판 기록 정본', '관련 원문서', '신문 기사' 등을 검증·고찰하고 정리해 낸 여러 2차 자료 문헌을 출전으로 했다. 더욱이 해당 사건의 판결문 기록에는 활자로 된 『민사판결록(民事判決録)』(민집) 등이 존재하지만, 이하 본 기사 중에 인용한 판결문 및 재판에 관련한 각종 문서는 본 기사 말미의 참고 문헌 절에 제시한 2차 자료에 기재된 것을 일부 생략 개편하고 적당하게 인용했다.
해당 소송의 경과는 꽤 복잡하게 얽혀있고 이하에서 보이는 시계열 순으로 합계 8개의 판결·결정이 존재한다.
(1) 고후 지방재판소 판결(甲府地判) 다이쇼 7 (1918)·1·31 판례집 미등재
중간판결. 원고의 청구 원인을 정당하다고 판결.
(2) 도쿄 항소원 판결(東京控判) 다이쇼 7 (1918)·6·4 판례집 미등재
(1)의 항소심. 궐석판결에 의해 항소 기각. 고후 지방재판소로 반려.
(3) 도쿄 항소원 판결(東京控判) 다이쇼 7 (1918)·7·26 신문 1461호 18페이지
(2)에 대한 이의 제기. (2) 판결을 유지.
(4) 대심원 판결(大判) 다이쇼 8 (1919)·3·3 민록 25집 356페이지
상고 기각(이 판결이 이른바 '신겐공 깃발 소나무 사건'으로 불리는 판례이다).
(5) 고후 지방재판소 판결(甲府地判) 다이쇼 10 (1921)·2·15 판례집 미등재
피고에게 벌금 499엔(그중 50엔은 위자료)의 지불을 명함.
(6) 도쿄 항소원 판결(東京控判) 다이쇼 11 (1922)·4·11 판례집 미등재
(5)의 항소심. 피고에게 벌금 72엔 60센(그중 50엔은 위자료)의 지불을 명함.
(7) 도쿄 항소원 판결(東京控判) 다이쇼 13 (1924)·12·25 판례집 미등재
(6)에 대한 경정 신청. 배상액·소송 비용 부담 비율에 관한 경정 신청을 각하.
(8) 고후 지방재판소 판결(甲府地決) 다이쇼 14 (1925)·9·28 판례집 미등재
소송 비용액(241엔 71센 2린 5모. 원고가 9할을 부담)을 결정.
상기 중 (1)부터 (4)까지가 '책임의 유무'에 관한 것, (5)부터 (7)까지가 '배상액 산정'에 관한 것, (8)은 '소송 비용액'에 관한 것이다. 이 중 (1).(3).(4)가 후의 권리남용론에 영향을 준 중요한 것이다.((2)는 근거가 부족하다) 따라서 이하, 본 기사 중에서 전문 인용한 판결문은 책임의 유무를 다툰 1심의 고후 지방재판소 판결에서 대심원 판결((1)부터 (4))까지만으로 보고, 고후 지방재판소에서 반려된 뒤의 배상액 산정, 소송 비용액 결정에 관한 판결문((5)부터 (8))의 전문 인용은 할애했다. 이들의 원문은 전부 세로쓰기이다. 또, 재판 관련 각 문서 원문 안의 기술에는 수치 등의 일부에 모순되는 것이나 오기, 오식으로 보이는 것이 있고, 그것들에 대해서는 해당 부분에 시크의 주석을 추가했다. 더욱이, 이하의 사실(신겐공 깃발 소나무의 말라 죽음)에 대해 당사자 간의 다툼은 없다.
이 절에서는 말라 죽은 원인의 발단으로 된 지방에 주오 본선을 부설하고 히노하루역을 건설하는 계획이 구체화된 1902년(메이지 35년) 5월부터 해당 사건의 재판이 전부 종결된 1925년(다이쇼 14년) 9월까지 약 23년간에 미치는 경위를 시계열에 따라 기술한다.

### 제소에 이르기까지의 경위
신겐공 깃발 소나무의 소유자인 시미즈 린모가 국가(철도원)을 상대로 소송을 건 것은 1917년(다이쇼 6년) 1월의 고후 지방재판소로의 제소였다. 그러나 이 제소에 이르기까지의 과정에는 시미즈가 국가, 철도원에 대해 신겐공 깃발 소나무로의 보전 보호 대책을 행하는 것을 요망하는 진정을 재삼에 걸쳐 계속 호소했음에도 불구하고, 그것이 받아들여지지 않았고, 결국 노송이 말라 죽게 됐다는 경위가 배경으로 있었다.

#### 사건의 발단

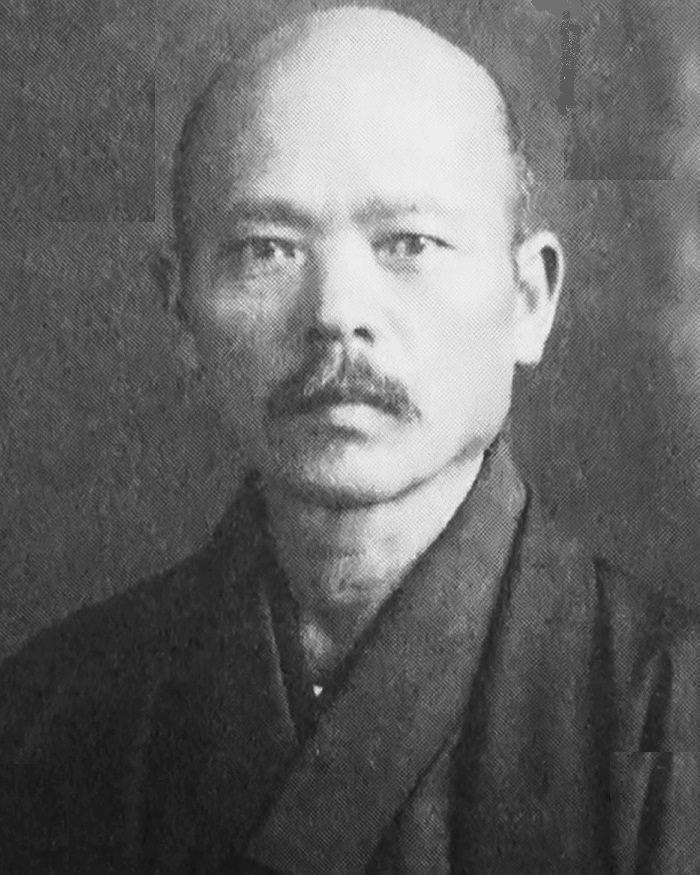
시미즈 린모(清水倫茂)(1865-1936)

해당 소송 사건의 당사자(원고)였던 시미즈 린모는 야마나시현 기타코마군 가부토촌(현·호쿠토시 다카네정 시모쿠로자와(下黒沢))의 오랜 가문인 시미즈가(清水家)의 시미즈 게이조(清水啓造)의 장남으로 겐지 원년 음력 12월 7일(그레고리력 1865년 1월 4일)에 태어나 아버지 게이조로부터 1888년(메이지 21년) 7월에 가독을 상속받은 뒤 1893년(메이지 26년) 12월에 가부토촌의 마을회의원으로 첫 당선을 하고 2년 후에는 가부토촌의 부촌장으로 된다. 시미즈 린모는 비뚤어진 것을 싫어했고, 자신이 생각하는 것은 자유롭게 행했다고 하는, 이른바 열혈한 타입의 인물이었다고 전해지며, 주위를 이끌어 가는 두목 기질의 행동력으로 지역 사회에서 두각을 드러냈고, 1898년(메이지 31년) 4월에 33세라는 젊은 나이에 가부토촌의 촌장에 취임했으며, 더욱이 1903년(메이지 36년) 9월에는 기타코마군의 군회의원에 당선되는 등, 이른바 고장의 유력자, 실력자, 자산가였다. 다이쇼 시기에 개인으로 국가를 상대로 소송을 거는 것이 가능했던 것도 시미즈가 재판 비용을 염출할 수 있을 정도의 자산가였기 때문이기도 하고, 사건 발생 당시에는 합자회사 가이 은행(甲斐銀行)의 이사 총재를 맡고 있었고, 가부토촌에 있는 자택에서 '가이 은행 히노하루 지점'을 개업하고 있었다.
가부토촌은 신겐공 깃발 소나무가 자라는 히노하루촌 도미오카에서 봤을 때 바로 북동쪽으로 인접한 위치에 해당한다. 가부토촌의 시미즈에게 있어서 히노하루촌은 이웃동네이다. 하지만 주오 본선 부설이 계획된 일대는 선조 대대로 시미즈가의 토지였고, 1902년(메이지 35년) 당시는 시미즈 린모의 소유지였다. 즉, 그곳에서 자라고 있던 신겐공 깃발 소나무는 시미즈 린모가 소유권을 가진 개인 소유물이었다.
도쿄 방면에서 고후역까지 착공되고 있던 주오 본선을 신슈 스와 시오지리 방면으로 연장하는 계획은 수년 전부터 루트의 검토가 행해졌으나, 히노하루촌을 포함한 주변 8개 촌에 의한 '정거장 위치 청원서(停車場位置請願書)' 제출 등의 유치 활동이 이뤄졌고, 히노하루촌 도미오카에서 정거장이 설치되는 것이 1896년(메이지 29년)에 내정되고, 1902년(메이지 35년)에 정식 결정됐다.
히노하루역 설치 결정을 알게 된 인근 사람들은 기뻐했고, 이를 환영했다. 그런 한편 지권자였던 시미즈 린모는 철도원이 작성한 상세한 계획 도면을 보고 경악했다. 그 도면에 의하면 신겐공 깃발 소나무의 뿌리부터 서쪽으로 고작 한 간(약 1.8미터) 정도라는 가까운 거리에 정거장과 노선이 부설되는 계획이었기 때문이다. 

#### 철도원으로의 상신서 제출

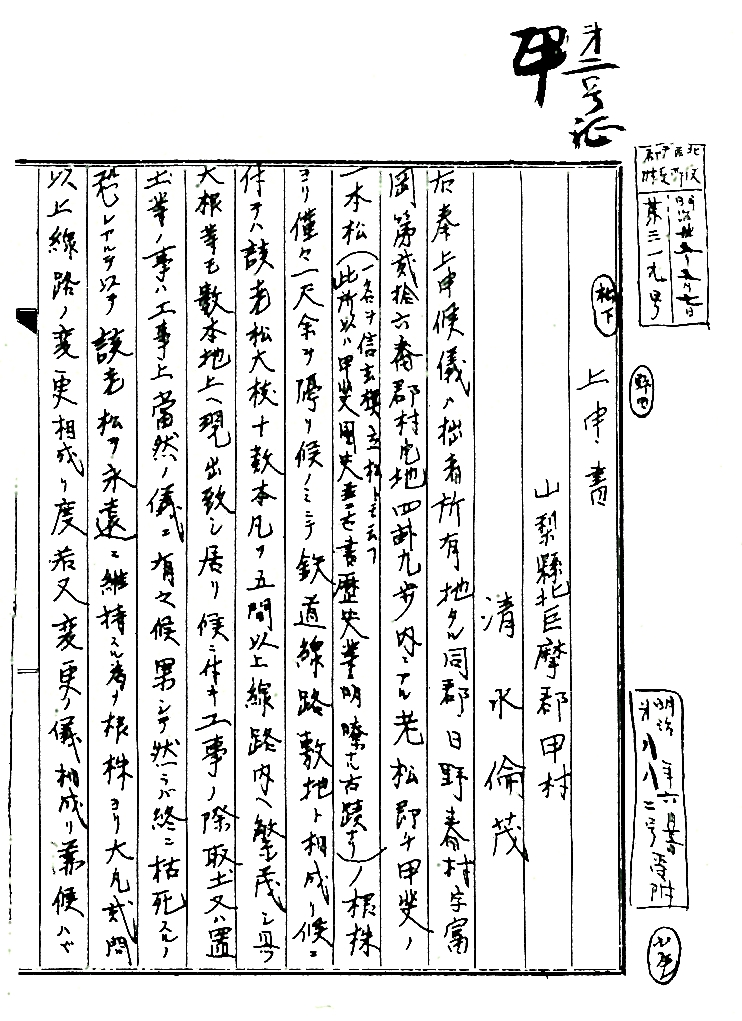
상신서

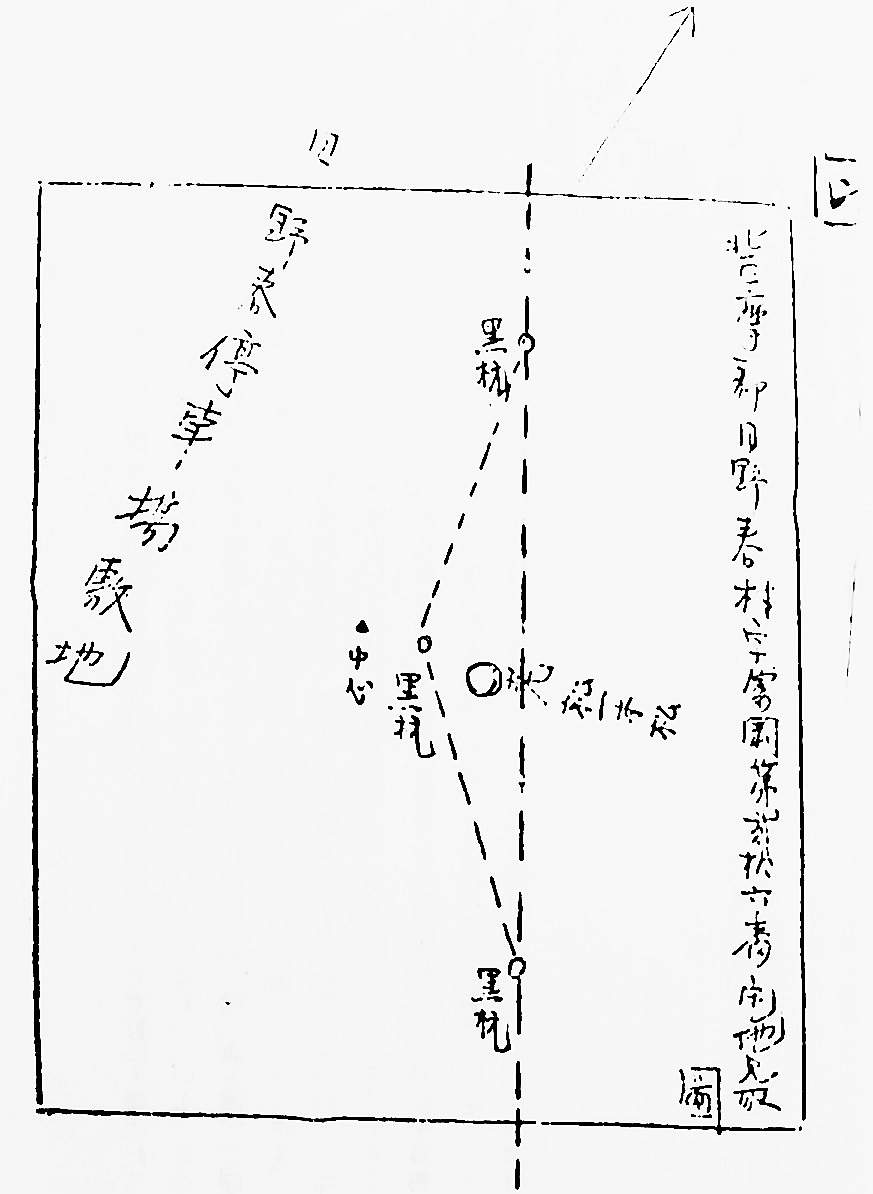
상신서에 첨부된 도면

20세기 초반 당시, 대부분의 일본인에게 있어서 철도, 증기 기관차는 미지의 탈것이었고, 문명 개화의 상징으로 되는 한편, 기관차에서 배출되는 매연에 의한 악영향을 우려하는 목소리도 있었다. 계획도를 본 시미즈 또한 증기 기관차의 매연에 의한 신겐공 깃발 소나무로의 영향을 두려워했다. 계획도 대로 부설되면 소나무에서 뻗어나온 열 몇 가지의 가지는 노선 위에 덮이는 듯한 형태로 되고, 증기 기관차에서 분출하는 매연을 가지와 잎이 직접 뒤집어 쓸 것은 분명했다. 또, 뿌리에서 가까운 거리에 부설되면 시공과 함께 노송의 뿌리 부근을 파내거나 성토를 쌓는 등의 공사가 예상돼, 땅속에 있는 소나무의 뿌리를 손상시킬 우려가 있었다. 시미즈는 신겐공 깃발 소나무의 쇠약이나 말라 죽는 것을 두려워해 철도를 부설하는 것은 소나무에서 떨어진 위치로 변경해주기를 바란다고 1902년(메이지 35년) 5월 6일 부로 '철도작업국하치오지출장소장(鉄道作業局八王子出張所長)' 후루카와 사카지로(古川阪治郎)에게로 '상신서'를 제출했다.
鉄道作業局八王子出張所長 古川阪治郎殿
右奉上申候儀ハ拙者所有地タル同郡日野春村字富岡第貮百拾六番郡村宅地四畝九歩内ニアル老松即チ甲斐ノ一本松（一名ヲ信玄旗立松トモ云フ、此所以ハ甲斐国史並ニ古書歴史等ニ明瞭ナル古蹟ナリ）ノ根株ヨリ僅々一尺 [sic]余リヲ隔リ候ノミニテ鉄道線路敷地ト相成リ候ニ付テハ、該老松大枝十数本凡ソ五間以上線路内ヘ繁茂シ、且ツ大根等モ数本地上ヘ現出致シ居リ候ニ付キ、工事ノ際取土又ハ置土等ノ事ハ工事上当然ノ儀ニ有之候。果シテ然ラバ終ニ枯死スルノ恐レアルヲ以テ、該老松ヲ永遠ニ維持スル為メ根株ヨリ大凡貮間以上線路ノ変更相成リ度、若又変更ノ儀相成リ兼候ハヾ別紙図面ノ通リ測量ノ際、老松ヲ除却スル為メ特ニ線路ニ屈曲有之、現ニ前後ノ黒杭ヨリ見透ス時ハ老松線路内エ入ルヲ以テ相当代価ニテ買収相成リ度、実地御調査ノ上、何分ノ御詮議相仰せギ度此段及上申候也。
 — 상신서(上申書), 시미즈 린모(清水倫茂), 메이지 35년(1902년) 5월 6일 

철도작업국하치오지출장소장 후루카와 사카지로 귀하
이상 상신을 바치는 사항은 제 소유지인 동군 히노하루촌 도미오카 제116번 군촌 택지 4묘 9보 내에 있는 노송 즉 가이의 한 그루 소나무(일명 신겐 깃발 소나무라고도 한다. 이 까닭은 가이국사의 고서 역사 등에서 명료한 고분이다)의 그루보다 겨우 한 척 [sic] 남짓의 거리가 있을 뿐으로 철도 노선 부지로 되는 것에 대해서는 해당 노송의 큰 가지 열 몇 가지가 대략 다섯 간 이상 노선 내로 무성해지고, 한편 큰 뿌리 등도 몇 가지 지상으로 나와있는 것에 대해 공사 때 흙 빼기 또는 객토 등은 공사상 당연한 일에 있습니다. 정말로 그렇다면 끝에 말라 죽을까 두려워, 해당 노송을 영원히 유지하기 위해 그루보다 대략 한 간 이상 노선의 변경되기를 바라며, 혹시 또 변경을 하게 된다면 별지 도면 대로 측량했을 때, 노송을 제거하기 위해 특별히 노선에 굴곡이 있는, 실제로 앞뒤의 검은 말뚝에서 보일 때 노송이 선로 내로 들어가기에 상당한 대가로 매수되기를 바라며, 현장 조사상, 다소간 전의 분부하시길 바라 이 단 및 상신을 합니다.

그러나 이 요구는 '철도사무계장(鉄道事務掛長)·기타코마군장(北巨摩郡長) 마쓰시타 겐노신(松下賢之進)'에게서 '가부토촌장대리·부촌장(甲村長代理・助役) 오비 하마요시(小尾濱吉)'에게로 보낸 같은 해 6월 23일 부 문서(철 제482호의 하나(鉄第四八二号ノ一))에서 각하됐다.
甲村長代理助役 小尾濱吉殿
貴村清水倫茂ヨリ別紙之通リ上申書差出候ニ付、其筋ヘ進達候処右ハ最初設計ノ際、該老松ニ支障ヲ与ヘザル様特ニ線路ヲ迂回シタル次第ニシテ、施工上松樹ヘ影響ヲ及ボスガ如キハ万無之旨ヲ以テ、書面却下相成候条其旨御示論ノ上別紙反面返戻方御取計相成度。
 — 철 제482호의 하나(鉄第四八二号ノ一), 철도사무계장(鉄道事務掛長)·기타코마군장(北巨摩郡長) 마쓰시타 겐노신(松下賢之進), 메이지 35년(1902년) 6월 23일(가와이 1981, 251-253쪽)(신도 1990, 186-187쪽)

가부토촌장대리부촌장 오비 하마요시 귀하
귀촌 시미즈 린모에게서 별지 대로 상신서를 제출받은 것에 대해, 그 당국으로 진달하니 위는 최초 설계 때, 해당 노송으로 지장을 주지 않는 것 같고 특별히 노선을 우회하는 대로 하여, 시공상 소나무로 영향을 미치는 것은 만무의 뜻으로, 문서는 각하돼 그 뜻 시론에 별지 반면 반려 쪽으로 처리되길 바랍니다.

이 답변에 의하면 철도원도 노송으로의 영향은 따로 배려하고 있고, 노송에게 영향을 주지 않게끔 우회하는 등 처음부터 생각하고 설계한 것이었고, 또, 시공 공사에서 노송에게 해가 가는 듯한 일은 없다는 내용이었디. 더욱이 이 문서의 받는이가 시미즈가 아닌 '가부토촌부촌장 오비 하마요시'로 되어있는 것은 가부토촌 촌장이 다른 사람도 아닌 당사자인 시미즈 린모였기 때문이라고 추정된다.
상신서가 각하된 시미즈는 자신의 호소를 소홀히 했다는 것을 부당하게 생각했고, '정말로 지장이 없는 것이라면 앞으로는 소나무의 가지 하나라도 벌채하는 것은 용서할 수 없다'라고 해 다시 노선 경로의 변경을 강하게 요구했고, 같은 해 8월 5일 부로 후루카와 사카지로에게 재차 상신서를 제출했으며, 더욱이 세 번째의 상신서를 9월 5일 부로 제출한다. 하지만, 시미즈의 호소는 해결되지 않은 채, 당초의 계획 대로 공사는 착공됐다.

#### 신겐공 깃발 소나무의 말라 죽음

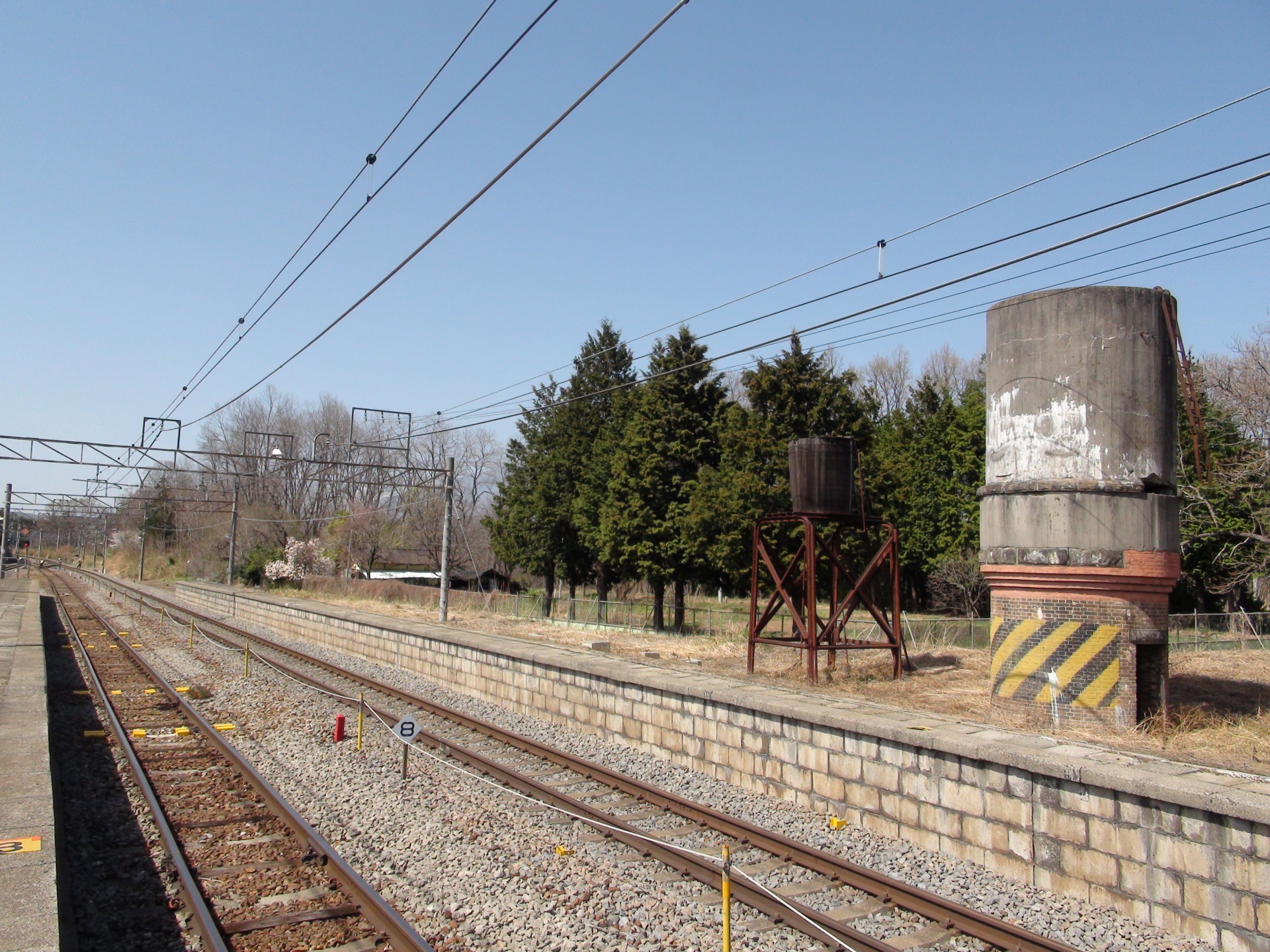
히노하루역 구내에 남아있는 급수탑(오른쪽)
왼쪽은 철도원의 생활 용수를 위한 저수조이다(2013년 4월 촬영)

실제로 공사가 개시되자 시미즈가 두려워하고 있던 대로 노선 위에 덮이는 형태로 된 신겐공 깃발 소나무의 가지와 잎이 기관차 운행의 방해가 되었다. 철도를 지나가기 위해서는 가지와 잎을 제거하지 않으면 안 돼자, 철도원으로부터의 1903년(메이지 36년) 12월 3일 부의 제의에 의한 보상료 '돈 20엔'으로 시미즈는 부득이하게 이를 허가했고, 신겐공 깃발 소나무의 가지와 잎 열 몇 가지가 가지치기됐다. 더욱이, 이 '수령서'는 시미즈 린모의 선대(아버지)인 시미즈 게이조 명의로 작성됐지만 상세 경위는 불명이다.
이렇게 1904년(메이지 37년) 12월 21일, 주오 본선의 니라사키역에서 후지미역까지의 구간이 개통됨과 동시에 히노하루역이 개업했다. 더욱이, 2014년 현재 해당 구간에는 합계 여섯 역이 존재하나 개업 당초는 히노하루역과 고부치자와역의 두 역 밖에 설치돼있지 않았다. 또, 히노하루역이 설치된 장소는 니라사키 방면에서 시치리이와 대지, 야쓰가타케산 남쪽 기슭으로 꼭대기까지 오르는 급구배 구간의 중간점에 해당하고, 증기 기관차의 급수를 행하기 위한 급수탑이 설치됐다. 증기 기관차 시대에 모든 하행 열차가 급수를 위해 정차하는 히노하루역은 여객의 접대뿐만 아니라 운행 상의 중요한 역할을 맡고 있었다.
역이 개업함에 따라 인근 사람들의 생활은 편리하게 된 한편, 히노하루역까지 올라온 증기 기관차의 뜨거운 증기나 다량의 매연은 당연히 신겐공 깃발 소나무에게 뿜어내졌다. 설치된 급수탑은 소나무 가까이에 있었고, 연기를 계속 뿜어내는 기관차가 소나무의 옆에서 급수를 위해 오랫동안 정차하고, 계속 기관차의 진동을 받는 등 악조건도 겹쳐졌다. 게다가, 1911년(메이지 44년)에는 역 구내에 철도의 대피선이 새로 생겼고 이와 함께 레일과 소나무의 거리는 더욱 좁혀졌다. 개업 당초에 약 4간(약 7미터)였던 신겐공 깃발 소나무의 뿌리와 레일의 실제 거리는 1간(약 1.8미터) 미만으로 되었다. 더욱이 같은 해 9월 18일 미명, 히노하루역 구내에서 전철수의 부주의에 의한 화물 기관차의 탈선이 발생했고, 탈선한 기관차가 신겐공 깃발 소나무에게로 격돌해 소나무의 큰 가지 몇 가지가 꺾이게 됐다. 이 사고에 대해서 철도원은 위자료로 15엔을 시미즈에게 지불했다.

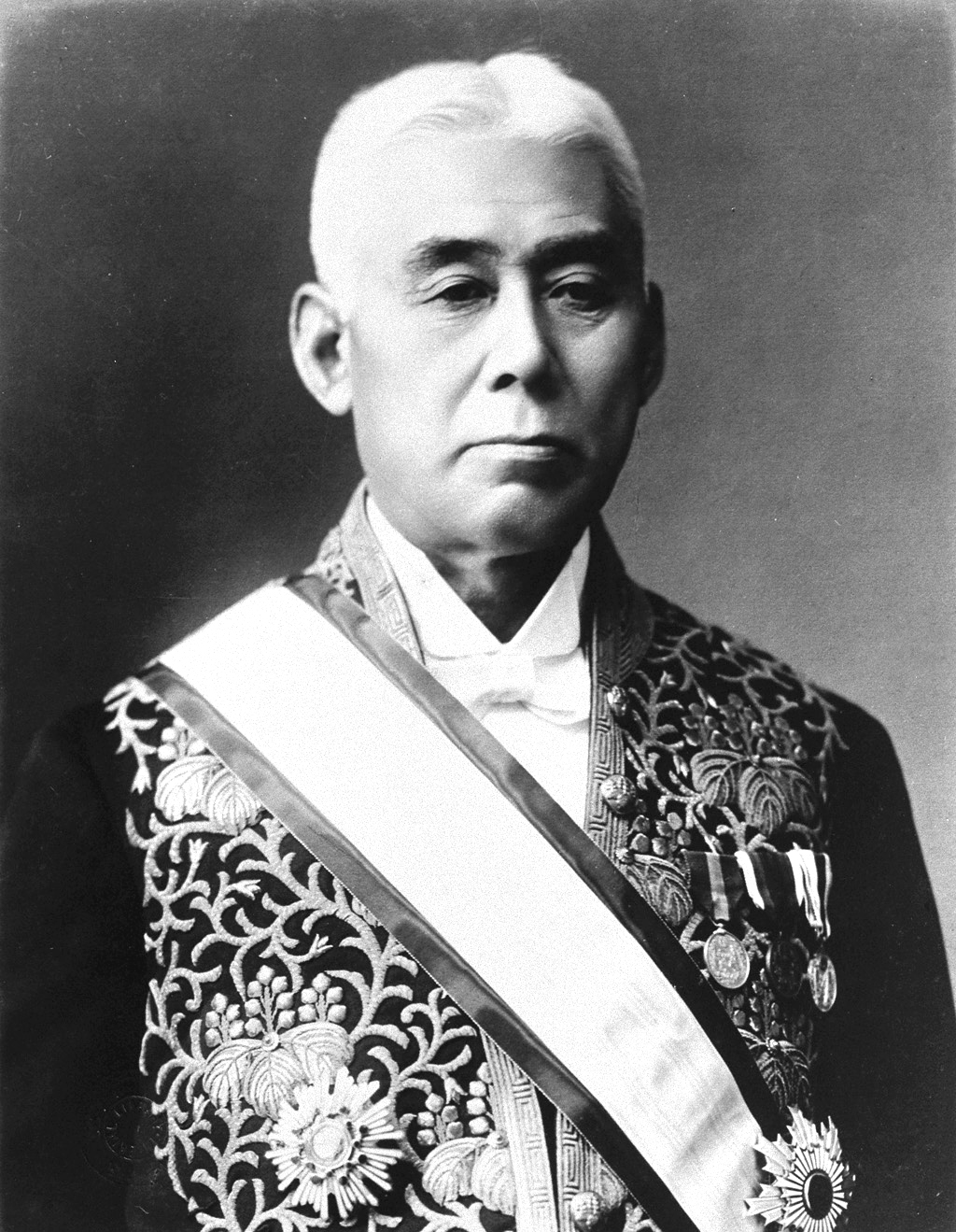
하라 다카시(原敬)

더 이상의 노송으로의 피해는 돌이킬 수 없는 최악의 결과를 초래할 수 있어 시미즈는 2개월 후인 같은 해 11월, 소나무와 증기나 매연을 떨어뜨려 놓는 '가스 방제 설비' 설치를 요구하는 상신서를 당시 철도원 총재 하라 다카시 앞으로 제출했다.
帝国鉄道院総裁 原敬殿
……(전략) 松樹ノ根株ヨリ僅ニ一尺ヲ隔リタルノミニテ鉄道敷地ノ相成、現ニ老松ノ枝下ニ線路ヲ布設致シ候故、目下松枝ハ瓦斯ノ為メ（否ナ火ノ為メ）ニ焼枯シタル大枝数本有之、特ニ本年九月拾八日機関車転覆ノ際、該老松ノ大枝数本折損シ、障害物除却シタルヲ幸ヒ今回老松ノ根元僅ニ一尺ヲ隔リタル所ハ線路ヲ増設スルニ当リテハ今後数年ヲ経ズシテ老松ノ焼枯セル事ハ明瞭ニ有之候間、老松保存上必要ニ付キ、此際実地御検査ノ上相当ノ瓦斯除建設相成度別紙参考書相添ヘ此段及上申候也。
 — 가스 제거 건설에 대한 상신서(瓦斯除建設ニ付上申書), 야마나시현 기타코마군 가부토촌 16번호 게이조 상속인 시미즈 린모(啓造相続人 清水倫茂), 메이지 44년(1911년) 11월(가와이 1981, 254쪽)(신도 1990, 158쪽)

제국철도원총재 하라 다카시 귀하
……(전략) 소나무의 그루에서 겨우 한 척만의 간격을 두고 철도 부지로 돼 현재 노송의 가지 밑에 선로를 부설했으니 지금 소나무 가지는 가스 때문에(또는 불 때문에) 말라버린 큰 가지 몇 가지에 있어서 특히 올해 9월 18일 기관차 전복 때 해당 노송의 큰 가지 몇 가지를 꺾었고, 장애물을 제거함에 다행히 이번 노송의 뿌리에서 겨우 한 척 간격을 둔 곳은 노선을 증설하기에 이후 수년을 거치지 않고 노송을 마르게 하는 일은 명료해, 노송 보존상 필요에 대해 이때 현장을 검사 후에 되는 가스 제거 건설이 되길 바라 별지 참고서를 이 단 및 상신서에 첨부합니다.

당시의 철도원 총재인 하라 다카시는 후에 제19대 내각총리대신이 되는 인물이다. 이때까지의 출장소장 앞으로의 호소와는 달리 조직의 우두머리인 철도원 총재에게 직접 호소한 상신서는 '쇠약한 노송을 어떻게든 지켜주실 수 없습니까', '실제로 현지로 와주기를 바라고, 말라 죽음의 위기에 직면한 노송을 직접 봐주실 수 없습니까'라는 시미즈의 절실한 간청이었다.
하지만, 이 요구도 이행되는 일은 없었고, 히노하루역 개업으로부터 10년이 경과한 1914년(다이쇼 3년) 12월, 결국 신겐공 깃발 소나무는 말라 죽게됐다. 선조 대대로 해당 땅의 지주로 신겐공 깃발 소나무를 소중히 계속 지켜온 시미즈의 낙담은 짐작하고도 남는 것이었다. 다음 해 1915년(다이쇼 4년) 12월 10일 부의 『가이 신문(甲斐新聞)』은 '명목의 말라 죽음(名木の枯死)'으로 시미즈 린모가 노력해온 경위를 알렸다.

#### 철도원으로의 직접 손해배상 청구

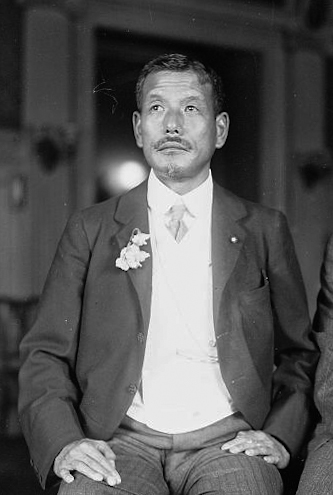
소에다 주이치(添田壽一)

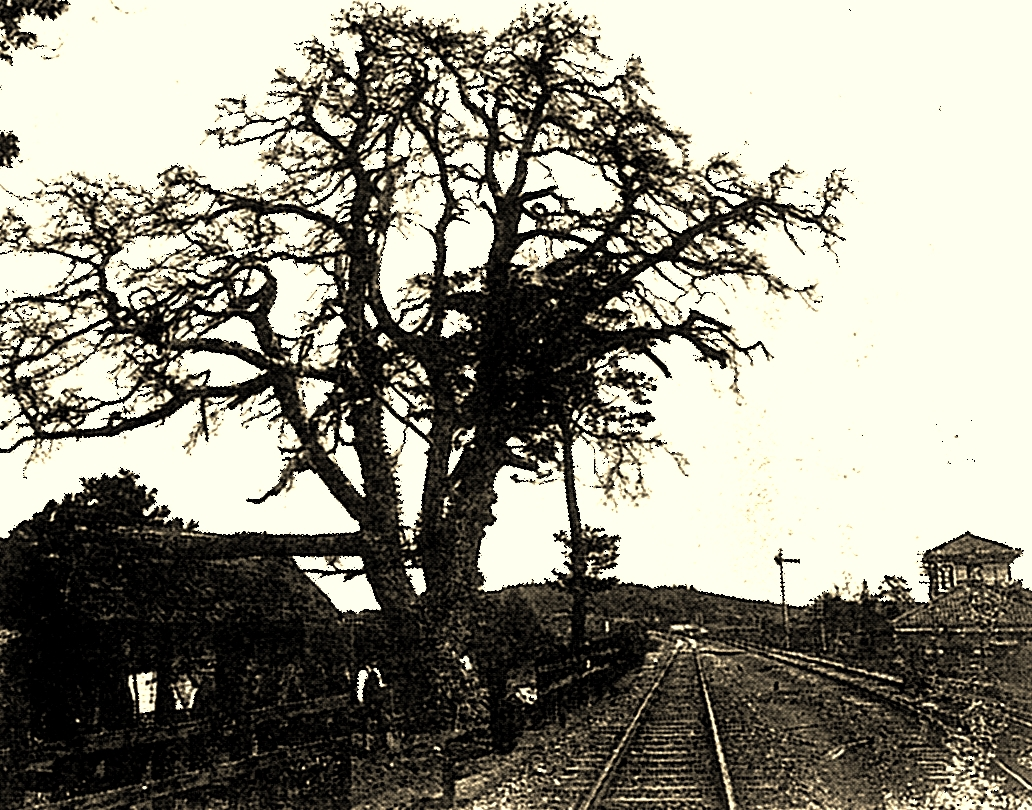
말라 죽고 직후의 신겐공 깃발 소나무. 히노하루역에서 상행선 방향(고후측)을 촬영한 사진.

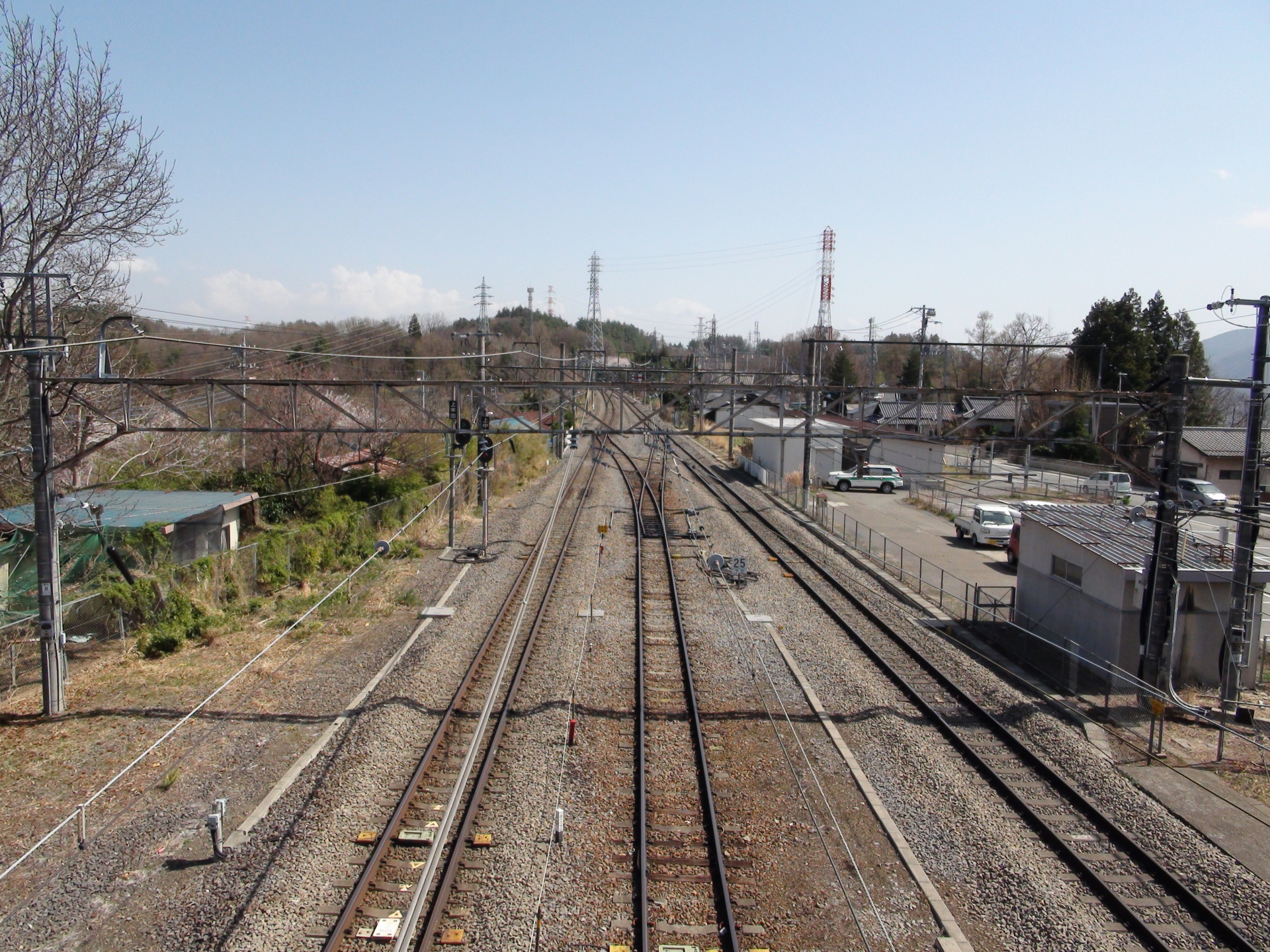
상기한 말라 죽음 사진과 거의 같은 곳에서 촬영한 2013년 4월의 모습

1916년(다이쇼 5년) 4월 15일, 시미즈 린모는 소에다 주이치(添田壽一) 철도원 총재(당시) 앞으로 '소나무의 말라 죽음에 대한 손해배상 청구서(松樹枯死ニ付賠償請求書)'를 제출했고, 배상료 2,000엔과 위자료로 1,000엔으로 합계 3,000엔의 손해배상을 직접 요구했다. 이 청구에서 시미즈는 '지난 메이지 44년(1911년) 11월 중 별지 제5호 증사와 같이 가스 제거 건설을 상신한 것도 채용되지 못했고, 결국 지난 다이쇼 4년(1915년) 말에 완전히 말라 죽었습니다(去ル明治四十四年十一月中別紙第五号証写ノ如ク瓦斯除ヶ建設ヲ上申候モ御採用ニ至ラズ、遂ニ昨大正四年末に全ク枯死セリ)'라고 호소했다.
鉄道院総裁 添田壽一殿
見積計算書
一、金弐千円也 但松枝弐百八拾五把七分 壱把金七円ノ見積リ
右鉄道敷設ノ際松枝伐採見積リ三把賠償金弐拾円也
明治四十四年九月十八日機関車脱線ノ際松枝折傷見積リ弐把賠償金拾五円、合計三拾五円、五把ニ対スル賠償金、壱把平均七円也。右之割合ヲ以テ頭書ノ金額。
一、金壱千円也 但松樹枯死ニ対スル慰藉料
合計金参千円也 ……(후략)
 — 소나무의 말라 죽음에 대한 손해배상 청구서(松樹枯死ニ付賠償請求書), 야마나시현 기타코마군 가부토촌 16번호 시미즈 린모, 다이쇼 5년(1916년) 4월 15일(가와이 1981, 255-257쪽)(신도 1990, 159쪽)

철도원 총재 소에다 주이치 귀하
견적 계산서
하나, 돈 2000엔. 단, 소나무 가지 285 묶음 7분 1 묶음 돈 7엔의 견적
오른쪽 철도 부설 때 소나무 가지 벌채 견적 3 묶음 배상금 20엔
메이지 44년(1911년) 9월 18일 기관차 탈선 때 소나무 가지가 꺾인 것 견적 2 묶음 배상금 15엔, 합계 35엔, 5 묶음에 대한 배상금 1 묶음 평균 7엔. 오른쪽 비율로 머릿말의 금액.
하나, 돈 1000엔 단, 소나무가 말라 죽은 것에 대한 위자료
합계금 3000엔 ……(후략)

시미즈가 소나무 본체의 배상금 산정액을 2,000엔으로 한 것은 1903년(메이지 36년)의 철도 부설 때에 채벌된 소나무 가지 3 묶음의 배상금 20엔, 1911년(메이지 44년) 화물 열차 탈선 사고 때의 배상금 2 묶음에 대해 15엔, 합계 5 묶음에 대한 배상금의 합계가 35엔이었던 것이 근거였다.
즉, {\displaystyle (20+15)}(35엔){\displaystyle \div (3+2)}(5 묶음){\displaystyle =7}(엔), {\displaystyle \left({\frac {20+15}{3+2}}=7\right)}로 되고 1 묶음의 평균은 7엔으로 된다.
말라 죽은 후 견적을 낸 소나무 전체의 묶음 수는 합계 285 묶음 7분이었으므로 {\displaystyle 285.7}(묶음){\displaystyle \times 7}(엔){\displaystyle \risingdotseq }약{\displaystyle 2,000}엔으로 된다고 하는 것이었다.
이 직접 배상 청구에 대해 철도원에서는 총관방문서과장 명의에 따른 같은 해 6월 20일 부 '관문 제402호(官文第402号)'로 다음의 거부 답변이 있었다.
清水倫茂殿
客月十五日御請求ニ係ル山梨県北巨摩郡日野春村字富岡第二十六番地所在松樹枯死ニ付損害賠償ノ件ハ非常ニ気之毒、御来意ニ応ジ難ク候間、不悪御了知被下度候。
 — 관문 제402호(官文第402号), 철도원 총재 관방문서과장 다이쇼 5년(1916년) 6월 20일

시미즈 린모 귀하
지난 달 15일 청구에 관한 야마나시현 기타코마군 히노하루촌 도미오카 제26번지 소재 소나무의 말라 죽음에 대한 손해배상 건은 매우 죄송합니다. 찾아온 뜻에 응하기 어려우므로 부디 나쁘게 생각하지 말아 주시길 바랍니다.

철도원에서의 이 거부 답변으로 시미즈 린모는 '신겐공 깃발 소나무 사건(信玄公旗掛松事件)'이라고 뒤에 불리는 일로 돼 역사적 소송으로 나아가게 됐다.

### 고후 지방재판소로의 제소

#### 변호사·후지마키 가이치로

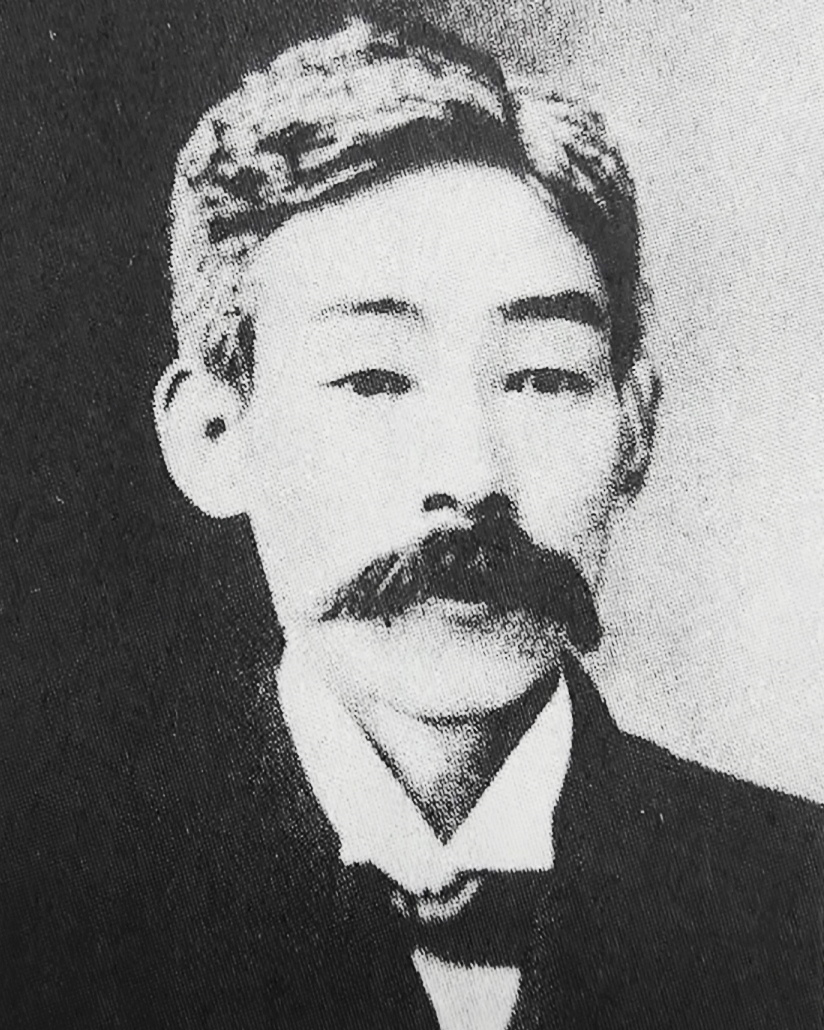
후지마키 가이치로(藤巻嘉一郎)(1872-1946)

시미즈 린모는 소송대리인으로 변호사 후지마키 가이치로(藤巻嘉一郎、ふじまき かいちろう)를 세워 1917년(다이쇼 6년) 1월 6일, 국가(철도원)에 대해 손해배상 청구를 고후 지방재판소에 제소했다
후지마키 가이치로는 1872년(메이지 5년) 7월 2일, 히노하루촌에서 꽤 가까운 기타코마군 세이테쓰촌(清哲村)(현 야마나시현 니라사키시 세이테쓰정(清哲町))에서 출생, 같은 촌의 후지마키 사다나가의(藤巻貞長)의 양녀와 결혼해 후지마키가를 이었다. 1896년(메이지 29년) 7월에 사법성 지정의 메이지 법률학교(明治法律学校)를 졸업하고, 같은 해 11월에 판검사 등용 시험에 합격하자 12월에는 사법관 보좌로 임명돼, 검사 대리로 기후구 재판소(岐阜区裁判所)에 부임했다. 그 뒤 기후현 내 몇몇 군데의 재판소에서 판사를 맡고, 1900년(메이지 33년) 12월에 고향인 야마나시로 돌아와 고후 지방재판소의 판사로 부임했다. 그 뒤 1908년(메이지 41년) 1월에 변호사업을 독립 개업했고, 고후 지방재판소장 검사국의 변호사 명부에 등록돼 1914년(다이쇼 3년) 4월에는 고후 변호사회의 회장으로 선출됐다.
후지마키의 출신교인 메이지 법률학교는 오늘날의 메이지 대학의 전신교로, 당시 일본에서는 와후쓰 법률학교(和仏法律学校)(현 호세이 대학와 함께 프랑스의 법을 주체로 한 법률학교였다. 이에 따라 메이지 법률학교 출신인 후지마키는 프랑스의 '권리남용론'을 배우고 있던 것으로 추정된다. 단, 당시의 프랑스의 민법에서는 권리남용에 관한 직접적인 규정은 돼있지 않았고, 어디까지나 사고방식으로의 권리남용의 이론, 법리가 발전하고 있었다. 후지마키는 당시 일본에서는 법리론으로 미확정이었던 권리남용론을 신겐공 깃발 소나무 사건의 변호에서 추진했다. 이 재판을 승소로 이끈 요인의 하나는 후지마키가 프랑스의 권리남용론을 알고 있었던 것이 큰 영향을 주었다고 추정되지만, 진위를 확인할 수 없다. 하지만, 도쿄 대학 대학원 법학 정치학 연구과 교수인 오무라 아쓰시(大村敦志)는 대심원 판결에서 함께 한 야나가와 가쓰지(柳川勝二) 판사가 프랑스 법에 조예가 깊은 재판관이었다는 지적도 있고, 신겐공 깃발 소나무 사건의 권리남용론을 프랑스 법과 연결짓는 것은 가능할지도 모른다고 서술했다.

#### 제소를 둘러싼 보도와 구두 변론

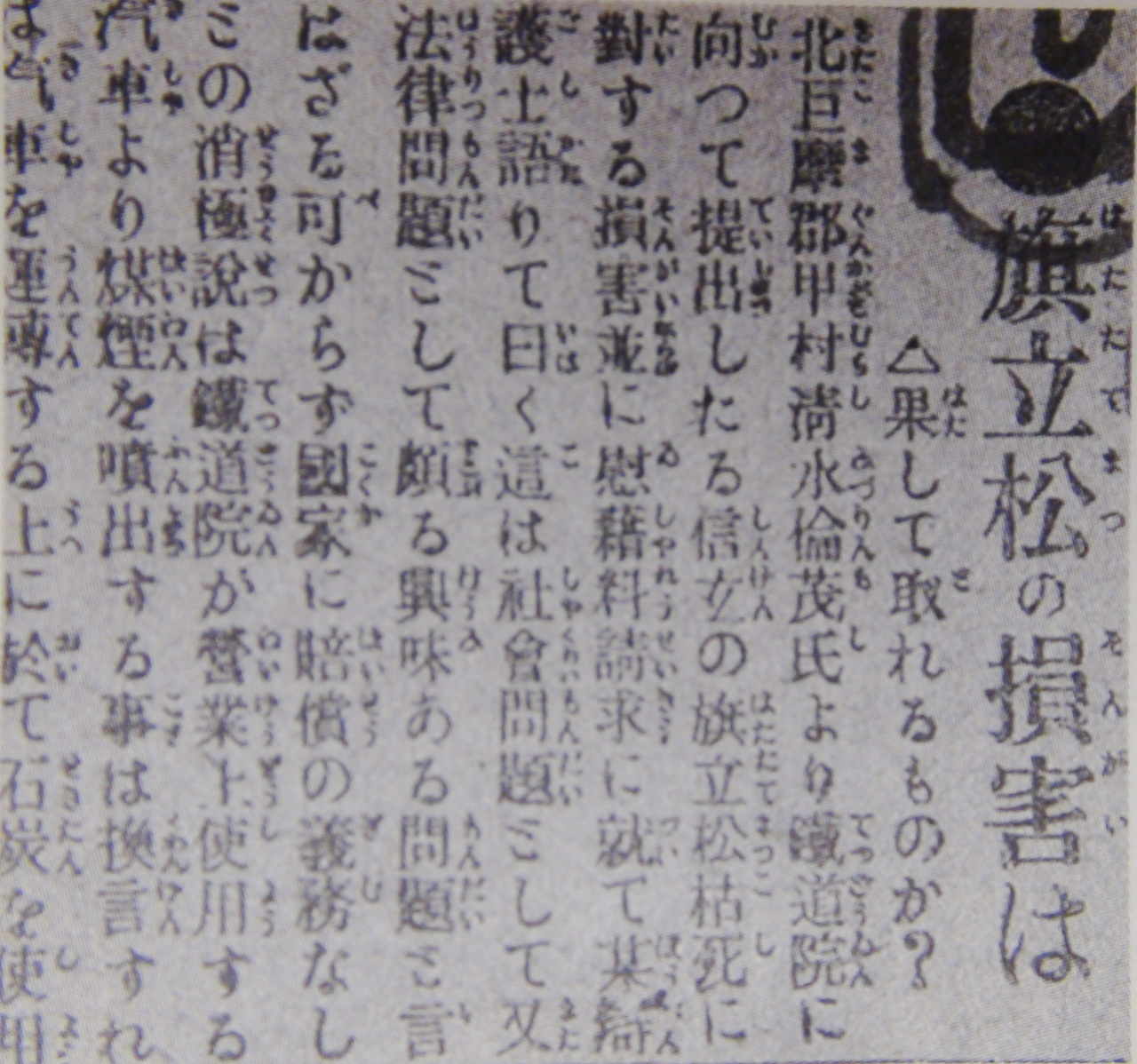
1916년(다이쇼 5년) 4월 28일 부 야마나시 일일 신문

이때부터 일련의 소동은 고장 각 신문사에 의해 거론됐고, 상세하게 알려지기 시작했다. 1916년(다이쇼 5년) 4월 26일 부 야마나시 일일 신문에서는 『명송 말라 죽음의 손해 요구, 철도원 총재를 향해(名松枯死の損害要求、鉄道院総裁に対して)』로 거론해 논설(사설)에서는 세계의 사례를 인용해 해설했다. 이어서 4월 28일 부 기사에서는 『깃발 소나무 [sic]의 손해는 결국 얻을 수 있는가?(旗立松 [sic]の損害は果たして取れるものか?)』라는 헤드라인으로 익명 변호사에 의한 논술이 소개됐고, 5월 4일 부의 기사에서는 '배상의 책임 없음(賠償の責任なし)'이라는 철도원 측의 의견이 소개됐다. 또, 야마나시 마이니치 신문(山梨毎日新聞) 4월 28일 부 기사에서는 『전례 없는 흥미 깊은 문제, 소나무의 손해배상(前例の無い興味ある問題、松樹の損害賠償)』라는 헤드라인으로 '도쿄의 모 법률가는 본건은 아직 전례가 없는 문제이다(東京に於ける某法律家は本件は未だ前例の無い問題である)'라고 말한 것을 전했고, '서양에서도 맹렬히 논쟁되고있으나, 일본에서는 아직 대심원의 판례가 없다(欧米に於いても盛んに論争されて居るが我国では未だ大審院の判例が無い)'라고 해 권리남용의 문제도 언급하고 있다.
이렇게 실제로 제소가 행해진 반년 정도 전부터 고장에서는 사회 문제, 법률 문제로 보도됐고, 사람들의 관심과 주목을 모으고 있던 중의 제소였다. 시미즈 린모가 고후 지방재판소에 제소한 다음날인 1917년(다이쇼 6년) 1월 7일부 야마나시 일일 신문에서는 『명송 말라 죽음의 손해배상 소송, 철도원에서 각하돼 재판소로(名松枯死の損害賠償訴訟、鉄道院で却下されて裁判所へ)』라는 헤드라인으로 이하와 같이 보도했다.
名松枯死の損害賠償訴訟、鉄道院で却下されて裁判所へ
……(전략)鉄道院にては右名松の枯死たるは自然の作用にて鉄道の為に非ずとの見解にて、右請求を拒絶したるを以って今回清水氏は法廷に於いて之を争ふ事と為し、昨夕藤巻弁護士を代理人として松の代金千二百円、慰藉料として三百円、合計千五百円を請求すべく後藤鉄道院総裁を相手取り甲府区裁判所へ提出したり。
 — 야마나시 일일 신문 다이쇼 6년(1917년) 1월 7일(신도 1990, 161-162쪽)

명송 말라 죽음의 손해배상 소송, 철도원에서 각하돼 재판소로
……(전략) 철도원에서는 오른쪽 명송의 말라 죽음은 자연의 작용으로, 철도 때문에 그런 것이 아니라는 견해로, 오른쪽 청구를 거절하여 이번에 시미즈 씨는 법정에서의 논쟁을 하는 것으로 돼, 저번 저녁에 후지마키 변호사를 대리인으로 소나무의 대금 1200엔, 위자료로 300엔, 합계 1500엔을 청구할 고토 철도원 총재를 상대로 고후구 재판소로 제출하였다.

시미즈 린모의 제소의 요점은
1. 노송이 마른 것은 철도원에게 책임이 있으므로,
2. 철도원은 배상금 중 돈 1,200엔과 위자료 300엔, 합계 1,500엔을 원고로 지불하고,
3. 더욱이 소송 비용은 철도원이 지불할 것

이 3개가 요구였다.
이에 대한 철도원 측은
'기차 운전 상에서 석탄을 사용하고, 그 결과 매연이 분출되는 것은 어디까지나 영업권 행사의 결과이고, 불법행위는 아니다. 따라서 국가에게는 배상할 책임은 없다. 노송의 말라 죽음은 자연의 작용이다'
이렇게 서술했고, 철도원에서 과실 책임은 없다고 주장했다.

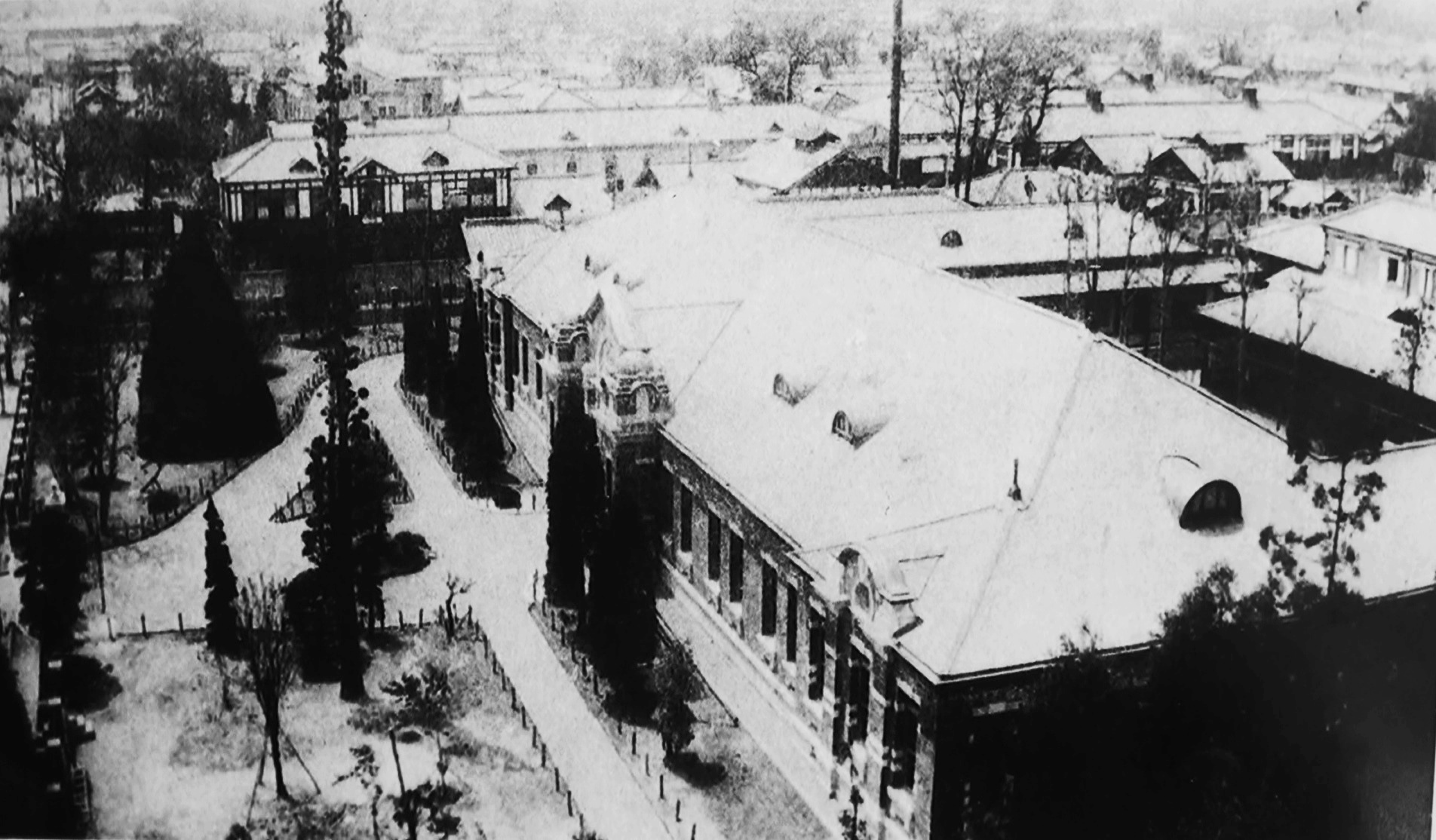
1916년(다이쇼 5년) 촬영의 고후 지방재판소

제1회 구두 변론은 2월 6일 오전 11시에 고후 지방재판소 민사부에서 개정했다. 구두 변론의 상세한 내용에 대해서는 조서 등의 존재사 확인되지 않아 불명이다. 단, 다음날인 2월 7일 부의 야마나시 일일 신문에서는 '히가시 재판장 담당 기무라·구리야마 양 판사 배석으로, 원고 대리인으로는 후지마키 변호사, 피고 대리인으로는 본원에서 참사 나카하라 도키치 씨 출정, 문제가 문제인 만큼 고후 운수사무소에서 구토미 소장·우에하라·이시오카·다케무라 각 서기 외 십여 명이 방청으로 와 주목을 끌었다. 이리하여 재판장이 일단 사실 조사를 한 후, 원고 측에서 증거 신청을 위해 연기를 요구해 허가하였으며, 결국 다음 2월 24일 개정으로 결정해 폐정되었다(東裁判長係り木村・栗山両判事陪席にて、原告代理人としては藤巻弁護士、被告代理人としては本院より参事中原東吉氏出廷したるが、問題が問題だけに甲府運輸事務所より工富所長・植原・石岡・竹村各書記他十余名傍聴に来れるは人目を惹きたりし。斯て裁判長より一応事実調べありて後、原告側より証拠申請の為め延期を求め許可となり、結局来る二月二十四日開廷と決定して閉廷)'라고 보도했다. 또, 해당 지면에서는 철도원의 주장으로 '오른쪽 소나무는 매연 때문에 죽은 것이 아닌 어리호박벌이 벌집을 만들어 말라 죽기에 이르렀다고 했다고 하였다(右松は煤煙の為め枯死したるものに非ずして熊蜂が巣を作りし為め枯死するに至れるなりと云ひ居れりと云)'라고 피고 측의 주장도 거론했다. 이어서 2월 24일에 행해진 제2회 구두 변론에서는 현장검증과 감정인 의뢰가 재판관에 의해 결정됐다.
전년 시미즈의 철도원으로의 직접 손해배상의 청구액 3,000엔에서 본 제소에서의 배상 청구액이 반액인 1,500엔으로 돼있는 것은 소송 대리인인 변호사 후지마키 가이치로의 의도, 의향에 의한 것으로 추정된다. 이 노송의 내력, 산정액에 대해서 후지마키는 고려하고 있었고, 제소 후인 1월 23일 부 후지마키 가이치로의 시미즈 린모에게 보낸 편지에서는 '배상 청구 소송장에 기재할 역사상의 사적은 막연하여 근거 불확정에 있는 것에 대해서는 본 소송 사적의 입증이 필요하다고 알고 있으므로 당장 조사 의뢰를 원합니다(賠償請求訴状ニ記載セル歴史上ノ事蹟ハ漠トシテ拠所不確定ニ有之候ニ付テハ、本訴上事蹟ノ立証必要ト存候間至急調査御依頼願度)'라고 서술했으며, 더욱이 '신문사 그 외 뜻에서 사적을 찾습니다만 소송 대리인인 소생에게 있어서는 현재 조사 중이라고 전달해 있기 힘듭니다(新聞社其他有志ヨリ事蹟ヲ訊ネラルゝガ訴訟代理人タル小生ニ於テハ目下調中ト伝ヒ居苦致シ候)'라고도 기술했다. 또, 같은 해 4월 19일 부의 후지마키가 시미즈에게 보낸 편지에서는 '철도원에 관한 사건에 대해서 다음 4월 29일 본건 소나무 부근에 증거 조사를 하는 것을 아룁니다. 내용 통지를 드리므로 당일 9시 즈음에 해당 장소로 나와주십시오(鉄道院ニ係ル事件ニ付、来ル四月二十九日本件松樹附近ニ於テ証拠調致申候趣キ通知致候間、同日九時近ク同所ヘ御出向キ相成候様)'라고 연락하는 등 소나무의 말라 죽음에 대한 손해배상, 게다가 상대는 국가라는 전례 없는 소송에 후지마키는 변호사로서 시행착오를 이어갔다.

#### 철도원에서의 소나무 가지 베기 요구의 역제소
고후 지방재판소에서는 미우라 이하치로(三浦伊八郎), 도이 후지히라(土居藤平)를 감정인으로 히노하루역 구내 소나무 현장의 검증 작업에 착수했고, 원고 피고 쌍방이 주장하는 사실 관계의 감정이 진행됐다. 또, 같은 해 5월에 철도원 총재 고토 신페이는 철도원 참사, 나카하라 도키치(中原東吉), 이와세 슈키치(岩瀬脩吉)를 대리인으로 해 원고 시미즈 린모를 상대로 '소나무 가지 베기 청구'의 역제소를 고후 지방재판소로 행했다. 같은 해 5월 13일 부 야마나시 일일 신문에서는 철도원 측의 주장을 다음과 같이 전했다.
……(전략)松樹の枝が隣接せる原告所有の鉄道用地との境界線を越へて繁伸し鉄道線路の直上に及べるが右樹は日を追て朽廃し終には原告所有の用地に落下することあるやも計り難く鉄道用地利用上危険少なからずを以って速やかに剪除すべし。
 — 야마나시 일일 신문 다이쇼 6년(1917년) 5월 13일

……(전략) 소나무의 가지가 인접한 원고 소유 철도 용지와의 경계선을 넘고 자라 뻗어 철도 노선의 바로 위에 달하는 오른쪽 소나무는 날을 따라 후폐해져 결국 원고 소유의 용지에 낙하하는 일도 있거늘 가늠하기 어려워 철도 용지 이용상 위험이 적지 않아 빠르게 베어 없애야 한다.

'말라 죽은 채로 방치된 소나무를 빨리 제거해라'라는 이 철도원 측의 역제소에는 원고 측이 추진하는 '권리남용론'에 대해 철도 부지로 소나무 가지가 경계를 넘은 것 또한 철도원에 대한 '권리'를 침해하고 있다는 주장을 통해 재판을 유리하게 나아가려는 의도로, 역제소를 함에 따라 시미즈 린모에게 심리적 압박을 가한다는 의도가 있었다고 추정되지만, 이 역제소의 경과 및 결과는 불명이다.

#### 고후 지방재판소의 판결

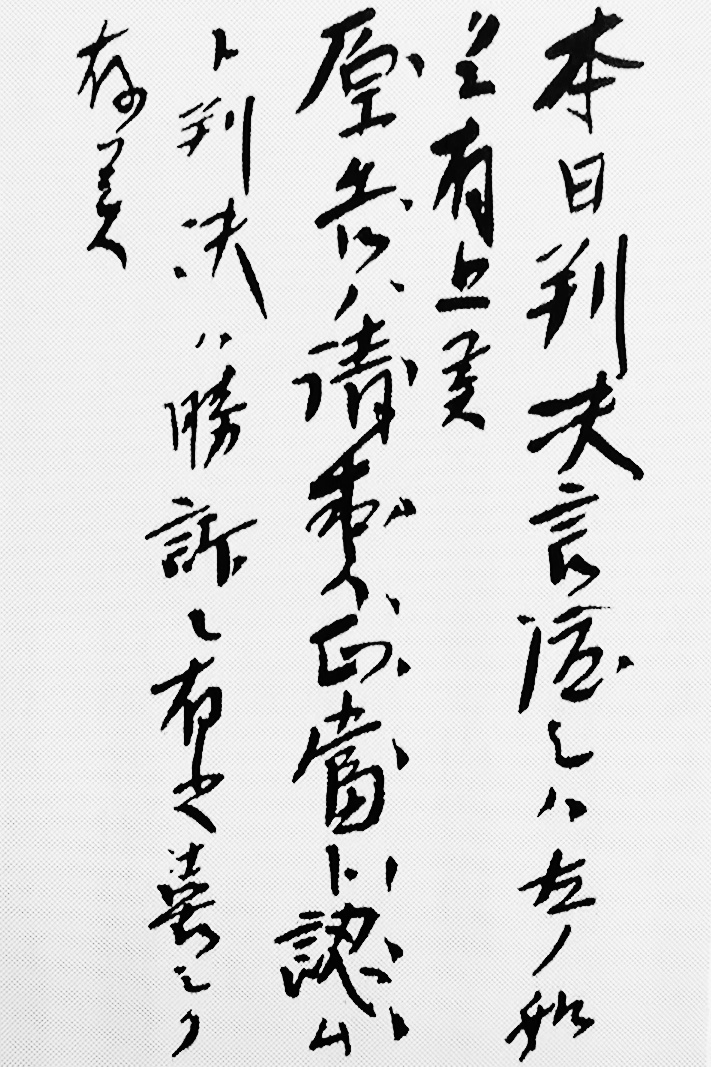
승소를 기뻐하는 후지마키 가이치로가 올린 엽서. 오늘의 판결 선고는 왼쪽과 같습니다. 원고의 판결 청구는 정당하다고 인정한다. 판결은 승소로 기뻐할 일입니다.(本日の判決言渡しは左のようです。原告の判決請求は正当と認める。判決は勝訴で、喜ばしいことです。)

고후 지방재판소 민사부에서 원고 승소의 판결이 내려진 것은 다음 해 1918년(다이쇼 7년) 1월 31일이었다. 판결은 재판장 히가시 가메고로(東亀五郎), 판사 오니와 료헤이(大庭良平)·다카하시 마사오(高橋方雄)에 의해 행해졌다. 단, 여기서의 승소는 노송이 말라 죽은 원인이 철도원 측에게 있다고 하는 소송 원인에 대한 것만으로, 손해배상액의 구체적인 산정에 대해서는 후일의 판결로 넘겨졌다. 이에 따라 고후 지방재판소에서의 이 판결은 중간판결에 해당한다.
이하, 고후 지방재판소에 의한 중간판결의 전문을 나타낸다. 더욱이 원문은 세로쓰기임에 유의할 것. 인용 준거 일본 저작권법 제13조, 대한민국 저작권법 제7조
中間判決

原告 山梨県北巨摩郡甲村平民農

清水倫茂

右訴訟代理人弁護士

藤巻嘉一郎

被告 国

右法定代理人 鉄道院総裁男爵

後藤新平

右指定代表者 鉄道院参事

中原東吉

同 同書記

岩瀬修治

右当事者間ノ大正六年（ワ）第一号損害賠償請求事件ニ付、当裁判所ハ弁論ヲ請求ノ原因ノミニ制限シテ中間採決ヲ為スコト左ノ如シ。

主文

原告ノ本訴請求ノ原因ハ正当ナリ。

事実
原告訴訟代理人ハ一定ノ申立トシテ、被告ハ原告ニ対シ金壱千五百円ヲ支払フベシ。訴訟費用ハ被告ノ負担トストノ判決ヲ求メ、請求原因トシテ原告所有ノ北巨摩郡日野春村字富岡第二十六番原野内ニ一千有余年ヲ経過セル老大松樹アリテ、尚今後幾百年ノ生ヲ保有スベキカ予メ測リ難キ生気ヲ有シタルモノナリ。元来此地ハ古来日野原ト称シ、北巨摩郡ノ中央高地ニ位シ、四方十数里ヲ展望シ得ベク、従テ往昔ヨリ甲斐ノ地ニ干戈ヲ動カス者ノ為メニハ実ニ枢要ノ地タリシナリ。今之ヲ史蹟ニ微スタルニ建久年中逸見源太清光谷戸城ニ居ヲ占ムルヤ、右松樹上ニ物見櫓ヲ設ケタリシ以来、甲斐源氏武田家祖先ハ逸見武川ノ郷兵ヲ徴スルニ当リ必ズ此松樹ヲ目標トシ、此地ヲ集散所ト定メ、機山公信玄ニ至リテハ、其松樹上ニ旗ヲ掲ゲ以テ常ニ軍事及軍略上ノ指揮ヲ為シ来リタリ。又治承年中武田太郎義信ハ、信州ノ地ニ出征若クハ凱旋ノ場合ニハ、又必ズ該樹上ニ旗ヲ掲ゲテ甲斐全国ニ知ラシムル第一目標ニ使用シタルガ如キハ、其著シキモノニ属シ、今尚甲斐ノ一本松若クハ旗掛松ト称シ口碑ニ嘖々タリ、原告ハ此名木所在地ヲ所有シ、老松ヲ保護シ以テ永遠ニ之ガ生育維持ヲ図ルハ、一家ハ勿論寧ロ峡中ノ為メノ責務トシ、又栄誉トスル処ナリシナリ、然ルニ去ル明治三十五、六年頃中央鉄道ヲ敷設スルニ当リ、右松樹生立地ハ日野春停車場線路敷設ニ要用地タリシモ、政府ハ名木保存ノ趣意ヲ以テ松樹ヲ去ル約四間余ノ西ヘ屈曲セシメテ線路ヲ敷設スルニ至レリ。而シテ尓後其既設線路ノ東方ヘ複線ヲ敷設スルニ当リ、右松樹ノ根株ヲ西ニ距ル一間未満ノ個所ニ複線ヲ敷設シタルヲ以テ、原告ハ松樹ノ保存到底覚束ナキヲ認メ相当買上ヲ為スカ、若クハ枯死ニ対スル相当設備ヲ要求シタルニ、被告ハ飽迄モ枯死ノ憂慮ナシト堅ク主張シ原告ノ要求ヲ排斥シタリ。斯クテ日時ヲ経過スルニ従ヒ、汽車ノ煤烟ト震動ニ依リ直接ニ其生育ヲ妨ゲ漸次凋衰スルニ至リ、大正三年十二月ニハ全ク枯死スルニ至リタリ。右ハ複線路敷設ノ結果当然免ガル丶コト能ハザルベキコトハ予期シ得ベキニ拘ラズ、之ヲ予期セズシテ枯死セシムルニ至リタルハ、全ク被告ノ故意若クハ過失ニ基クモノナリル [sic]ヲ以テ、原告ハ之ニ因リテ生ジタル損害ノ賠償ヲ求ムルモノナリト延ベ、立証トシテ甲第一号証ノ一、二及甲第二号証ヲ提出シ、検証及鑑定ヲ申立、乙第一号証乃至三号証ニ付キ不知ヲ以テ答ヘタリ。
被告ノ指定代表者ハ一定ノ申立トシテ原告ノ請求ハ之ヲ棄却ス。訴訟費用ハ原告ノ負担トストノ判決ヲ求メ、答弁トシテ原告主張ノ松樹枯死シタル事実及ビ明治三十五六年頃本件松樹ヲ距ル四間余ノ西ニ線路ヲ屈曲セシメテ敷設シ、其後又松樹ノ西側一間未満ノ個所ヘ複線路ヲ敷設シタル事実ハ之ヲ認ムルモ、線路ノ屈曲ハ松樹保存ノ為ニアラズ、又該松樹ガ原告主張ノ如キ歴史的関係ヲ有スルコト及ビ枯死ノ原因ガ鉄道ノ煤煙ニ因リタルモノトノ事実ハ之ヲ否認ス。又右線路敷設ノ当時原告ヨリ松樹買上ノ交渉ヲ受ケタルコトアルモ、枯死ニ対スル相当設備ノ要求アリシコトナシ。更ニ所有権者ハ法律ノ保護スル範囲内ニ於テノミ其所有物ヲ使用収益処分スルコトヲ得。原告ガ此松樹ヲ枯死セシメザルガ為メニ、被告ニ本件ノ如キ請求ヲ為シ得ベキ権利ナシト抗弁ヲナシ、立証トシテ乙第一号証乃至三号証ヲ提出シ、甲第一号証ノ一、二ハ成立ノミヲ認メ甲第二号証ハ不知ヲ以テ答ヘ鑑定ノ申立ヲ為シタリ。
理由
中央線鉄道日野春停車場ノ構内ニ明治四十四年回避線（原告ノ所謂複線）ノ敷設セラレタルコト、及ビ右回避線ニ沿フタル原告所有ノ北巨摩郡日野春村字富岡二十六番地原野内ニ生立セル老大松樹ガ右回避線ノ敷設後ニ於テ枯死シタルコトハ当事者間ニ争ナキ所ニシテ、原告訴訟代理人ハ枯死ノ原因ヲ一ニ回避線ノ敷設ニ帰スト雖モ、当裁判所ノ格証ノ結果及ビ鑑定人三浦伊八郎、土井藤平ノ鑑定ニ依ルトキハ、単ニ回避線ノ敷設ノ為メノミニアラズシテ、本線ニ於ケル汽車ノ通行モ亦多大ノ素因ヲ為セルモノト認ムベシ。然レドモ其何レノ線路ニ於ケル汽車ノ運転タルトヲ問ハズ、其機関車ヨリ噴出セル煤煙ノ害毒ニ因リテ本件松樹ヲ枯死スルニ至ラシメタルモノナルコトハ、前示鑑定人ノ鑑定ニ依リ明白ナルヲ以テ、松樹ニ煤煙ヲ被ラシメタルコトニ付キ、被告国ノ使用者ニ故意又ハ過失アルニ於テハ、其使用人タル被告ニ於テ別ニ免責ノ事由ヲ主張セザル限リ、之ニ因リテ原告ニ被ラシメタル損害ヲ賠償スベキ責務アリト為サヾルベカラズ。依テ之ヲ案ズルニ権利行為トシテ不法行為ノ責任ヲ除却スベキ場合ハ、権利特有ノ効力ニ基キ其内容ヲ超過セザル様更ニ限ルベク、苟モ其内容ヲ超逸スルコトアルニ於テハ其権利行為トシテ不法行為ノ責任ヲ免レザルモノトス。本件ノ場合ニ於テ被告ガ鉄道線路上ニ汽車ヲ運転スルコトハ固ヨリ其権利ニシテ煤煙ノ発散亦必然ノ結果ナリト雖モ、之ニ因リテ他人ノ権利ヲ侵害スルコトハ法ノ認許セザル所ナレバ、松樹ヲ枯死セシメタルコトハ則チ権利ノ内容ヲ超逸シタル其権利行為ナリト為サヾルベカラズ。而シテ煤煙ガ樹木ヲ枯死セシムルコトハ予見シ得ベキモノナレバ、被告ガ本件松樹ノ近傍ニ於テ汽車ノ運転ヲ為スニ付テハ、該松樹ノ生存ヲ維持スベキ相当ノ施設ヲ為スコトヲ要スベキニ拘ラズ、何等防止ノ装置ヲ為サズシテ徒ラニ枯死ニ委シタルコトハ、当該職責アル被告ノ使用者ニ過失アルコト勿論ナルヲ以テ、被告ハ原告ニ対シ之レニ因リテ生ジタル損害ヲ賠償スベキ義務アルモノト認ム。依テ原告ノ請求原因ヲ正当ナリトシ主文ノ如ク判決シタリ。
甲府地方裁判所民事部
裁判長判事

東亀五郎

判事

大庭良平・高橋方雄
중간판결

원고 야마나시현 기타코마군 가부토촌 평민농

시미즈 린모

오른쪽의 소송 대리인 변호사

후지마키 가이치로

피고 국가

오른쪽의 법정 대리인 철도원 총재 남작

고토 신페이

오른쪽의 지정 대표자 철도원 참사

나카하라 도키치

동 동서기

이와세 슈지

오른쪽 당사자 간의 다이쇼 6년(1917년) (ワ) 제1호 손해배상 청구 사건에 대해 해당 재판소는 변론을 청구의 원인만 제한해 중간채결을 행해 왼쪽과 같다.

주문

원고의 본소 청구 원인은 정당하다.

사실
원고 소송 대리인은 일정 신청으로 피고는 원고에 대해 돈 1500엔을 지불해야 한다. 소송 비용은 피고의 부담으로 한다는 판결을 요구하고, 청구 원인으로 원고 소유의 기타코마군 히노하루촌 도미오카 제26번 하라노우치에 천여 년을 경과한 노대송이 있는데, 더욱이 이후 몇 백년의 생을 보유해야 했지만, 이미 헤아리기 어려운 생기를 가지고 있다. 원래 이곳은 옛부터 히노하라라고 칭했고, 기타코마군의 중앙 고지에 위치해 사방 수십 리를 전망할 수 있다. 따라서 옛날에 가이의 땅에 전쟁을 일으키는 자를 위해서 실로 중요한 땅이었다. 지금 이 자리를 사적으로 비추어 보아 겐큐 연중 헤미 겐타 기요미쓰 야토성에 자리 잡은 오른쪽 소나무 위에 망루를 설치한 이래, 가이 겐지 다케다가 조상은 헤미 무카와의 향병을 징집해 반드시 이 소나무를 목표로 하고, 이곳을 집산소로 정해 기잔 공 신겐에 이르러서는 그 소나무 위에 깃발을 게양해 항상 군사 및 군략상의 지휘를 행해왔다. 또 지쇼 연중 다케다 다로 요시노부는 신슈의 땅에 출정 혹은 개선의 경우에는 또 반드시 해당 소나무 위에 깃발을 게양해 가이 전국에 알리는 제1목표로 사용함은 그것이 현저한 것에 속해, 지금도 가이의 한 그루 소나무 혹은 깃발 소나무로 칭해 구비로 호평이 자자하다. 원고는 이 명목 소재지를 소유하고, 노송을 보호해 영원히 이것의 생육 유지를 생각하는 것은 일가는 물론 오히려 골짜기를 위해서 책무하고 또 영예롭게 한다. 그런데 지난 메이지 35년(1902년), 36년(1903년) 즈음 주오 철도를 부설하기에 이르러 오른쪽 소나무 생립지는 히노하루 정거장 노선 부설에 필요한 땅이었기에 정부는 명목 보존의 취지로 소나무를 약 4간 이상 서쪽으로 떨어진 곳으로 굴곡시켜 노선을 부설하기에 이른다. 그러나 이후 그 개설 노선의 동쪽으로 복선을 부설해 오른쪽 소나무의 뿌리에서 서쪽으로 한 간 미만 떨어진 곳에 복선을 부설해 원고는 소나무의 보존이 결국 불안함을 인정해 상당한 매수를 행하거나 혹은 말라 죽는 것에 대해 상당한 설비를 요구함에 피고는 어디까지나 말라 죽음의 우려는 없다고 강하게 주장해 원고의 요구를 배척했다. 이렇게 해서 날이 경과함에 따라, 기차의 매연과 진동에 의해 직접 그 생육을 방해하고 점차 조잔함에 이르러, 다이쇼 3년(1914년) 12월에는 완전히 말라 죽음에 이르렀다. 오른쪽은 복선로 부설의 결과 당연히 면할 수 있어야 한다는 것은 예상할 수 있는 것에 구애받지 않고, 이것을 예상하지 않고서 말라 죽음에 이르른 것은 완전히 피고의 고의 혹은 과실에 기반한 것임으로 [sic], 원고는 이로 인해 생긴 손해의 배상을 요구하여 연기시켜 입증으로 갑 제1호 증거의 1, 2 및 갑 제2호 증거를 제출하고 검증 및 감정을 신청했으며, 을 제1호 증거 내지 3호 증거에 대해 부지로 답하였다.
피고의 지정 대표자는 일정 신청으로 원고의 청구는 이를 기각한다. 소송 비용은 원고의 부담으로 한다는 판결을 요구하고, 답변으로 원고 주장의 소나무의 말라 죽음은 사실 및 메이지 35년(1902년), 36년(1903년) 즈음 본건 소나무를 4간 이상 서쪽으로 떨어진 곳에 노선을 굴곡시켜 부설하고, 그 뒤 또 소나무의 서쪽으로 한 간 미만 장소로 복선로를 부설한 사실은 인정하지만, 노선의 굴곡은 소나무 보존 때문이 아니며, 또 해당 소나무가 원고 주장처럼 역사적 관계를 가진 것 및 말라 죽음의 원인이 철도의 매연으로 인한 것의 사실은 부인한다. 또 오른쪽 노선 부설의 당시 원고에게서 소나무 매수의 교섭을 받은 것도 말라 죽음에 대한 상당 설비의 요구를 한 적이 없다. 더욱이 소유권자는 법률의 보호하는 범위 내에 있어서만 그 소유물을 사용 수익 처분하는 것이 가능하다. 원고가 이 소나무를 말라 죽게 하지 않기 위해 피고에게 본건처럼 청구를 행해 얻는 권리는 없다고 항변을 했고, 입증으로 을 제1호 증거 내지 3호 증거를 제출했으며, 갑 제1호 증거의 1, 2는 성립만을 인정해 갑 제2호 증거는 부지로 답해 감정의 신청을 행했다.
이유
주오선 철도 히노하루 정거장의 구내에 메이지 44년(1911년) 회피선(원고의 소위 복선)의 부설되는 것 밑 오른쪽 회피선에 따른 원고 소유의 기타코마군 히노하루촌 도미오카 26번지 하라노우치에 생립한 노대송이 오른쪽 회피선의 부설 후에 말라 죽음은 당사자 간에서 논쟁이 없는 것으로 원고 소송 대리인은 말라 죽음의 원인을 오로지 회피선의 부설로 돌아간다 하더라도 해당 재판소의 각 증거의 결과 및 감정인 미우라 이하치로, 도이 후지히라의 감정에 따를 때는 단순히 회피선의 부설 때문만이 아니라고 해 본선에 있어서 기차의 통행도 또 매우 큰 원인으로 된다고 인정했다. 그러나 어떤 노선 기차의 운전인지를 따지지 않고, 그 기관차에서 분출된 매연의 해독(害毒)으로 인해 본건 소나무를 말라 죽게 함에 이르게 한 것은 앞에서 제시한 것과 같이 감정인의 감정에 따라 명백하므로 소나무에 매연을 뿜은 것에 대해 피고 국가의 사용자에게 고의 또는 과실이 있었음에 대해서는 그 사용인인 피고에게 따로 면책의 이유를 주장할 수 없는 한, 이로 인해 원고에게 입힌 손해를 배상해야 할 책무가 있다고 하지 않을 수 없다. 따라서 이를 생각건대 권리 행위로 불법행위의 책임을 제거해야 할 경우는 권리 특유의 효력에 기반해 그 내용을 초과시키지 않도록 더욱 제한해야 하고, 만일 그 내용을 초월한 일이 있으면 그 권리 행위로 불법행위의 책임을 면할 수 없는 것으로 한다. 본건의 경우에 있어서 피고가 철도 노선 위로 기차를 운전하는 것은 본디 그 권리로 해 매연의 발산 또한 필연의 결과로 된다 하더라도 이로 인해 타인의 권리를 침해하는 것은 법이 인허할 수 없는 부분으로 소나무를 말라 죽게 하는 것은 즉, 권리의 내용을 초월한 그 권리 행위로 되지 않을 수 없다. 그리고 매연이 소나무를 말라 죽게 한 것은 예견할 수 있는 것이라면 피고가 본건 소나무의 근방에 있어서 기차의 운전을 행함에 있어서는 해당 소나무의 생존을 유지시키는 상당의 시설을 둘 것을 요함에도 불구하고, 아무런 방지의 장치를 하지 않고서 아무렇게나 말라 죽게 방임한 것은 해당 직책에 있는 피고의 사용자에게 과실이 있음은 물론이므로 피고는 원고에 대해 이로 인해 생긴 손해를 배상할 의무가 있다고 인정한다. 따라서 원고의 청구 원인을 정당하다고 봐 주문과 같이 판결하였다.
고후 지방재판소 민사부
재판장 판사

히가시 가메고로

판사

오니와 료헤이·다카하시 마사오
주문(主文)은 '원고의 본소 청구 원인은 정당하다로 원고 시미즈의 소송을 인정한 것이다.
이어서 이유는 요약하면 매연이 소나무를 말라 죽게 한 것은 예견할 수 있었던 것이므로 소나무 부근에서 기차를 달리게 하기 위해서는 소나무의 생존을 유지시키는 상당의 시설이 필요한데 보전의 조치를 잡지 않고 말라 죽게 한 것은 철도원 측에게 과실이 있다는 것은 당연하고, 이로 인해 생긴 손해를 배상할 의무가 있음을 인정한다. 따라서 원고의 청구의 원인은 정당하다. 또, 철도 노선에 기차를 달리게 하는 것은 철도 사업자의 정당한 권리로 그 권리 행사와 동반한 매연의 발산은 필연의 결과라고 해도 이로 인해 타인의 권리를 침해하는 것은 법이 인허할 부분이 아니다. 노송을 말라 죽게 한 것은 권리의 내용을 넘은 권리의 행위이다라고 하는 것이었다.

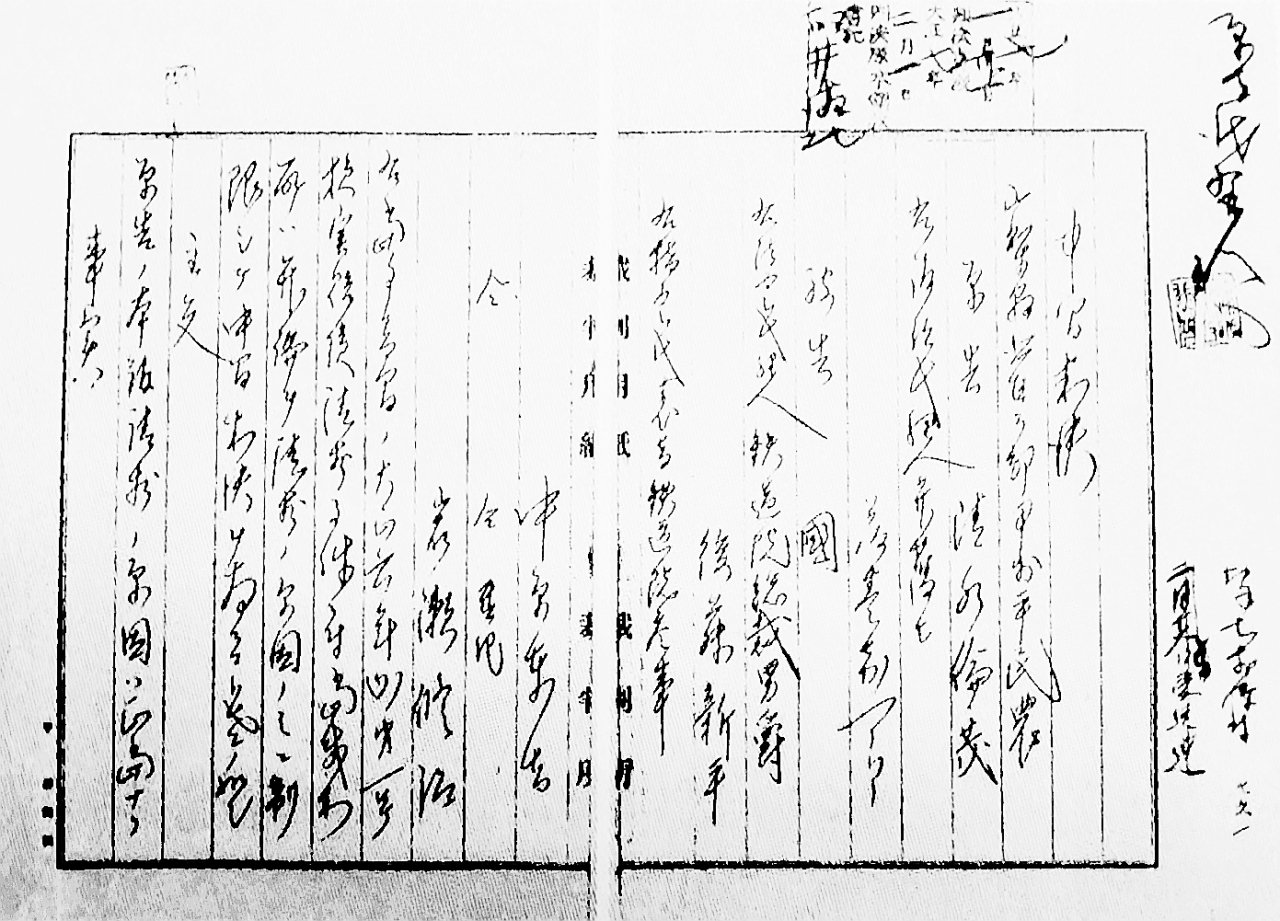
고후 지방재판소 판결 정본

판결 다음날 야마나시 일일 신문(같은 해 2월 1일 부)에서는 『깃발 소나무 사건의 중간판결(旗掛松事件の中間判決)』·『원고 유리의 판결(原告有利の判決)』로 크게 거론돼 '원고의 청구는 이유가 있다고 인정한다는 중간판결로, 더욱이 손해의 정도 그 외에 대해서는 머지않아 원피 쌍방에서의 입증에 따라 재판을 진행하고 배상 금액을 결정할 것'이라고 전례 없는 논점이 다퉈진 판결을 보도했다.
본 판결문에서 주목되는 것은 이유에 있는
'…타인의 권리를 침해하는 것은 법이 인허할 수 없는 부분으로 소나무를 말라 죽게 하는 것은 즉, 권리의 내용을 초월한 그 권리 행위로 되지(他人ノ権利ヲ侵害スルコトハ法ノ認許セザル所ナレバ、松樹ヲ枯死セシメタルコトハ則チ権利ノ内容ヲ超逸シタル其権利行為ナリ)…'
의 부분이었다.
여기서는 직접적으로 '권리남용'이라고는 표현돼있지 않다. 하지만 '말라 죽게 한 것은 권리의 내용을 초월한 권리 행위이다'라고 한 이 제1심 판결 이유가 이후에 항소심 판결 전체에 영향을 주는 것으로 되었다.
고후 지방재판소에서의 패소 판결을 받은 국가(철도원)는 즉시 도쿄 항소원(현재의 도쿄 고등재판소(東京高等裁判所))로 항소했다.

### 도쿄 항소원에서의 판결

#### 철도원에 의한 항소

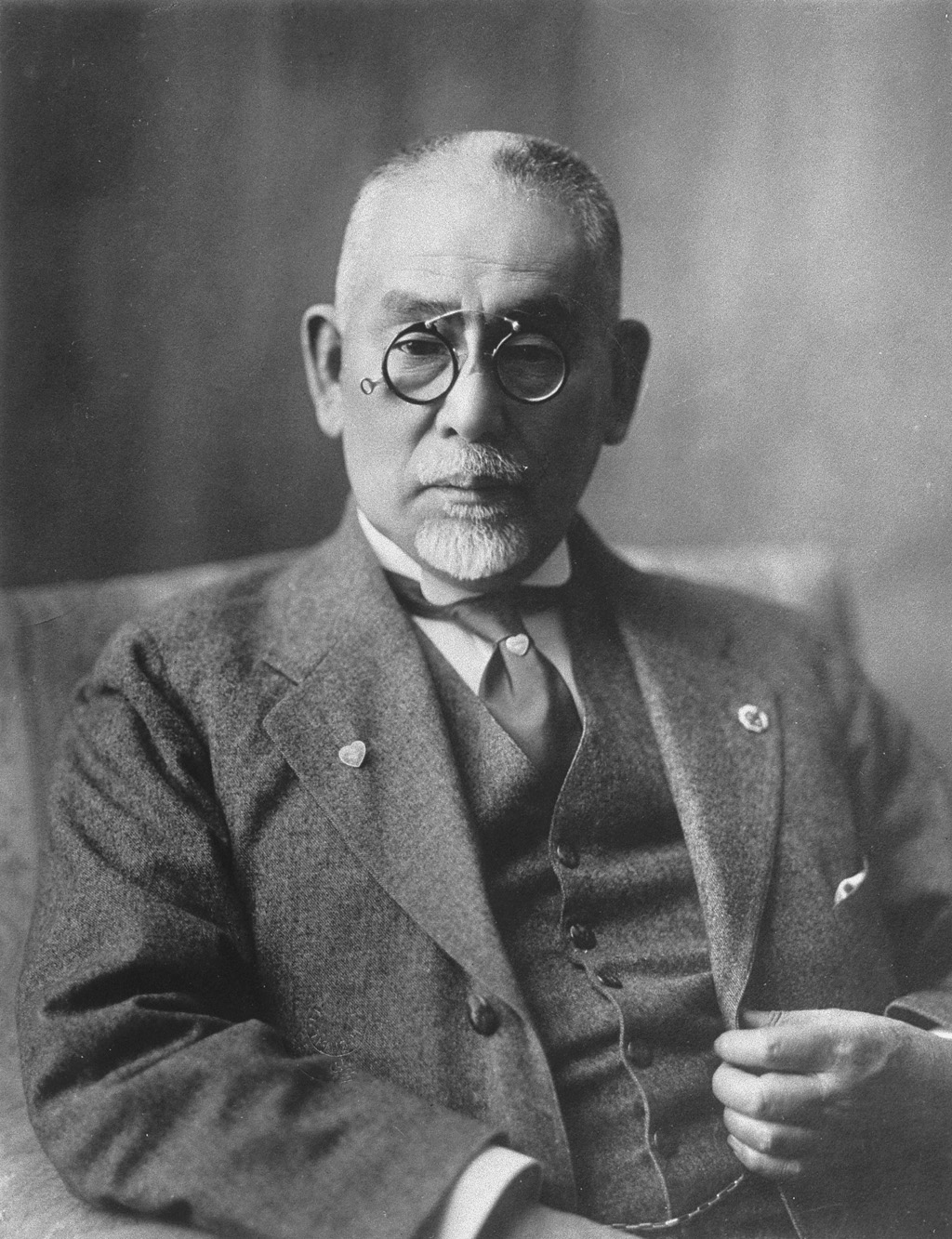
고토 신페이

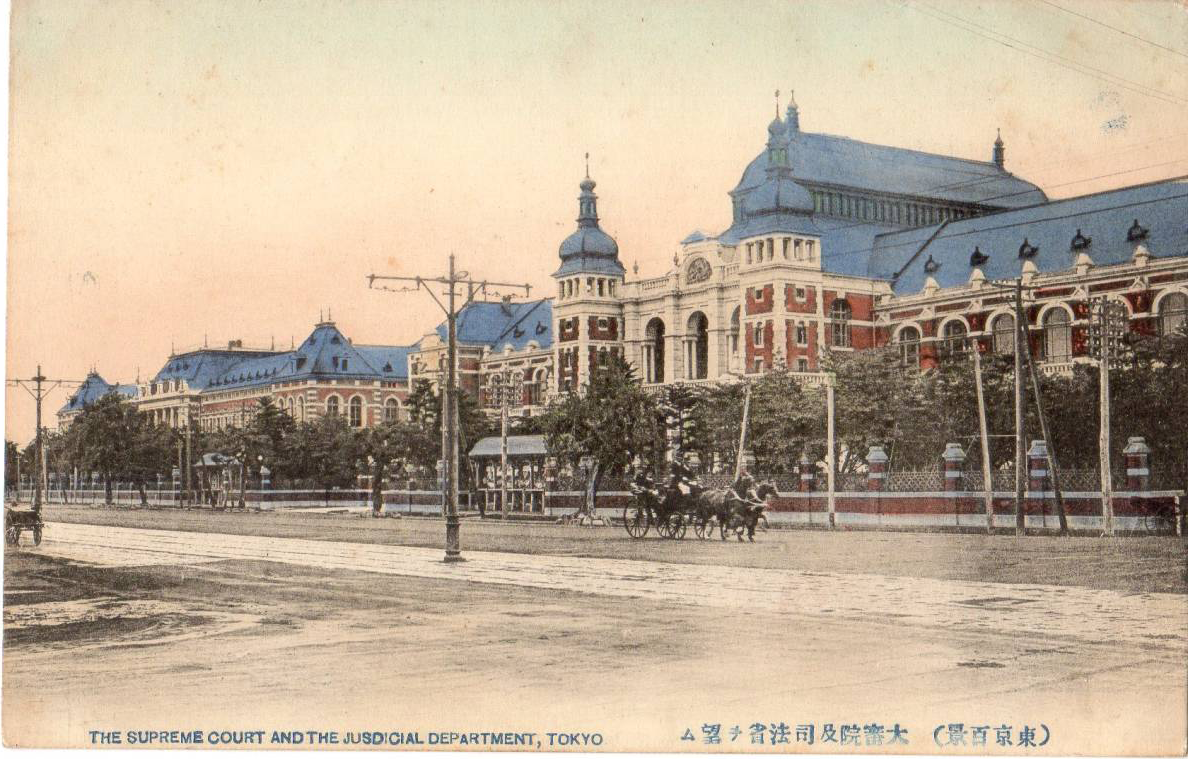
도쿄 항소원(대심원과의 합동 청사)

고후 지방재판소에서 패소 판결을 받은 철도원은 1918년(다이쇼 7년) 3월 25일 부로 도쿄 항소원 원장·도미타니 쇼타로(富谷鉄太郎)한테 항소장을 제출했다. 항소 대표자는 고토 신페이 철도원 총재(당시), 지정 대표자는 나카하라 도키치·이와세 슈지. 피항소인은 시미즈 린모, 변호사는 후지마키 가이치로였다.
控訴状
控訴人 国
右代表者 鉄道院総裁
男爵 後藤新平
東京市麹町区永楽町所在
鉄道院総裁官房文書課勤務
右指定代表者 中原東吉
同所勤務 同 岩瀬脩治
山梨県北巨摩郡甲村
被控訴人 清水倫茂
損害賠償請求事件ノ控訴
……(중략)右判決ハ大正七年一月三十一日言渡ヲ受ケ、控訴人ハ同年二月二十八日其送達ヲ受ケタルモノニ有之候。
提訴ヲ為スノ陳述及不服ノ程度
原判決ハ全部不服ニ付控訴申立候。
一定申立
原判決ヲ棄却ス。
被控訴人ノ請求ハ之ヲ棄却ス、訴訟費用ハ第一、二審共被控訴人ノ負担トスト御判決相成度候。
事由
原判決摘示ノ事実ト同一ニ候。
証拠方法
口頭弁論ノ際必要ニ応ジ提出可仕候。
付属書類
指定書 壱通 右控訴申立候成。
大正七年五月廿五日
右控訴人指定代表者 中原東吉・岩瀬脩治
東京控訴院長判事法学博士 富谷鉄太郎殿(신도 1990, 170-172쪽)

항소장
항소인 국가
오른쪽 대표자 철도원 총재
남작 고토 신페이
도쿄시 고지마치구 에이라쿠정 소재
철도원 총재 관방문서과 근무
오른쪽 지정 대표자 나카하라 도키치
동소 근무 동 이와세 슈지
야마나시현 기타코마군 가부토촌
피항소인 시미즈 린모
손해배상 청구 사건의 항소
……(중략) 오른쪽 판결은 다이쇼 7년(1918년) 1월 31일 선고를 받고 항소인은 같은 해 2월 28일 그 송달을 받았습니다.
제소를 함의 진술 및 불복의 정도
원 판결은 전부 불복으로 항소를 신청합니다.
일정 신청
원 판결을 기각한다.
피항소인의 청구는 이를 기각하고, 소송 비용은 제1, 2심 다 피항소인의 부담으로 하는 판결이 되길 바랍니다.
사유
원 판결에 적시한 사실과 동일합니다.
증거 방법
구두 변론 때 필요에 응해 제출 가능합니다.
부속 서류
지정자 한 통 오른쪽 항소 신청입니다.
다이쇼 7년 5월 25일
오른쪽 항소인 지정 대표자 나카하라 도키치·이와세 슈지
도쿄 항소원장 판사 법학 박사 도미타니 쇼타로 귀하

도쿄 항소원에서의 재판의 과정에서 원고 시미즈와 변호사 후지마키 가이치로는 철도원에 대해 강하게 합의를 요구했다. 같은 해 5월 10일의 구두 변론 기일에 앞서 5월 7일 부의 '변호사 후지마키 가이치로 법률 사무소(弁護士藤巻嘉一郎法律事務所)'에서 시미즈 린모에게 보낸 편지에서는 구두 변론 기일에 사정 상 출석 불가능이라고 시미즈에게서의 연락에 대해 '오히려 오는 10일은 변경하지 않고 개정함은 어찌된 일인지, 합의가 되지 못함은 다른 문제로, 사건은 상당히 괜찮게 진행되고 있는 편이라고 알고 있습니다. 오른쪽 조회를 신청합니다.(寧ロ来ル十日ハ変更セズ開廷致シテハ如何ニ候ヤ、示談ノ成ル成ラザルハ別問題ニシテ、事件ハ相当ニ進行シタル方宜ロシカリト存候。右御照会申上候。)'라고 승소 판결을 예측한 내용이었다.
5월 10일의 구두 변론에서 시미즈는 사정으로 결석을 했기에 소송 대리인 후지마키 변호사만 출정했다. 다음날 5월 11일 부의 후지마키가 시미즈에게로 보낸 편지에서는 다음과 같이 적혀 있다. '삼가 아룁니다. 전에 보낸 편지로 신청한 귀하 대 철도원의 소나무 소송 사건에 대해 지난 10일의 구두 변론 때에 귀하 쪽에서 어떠한 통지도 접하지 못 함에 대해 당소 선생님은 어제 도쿄로 출장해 상대방과 함께 출정했습니다. 상대방한테서는 합의의 모양 등은 더욱이 없고, 당당히 사건을 진행할 모양이기에 우리쪽은 입증 준비를 위해 속행을 신청합니다.(拝呈 先便ヲ以テ申入候貴殿対鉄道院ノ松訴訟事件ニ付、昨十日ノ口頭弁論ニ際シテ貴殿方ヨリ何レノ御通知ニモ接セズニ付、当所先生ニ於テハ昨日東京ニ出張致シ相手方ト共ニ出廷致シ候。相手方ニテハ示談ノ模様等ハ更ニ無之、堂々事件ヲ進行スル有様、為ニ当方ハ立証準備ノ為続行ヲ申立テ候)……' 통신 기기가 발달하지 않았던 당시에는 이렇게 우편을 이용한 문서로 재판 경과의 보고가 행해졌다.

#### 항소 판결

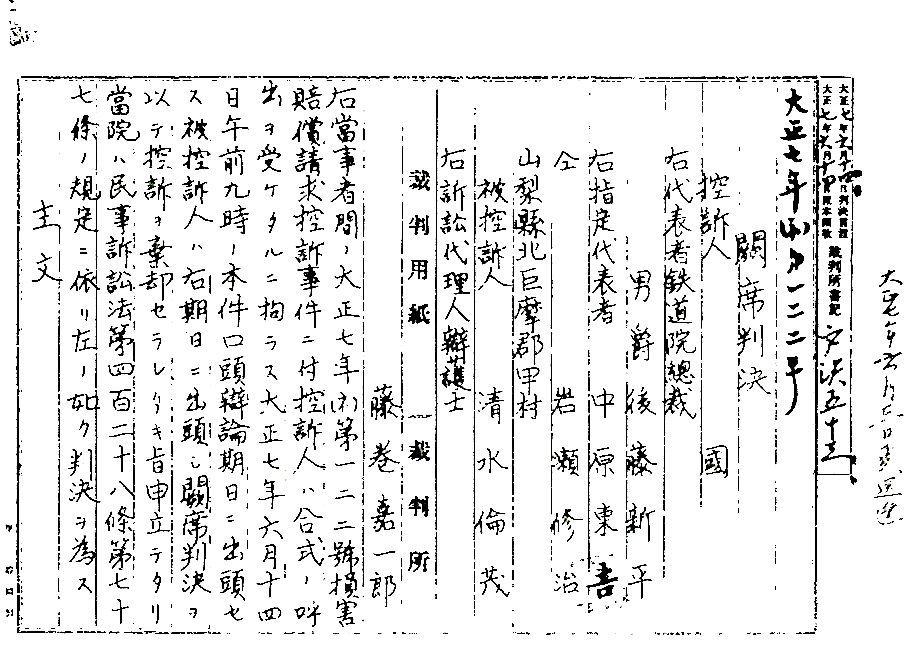
도쿄 항소원 결석 판결 정본

2심에 해당하는 도쿄 항소원 민사 제1부에서의 판결은 같은 해 6월 14일에 행해졌다. 이때는 항소인인 철도원 측 결석인 채로의 '궐석판결(궐석재판)이었다.
판사는 재판장 이와모토 유지로(岩本勇次郎) 외에 야베 가쓰미(矢部克己)·누마 요시오(沼義雄)가 담당했다.
闕席判決
東京控訴院大正七年（ネ）第一二二号주의, 성명 직책 등은 생략함
右当事者間ノ大正七年（ネ）第一二二号損害賠償請求控訴事件ニ付控訴人ハ合式ノ呼出ヲ受ケタルニ拘ラズ、大正七年六月十四日午前九時ノ本件口頭弁論期日ニ出頭セズ、被控訴人ハ右期日ニ出頭シ、闕席判決ヲ以テ控訴ヲ棄却セラレタキ旨申立テタリ。当院ハ民事訴訟法第四百二十八条、第七十七条ノ規定ニ依リ左ノ如ク判決ヲ為ス
主文 本件控訴ハ之ヲ棄却ス。訴訟費用ハ控訴人ノ負担トス。

궐석판결
도쿄 항소원 다이쇼 7년(1918년) (ネ) 제122호주의, 성명 직책 등은 생략함
오른쪽 당사자 간의 다이쇼 7년 (ネ) 제122호 손해배상 청구 항소 사건에 대해 항소인은 합식의 호출을 받았음에도 불구하고, 다이쇼 7년 6월 10일 오전 9시의 본건 구두 변론 기일에 출두하지 않고, 피항소인은 오른쪽 기일에 출두해, 궐석판결로 항소를 기각된 뜻으로 신청한다. 당원은 민사소송법 제428조, 제77조의 규정에 따라 왼쪽과 같이 판결을 행한다.
주문 본건 항소는 이를 기각한다. 소송 비용은 항소인의 부담으로 한다.

이렇게 항소인(철도원 측)의 결석으로 '사실'과 '이유'의 설명은 없고, '주문'만 선고됐다. 어째서 철도원이 출정하지 않았는가 그 이유는 불명이다.
이 6월 14일의 궐석판결에 대해 항소인으로부터 이의 신청이 행해져 도쿄 항소원은 같은 해 7월 26일, 이 궐석판결을 유지하고 이의 신청 후의 소송 비용을 항소인의 부담으로 하고 본 안건을 고후 지방재판소로 반려 판결을 내렸다. 이 판결은 1심 판결에 비해 이유가 상세하고 특히 '이유'에서 명확하게 '권리의 남용'이라고 명기돼 이를 문제로 하고 있는 점이 주목된다.
7월 26일의 항소 판결은 도쿄 항소원 민사 제1부에서 재판·장 가미야 다케오(神谷健夫), 판사·야베 가쓰미와 시모다 긴시로(下田錦四郎)에 의해 개정돼 '사실'과 '이유'의 설명이 행해져 판결문의 전문(前文)에서는 다음과 같이 설명이 되었다.

汽車と煙害予防の責任
汽車が煙害予防の為相当なる設備を為さず為に煙筒より噴出したる石炭の煤煙の害毒作用に因り沿道の樹木を枯死せしめたるときは、権利侵害は之を予見せざりしことに付き其行為者に過失ありしものとす。

기차와 연기 피해 예방의 책임
기차가 연기 피해 예방을 위해 상당한 설비를 행하지 않았기에 연통에서 분출하는 석탄의 매연의 해독 작용으로 인해 길가의 나무를 말라 죽게 한것은, 권리 침해는 이를 예견하지 않은 것에 대해 그 행위자에게 과실이 있는 것으로 한다.

'이유'에서 서술한 요점은 다음과 같다.
1. 오른쪽 소나무는 항소인이 철도 본선에 따라 복선 [sic] 위로 운전한 기차의 연통에서 분출된 석탄의 매연의 유독 작용으로 인해 말라 죽기에 이른 것이라는 것을 인정해(右の松樹は控訴人が鉄道本線竝に復線 [sic]上に於て運転したる汽車の煙筒より噴出したる石炭の煤煙の有毒作用に因りて枯死するに至りたるものなることを認むるを得)…
2. 연기 피해 예방을 위해 상당한 설비를 행하지 않았다는 피항소인의 주장은 항소인이 논쟁을 하지 않는 부분이기에 본건의 권리 침해는 이를 예견하지 않은 것에 대해 그 행위자에게 과실이 있다고 인정함을 상당하다고 하며(煙害予防の為め相当なる設備を為さゞりしとの被控訴人の主張は控訴人の争はざる所なるが故に本件の権利侵害は之を予見せざりしことに付き其行為者に過失あるものと認むるを相当とす)…
3. 기차 운전 때 고의 또는 과실로 인해 특히 연기 피해 예방의 방법을 하지 않고 해 매연으로 인해 타인의 권리를 침해한 것은 그 행위는 법률에 있어서 인정할 수 있는 범위 내의 권리를 행사하는 것으로 인정하기 어려워 오히려 권리의 남용으로 해 위법 행위로 됨을 정당하다고 하므로(汽車運転の際故意又は過失に因り特に煙害予防の方法を施さずして煤烟に困りて他人の権利を侵害したるときは其行為は法律に於て認めたる範囲内に於て権利を行使したるものと認め難く却て権利の濫用にして違法の行為なりと為すを正当とするが故に)…

도쿄 항소원에서의 판결은 1심의 고후 지방재판소로의 반려, 즉 국가(철도원) 측의 패소였다.
이하 도쿄 항소원에서의 항소 기각 판결의 전문을 나타낸다. 원문은 세로쓰기임에 유의할 것.
東京控訴院判決

控訴人

国

右指定代表者

中原東吉・岩瀬修治

山梨県北巨摩郡甲村被控訴人

清水倫茂

右訴訟代理人弁護士

藤巻嘉一郎
右当事者間の大正七年（ネ）第一二二号損害賠償請求控訴事件に付き判決を為すこと左の如し

主文
- 事件に付き大正七年六月十四日当院が言渡したる闕席判決を維持す
- 故障申立後の訴訟費用は控訴人の負担とす
- 本件を甲府地方裁判所に差戻す

事実
控訴代表者は主文表示の闕席判決に対し故障の申立を為したり、控訴代表者は原判決を廃棄す被控訴人の請求は之を棄却す訴訟費用は第一、二審共被控訴人の負担とすとの判決を求むる旨申立て被控訴代理人は控訴棄却の判決を求めたり、当事者雙方の事実上の供述は訴訟代表者に於て控訴人は鉄道敷地たる土地の通常の使用方法を越えて其土地を使用したるものに非ざるを以て被控訴人に損害を生じたりとするも被控訴人は賠償請求権を有せずと釈明したる外原判決の事実摘示と同一なるに因り玆に之を引用す、証拠として被控訴代理人は甲第一号証の一、二及第二号証を提出し原審検証調書の記載原審鑑定人三浦伊八郎山田彦一土井藤平の各鑑定を援用し控訴代表者は原審検証調書の記載原審鑑定人山田彦一土井藤平の各鑑定を援用し甲第一号証の成立を認め第二号証は不知と述べたり
理由
故障は適法なり、被控訴人所有の山梨県北巨摩郡日野春村字第二十六番地原野内に松樹の生立し居りたること、及控訴人が国有鉄道中央線敷設の際右松樹の西約四間余を距て鉄道本線を敷設し其後又該松樹の西一間未満を距て復線を敷設したること竝右復線敷設後松樹が枯死したることは孰れも当事者間に争なき所とす、而して原審鑑定人土井藤平三浦伊八郎の右鑑定を参酌すれば右の松樹は控訴人が鉄道本線竝に復線 [sic]上に於て運転したる汽車の煙筒より噴出したる石炭の煤煙の有毒作用に因りて枯死するに至りたるものなることを認むるを得此認定に反する原審鑑定人山田彦一の鑑定は之を採用せず、然らば前記鉄道路上に於て控訴人の汽車より煤煙を噴出せしめたる行為が原因となり右の松樹を枯死せしめ之に対する被控訴人の所有権を侵害したるものなるを以て若し其侵害が故意又は過失に出でたる違法の行為なるに於ては控訴人は被控訴人に対し之に因りて生じたる損害を賠償すべき義務あること明かなりとす、仍て之を案ずるに右の権利侵害が行為者の故意に因つて為されたることを認め得べき証拠なし然れども石炭の煤煙が樹木に害を及ぼすべきことをは世上実例に乏しからざる所なるを以て鉄道運送に従事する者に在りては機関車より噴出したる煤煙が樹木に害を及ぼすべきことを知らざる筈なく若し之を知らずして煙害予防の為め特に相当なる方法を施さゞりしとせば是れ其事業より生ずる結果に対する注意を不当に怠りたるものと認むるに足るのみならず、本件に於て控訴人が前記の松樹に対する煙害予防の為め相当なる設備を為さゞりしとの被控訴人の主張は控訴人の争はざる所なるが故に本件の権利侵害は之を予見せざりしことに付き其行為者に過失あるものと認むるを相当とす而して控訴人の如く鉄道運送経営者に在りては汽車の運転を為すことは権利の行使なりと認め得ざるに非ざるも此故を以て汽車運転の際濫に他人の権利を侵害し得べき理由なく従つて汽車運転の際故意又は過失に因り特に煙害予防の方法を施さずして煤烟に困りて他人の権利を侵害したるときは其行為は法律に於て認めたる範囲内に於て権利を行使したるものと認め難く却て権利の濫用にして違法の行為なりと為すを正当とするが故に、控訴人の事業に従事する者が煙害予防の為め特に相当なる方法を行はずして松樹を枯死せしめたる以上は其行為の過失に出でたる違法の行為なること明かなりとす、控訴人は通常の使用方法を越えて鉄道敷地を使用したるに非ざるを以て賠償の責任なき旨主張すれども本件の如く他人の樹木に極めて接近して鉄道線路を敷設する場合に於ては樹木に対する煙害予防の為め特に相当なる方法を施設することを要するは当然のことなるを以て斯る方法を行はずして松樹を枯死せしめたるが特に異常に非ざりしとするも其行為が過失に出でたる違法の行為に非ずと為すに足らず、然らば控訴人は被控訴人に対し右松樹の枯死に因りて生じたる損害を賠償する責任あるを以て被控訴人の本件請求は其原因正当なりと仍て控訴を理由なしと認め民事訴訟法第四百二十四条第七十七条第四百二十二条第四号を適用し尚新弁論に基く判決なるを以て同法第四十八条第二百六十一条に則り主文の如く判決す
東京控訴院民事第一部
裁判長判事

神谷健夫

判事

矢部克巳・下田錦四郎
도쿄 항소원 판결

항소인

국가

오른쪽 지정 대표자

나카하라 도키치·이와세 슈지

야마나시현 기타코마군 가부토촌 피항소인

시미즈 린모

오른쪽 소송 대리인 변호사

후지마키 가이치로
오른쪽 당사자 간의 다이쇼 7년(1918년) (ネ) 제122호 손해배상 청구 항소 사건에 대해 판결을 행해 왼쪽과 같다

주문
- 사건에 대해 다이쇼 7년(1918년) 6월 14일 당원이 선고한 궐석판결을 유지한다
- 이의 신청 후의 소송 비용은 항소인의 부담으로 한다
- 본건을 고후 지방재판소로 반려한다

사실
항소 대표자는 주문 표시의 궐석 판결에 대해 이의 신청을 행했고, 항소 대표자는 원 판결을 폐기하고 피항소인의 청구는 이를 기각하며 소송 비용은 제1, 2심 다 피항소인의 부담으로 한다는 판결을 요구하는 뜻으로 신청했으며, 피항소 대리인은 항소 기각의 판결을 요구했고, 당사자 쌍방의 사실 상의 공술은 소송 대표자에 있어서 항소인은 철도 부지 땅의 일반 사용 방법을 넘어 그 땅을 사용한 것이 아니기에 피항소인에게 손해가 생기는 경우에도 피항소인은 배상 청구권을 가지지 않는다고 해명하는 외에 원 판결의 사실 적시와 동일해지므로 여기에 이를 인용하고, 증거로 피항소 대리인은 갑 제1호 증거의 1, 2 및 제2호 증거를 제출했으며, 원심 검증 조서의 기재 원심 감정인 미우라 이하치로, 야마다 히코이치, 도이 후지히라의 각 감정을 원용하고 항소 대표자는 원심 검증 조서의 기재 원심 감정인 야마다 히코이치, 도이 후지히라의 각 감정을 원용해 갑 제1호 증거의 성립을 인증하고, 제2호 증거는 부지로 서술했다
이유
이의는 적법이고, 피항소인 소유의 야마나시현 기타코마군 히노하루촌 제26번지 하라노우치에 소나무가 생립하고 있는 것 및 항소인이 국유 철도 주오선 부설 때 오른쪽 소나무의 서쪽으로 약 4간 이상을 두고 철도 본선을 부설하고 그 뒤 또 해당 소나무의 서쪽으로 1간 미만을 두고 복선을 부설한 것으로 오른쪽 복선 부설 후 소나무가 말라 죽은 것은 모두 당사자 간에서 다투지 않는 부분으로 하며, 그리고 원심 감정인 도이 후지히라, 미우라 이하치로의 오른쪽 감정을 참작하면 오른쪽 소나무는 항소인이 철도 본선에 따라 복선 [sic] 위로 운전한 기차의 연통에서 분출된 석탄의 매연의 유독 작용으로 인해 말라 죽기에 이른 것이라는 것을 인정해 이 감정에 반대되는 원심 감정인 야마다 히코이치의 감정은 이를 채용하지 않고, 그렇기에 앞에서 기술한 철도로 상에 있어서 항소인의 기차에서 매연을 분출한 행위가 원인으로 돼 오른쪽의 소나무를 말라 죽게 해 이에 대해 피항소인의 소유권을 침해한 것으로 만약 그 침해가 고의 또는 과실에서 나온 위법 행위로 됨에 있어서는 항소인은 피항소인에 대해 이로 인해 생긴 손해를 배상할 의무가 있음을 명확하게 하며, 따라서 이를 생각건데 오른쪽의 권리 침해가 행위자의 고의로 인해 된 것을 인정할 증거가 없지만 석탄의 매연이 나무에 해를 끼친 것은 세상 실례에 적지 않은 부분으로 철도 운송에 종사하는 자에게 있어서는 기관차에서 분출되는 매연이 나무에게 해를 끼친다는 것을 모를 리가 없고 만약 이를 모르고 해 연기 피해 예방을 위해 특별히 상당한 방법을 행하지 않았다면 그 사업에서 생기는 결과에 대한 주의를 부당하게 소홀히 한 것이라고 인정함에 족할 뿐만 아니라, 본건의 항소인이 앞에서 기술한 소나무에 대한 연기 피해 예방을 위해 상당한 설비를 행하지 않았다는 피항소인의 주장은 항소인이 논쟁을 하지 않는 부분이기에 본건의 권리 침해는 이를 예견하지 않은 것에 대해 그 행위자에게 과실이 있다고 인정함을 상당하다고 하며 그리고 항소인과 같이 철도 운송 경영자에게 있어서는 기차의 운전을 행하는 것은 권리의 행사라고 인정되지 않는 것도 이 때문으로 기차 운전 때 함부로 타인의 권리를 침해할 수 있는 이유는 없기에 따라서 기차 운전 때 고의 또는 과실로 인해 특별히 연기 피해 예방의 방법을 하지 않고 해 매연으로 인해 타인의 권리를 침해한 것은 그 행위는 법률에 있어서 인정할 수 있는 범위 내의 권리를 행사하는 것으로 인정하기 어려워 오히려 권리의 남용으로 해 위법 행위로 됨을 정당하다고 하므로 항소인의 사업에 종사하는 자가 연기 피해 예방을 위해 특별히 상당한 방법을 행하지 않아 소나무를 말라 죽게 한 이상은 그 행위의 과실에서 나온 위법 행위임을 명확히 하고, 항소인은 일반 사용 방법을 넘어 철도 부지를 사용하지 않았으므로 배상의 책임이 없다는 뜻을 주장하지만 본건과 같이 타인의 나무에 지극히 접근해 철도 노선을 부설한 경우에 있어서는 나무에 대한 연기 피해 예방을 위해 특별히 상당한 방법을 시설하는 것을 요함은 당연한 것으로 이와 같은 방법을 행하지 않고 소나무를 말라 죽게 한 것이 딱히 이상이 없다고 한 것도 그 행위가 과실에서 나온 위법 행위가 아니라고 되기에 부족하니, 항소인은 피항소인에 대해 오른쪽 소나무의 말라 죽음으로 인해 생긴 손해를 배상할 책임이 있으므로 피항소인의 본건 청구는 그 원인이 정당하기에 항소를 이유가 없다고 인정해 민사소송법 제424조 제77조 제422조 제4호를 적용하고 또 새 변론에 기반한 판결로 동법 제48조 제261조에 따라 주문과 같이 판결한다
도쿄 항소원 민사 제1부
재판장 판사

가미야 다케오

판사

야베 가쓰미·시모다 긴시로
도쿄 항소원에서의 반려 판결을 받은 국가(철도원)은 약 2개월 후인 같은 해 9월 25일에 대심원으로 상고의 수속을 행했다.
국가(철도원) 측에 의한 상고의 요점은 이하와 같다.
1. 원심(고후 지방재판소 판결)은 상당한 설비를 하지 않았다고 했으나, 구체적으로 무엇을 해야 하는지를 서술하지 않았다.
2. 철도의 운전은 피고(철도원)의 권리 행사로 그 필요의 한도를 넘지 않는 한은 우연히 연선의 나무를 마르게 해도 권리남용에 의한 위법으로는 되지 않는다.

노송의 말라 죽음의 책임을 두르고 한 개인이 국가를 상대로 다툰다는 전례 없는 소송은 결국 일본 대심원에서의 심판으로 넘겨지게 되었다.

### 대심원에서의 승소

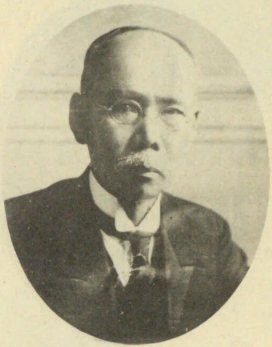
나카무라 요시코토(中村是公)

철도원은 1918년(다이쇼 7년) 9월 25일, 상고 대표자를 나카무라 요시코토(中村是公) 철도원 총재(당시), 지정 대표자를 나카하라 도키치·이와세 슈지로 해 대심원으로 상고를 행했다. 피상고인은 시미즈 린모, 변호사는 후지마키 가이치로였다.
대심원에서의 첫 선고 예정일이 언제였는지는 불명확하다. 하지만 판결 선고 기일이 재삼에 걸쳐 변경, 연기된 것에서 대심원 내부에 있어서 간단히 결론이 나오지 않았고, 정부에서의 압력이나 담당 판사들의 의견에 차이가 있었던 것은 아닌가 하고 추정된다. 재삼에 걸쳐 선고 기일 연기를 알린 시미즈 린모한테 보낸 편지나 통지서가 오늘날에도 호쿠토시 향토 자료관에 보관돼 전시되고 있다. 예를 들면 1919년(다이쇼 8년) 2월 5일 부, 변호사·후지마키 가이치로 법률 사무소에서의 시미즈 린모에게 보낸 편지에서는 '철도원의 건은, 대심원 선고의 일은 다음 10일(2월 10일)에 연기 통지가 있으므로 그렇게 알고 계시길 바랍니다(鉄道院ノ件ハ大審院言渡ノ儀ハ、来ル10日ニ延期ノ通知之有候間、然可御承知相成度候)'라고 돼있고 또, 다음날 2월 6일 부의 '대심 항소원 대기소·변호사 오히라 게이키치(大審控訴院詰所・弁護士大平恵吉)'에게서 시미즈 린모에게 보낸 통지서에는 '사이의 건 지난 타전 대로 선고 연기로 되었습니다. 아마 오는 10일에 선고가 가능할 것이라고 알고 있습니다. 연기의 건은 그때 직접 후지마키 씨에게 통지해두겠습니다(間合ノ件過刻打電ノ通リ言渡延期ニ相成候。多分来ル10日ニ言渡可有之カト被存候、延期ノ件ハ其節直ニ藤巻氏ヘ通知致置)'라고 통지되었다. 하지만 다음으로 보내진 변호사·오히라 게이키치에 의한 시미즈 린모에게로의 편지에는 '삼가 아룁니다. 오늘 선고가 있을 터인 7 (オ) 898호 사건, 오늘 또다시 연기로 되었습니다. 선고가 있는 대로 통지드리겠습니다.(拝呈 本日言渡アルベキ筈ノ七（オ）八九八号事件、本日又々延期ニ相成候。言渡アリ次第御通知可申御座候。)'라고 돼있고, 이 2월 10일에 판결 선고는 없었다는 것을 알 수 있다. 2월 13일 부의 후지마키 가이치로 변호사 사무소가 시미즈 린모에게로 보낸 편지에서는 '삼가 아룁니다 또 철도원 사건은 또다시 연기의 통지가 있으며 선고 기일을 오는 2월 17일로 결정 통지가 있으므로 통지드립니다.(拝啓 兼テ鉄道院事件ハ又々延期ノ通知之有、言渡期日ヲ来2月17日ト決定通知之有候間御通知申上候。)'라고 돼있고, 2월 17일 부의 오히라 게이키치에 의한 시미즈 린모에게로 보낸 편지에서는 '선고 기일은 미정입니다(言渡期日ハ未定ナリ)'라고 적혀 있다.
이렇게 판결의 선고 기일이 오락가락했으나 1919년(다이쇼 8년) 3월 3일, 대심원에서의 판결이 내려졌다. 이것이 신겐공 깃발 소나무 사건이라고 불리는 판결이다.
이하 대심원 판결 정본의 전문을 나타낸다. 원문은 세로쓰기임에 유의할 것.
損害賠償ノ件 大正七年（オ）第八百九十八号 大正八年三月三日第二民事部判決

判決要旨
- 一、権利ノ行使ト雖モ法律ニ於テ認メラレタル適当ノ範囲内ニ於テ之ヲ為スコトヲ要スルモノナレハ権利ヲ行使スル場合ニ於テ故意又ハ過失ニ因リ其適当ナル範囲ヲ超越シ失当ナル方法ヲ用ヒタルカ為メ他人ノ権利ヲ侵害シタルトキハ侵害ノ程度ニ於テ不法行為成立スルモノトス（判旨第二点）
- 一、権利ノ行使カ社会観念上被害者ニ於テ忍容スヘカラサルモノト一般ニ認メラルル程度ヲ超エタルトキハ権利行使ノ適当ナル範囲ニ非サルヲ以テ不法行為ト為ルモノト解スルヲ相当トス（同上）
- 一、汽車ヲ運転スルニ当リテ石炭ヲ燃焼スルノ必要上煤煙ヲ附近ニ飛散セシムルハ鉄道業者トシテノ権利行使ニ当然伴フヘキモノニシテ蒸汽鉄道カ交通上欠クヘカラサルモノトシテ認メラルル以上ハ沿道ノ住民ハ共同生活ノ必要上之ヲ忍容スヘキモノトス従テ之カ為メ住民ニ害ヲ及ホスコトアルモ不法ニ権利ヲ侵害シタルニ非サレハ不法行為成立セサルモノトス（同上）
- 一、係争松樹カ鉄道沿線ニ散在スル樹木ヨリモ甚シク煤煙ノ害ヲ被ムルヘキ位置ニ在リテ且其害ヲ予防スヘキ方法アルニモ拘ハラス鉄道業者カ煤煙予防ノ方法ヲ施サス煙害ノ生スルニ任セ之ヲ枯死セシメタルハ社会観念上一般忍容スヘキモノト認メラルル範囲ヲ超越シタルモノニシテ権利行使ニ関スル適当ナル方法ヲ行ハサルモノト解スルヲ相当トス（同上）

上告人

国

右代表者鉄道院総裁

中村是公

指定代表者

中原東吉・岩瀬脩治

被上告人

清水倫茂

訴訟代理人

藤巻嘉一郎
右当事者間ノ損害賠償請求事件ニ付東京控訴院カ大正七年七月二十六日言渡シタル判決ニ対シ上告人ヨリ全部破毀ヲ求ムル申立ヲ為シ被上告人ハ上告棄却ノ申立ヲ為シタリ
主文

本件上告ハ之ヲ棄却ス 上告費用ハ上告人ノ負担トス
理由
上告論旨第一点ハ原判決ハ本件松樹ノ枯死カ上告人ノ過失ニ依ル違法行為ナリトシ其理由ヲ説明シテ「然レトモ石炭ノ煤煙カ樹木ニ害ヲ及ホスコトハ世上実例ニ乏シカラサル所ナルヲ以テ鉄道運送ニ従事スル者ニアリテハ機関車ヨリ噴出シタル煤煙カ樹木ニ害ヲ及ホスヘキコトヲ知ラサル筈ナク若シ之ヲ知ラスシテ煙害予防ノ為メ特ニ相当ナル方法ヲ施ササリシトセハ是レ事業ヨリ生スル結果ニ対スル注意ヲ不当ニ怠リタルモノト認ムルニ足ル（中略） [sic]故ニ本件ノ権利侵害ハ之ヲ予見セサリシコトニ付キ其行為者ニ過失アルモノト認ムルヲ相当トス」又「控訴人ノ事業ニ従事スル者カ煙害予防ノ為特ニ相当ナル方法ヲ行ハスシテ松樹ヲ枯死セシメタル以上ハ其行為ノ過失ニ出テタル違法ノ行為ナルコト明カナリトス」又「樹木ニ対スル煙害予防ノ為メ特ニ相当ナル方法ヲ施設スルコトヲ要スルコトヲ要スルハ当然ノコトナルヲ以テ斯ル方法ヲ行ハスシテ松樹ヲ枯死セシメタル以上ハ（中略） [sic]其行為カ過失ニ出テタル違法ノ行為ニ非スニ足ラス」ト判示シタリ然レトモ本件ニ於テ上告人ニ過失アリトナスニハ松樹ノ枯死スルコトヲ防止シ得ヘクシテ不注意ニモ該防止手段ヲ講セサリシ事実ノ認定アルコトヲ必要トスルニ不拘原判決ニハ此点ニ付何等判断スル所ナク単ニ「特ニ相当ナル方法ヲ施設セス云云」トナスハ裁判ニ理由ヲ付セサルカ又ハ理由不備ノ違法アリ所謂「特ニ相当ナル方法」トハ何ヲ指示シ何ヲ要求スルモノナリヤ鉄道沿線到ル所人畜耕作物及樹木ノ生息セサルニシ之等凡テノ煙害ヲ防止スル為メ有効ノ施設ヲ為シ得ヘシト為スカ如キハ一ノ想像ニ非スンハ机上ノ空論ニシテ事実上能クシ得ヘキコトニ非ス現時社会ノ一般思想ハ一定ノ軌道上ニ蒸汽列車ノ運転ヲ為ス一般運送経営者ニ対シ斯ノ如キ施設ヲ為スヲ実際上不能ノコトトシ之カ要求ヲ為ササルモノト信ス不能ナル施設ヲ為ササルヲ以テ過失ナリトスヘカラサルハ勿論ナルヲ以テ原判決ハ破毀ヲ免レサルモノト信スト云フニ在リ
然レトモ原判決ニ引用シアル第一審判決事実摘示及ヒ原審口頭弁論調書ニ掲ケアル弁論ノ全趣旨ニ依レハ被上告人ノ害ヲ被リタリト主張スル本件松樹ハ日野春停車場ノ南方ニ接シ鉄道線路ヲ距ル僅ニ一間未満ノ地点ニアリタル事実ノ争ヒナカリシコト明ニシテ其他同樹ノ形状ニ付キ争ヒアリシ形跡アルコトナク又原院ノ損害認定ノ資料トシテ採用シタル鑑定人土井藤平ノ鑑定書ニハ「本件ノ松樹ニ付キ考フルニ其生立地停車場ニ近ク且線路ノ分岐点ニ接近シ一線ヨリ他線ニ汽車ノ入レ換ヲ為ス時ノ如キ数分時ニ渉リ汽鑵車ノ該分岐点ニ停車スルコト少カラスシテ単ニ鉄道ニ接近シテ生立スル樹木カ疾走中ノ汽車ヨリ煤煙ノ為メニ受クル損害ノ程度トハ多大ノ差異アリ」ト記載アリ同ク鑑定人三浦伊八郎ノ鑑定書ニハ「鉄道線路ニ最モ近ク且枝条ヲ其方向ニ張リ恰モ汽車ノ煙筒ヲ被フカ如キ枝葉ヲ有セル老齢ニシテ云云特ニ停車場附近ニシテ比較的多ク煤煙ニ曝露スヘキ松樹ハ附近鉄道沿線ノ他ノ樹木ヨリモ一層大ナル影響ヲ被リ其生存期間ヲ短縮セシモノト考ヘ得ヘシ」ト記載アリテ原院ハ此等ノ事実ヲ判断ノ資料ニ供シタルモノト推知シ得ヘキヲ以テ原院ハ本件松樹カ停車場ニ接近シ鉄道線路ヨリ僅ニ一間未満ノ地点ニ生立シ其枝条ハ線路ノ方向ニ張リ常ニ汽鑵車ノ多大ナル煤煙に暴露 [sic]セラレタル為メ枯死ノ害ヲ被リタリト認定シタルモノト謂フヘシ故ニ本件ノ松樹ハ汽車ノ通過スヘキ山間僻陬ノ地若クハ沿道田畑等ニ生立スル樹木ト同一視スヘキモノニアラス従テ之ニ対シ本件ノ如ク甚シク煤煙ニ暴露 [sic]サレサルヘキ相当ノ方法ヲ行ヒ得サルモノト云フヘカラス其方法トシテハ或ハ煤煙ヲ遮断スヘキ障壁ヲ設クルカ或ハ線路ヲ数間ノ彼方ニ遠クル等ニ因テ之ヲ避ケ得ヘシ原判決ニ相当ナル方法トアルハ之レノ謂ナリト解スルニ難カラス然ラハ原判決ニ於テ上告人カ煙害予防ノ為メ相当ナル設備ヲ為ササリシハ其注意ヲ怠リタルモノニシテ過失アルモノト認ムル旨ヲ判示シタルハ不法ニアラス上告人カ本件ノ松樹ヲ以テ鉄道沿線到ル所ニ散在スル樹木ト同一ニ論シ原判決ヲ攻撃スルハ原判旨ニ副ハサルモノニシテ採ルニ足ラス
上告論旨第二点ハ原判決ハ右松樹ノ枯死ハ上告人ノ違法ノ行為ニ基クモノト判定シテ曰ク「而シテ控訴人ノ如ク鉄道運送経営者ニ在リテハ汽車ノ運転ヲ為スコトハ権利ノ行使ナリト認メ得サルニ此故ヲ以テ汽車運転ノ際濫ニ他人ノ権利ヲ侵害シ得ヘキ理由ナク従テ汽車運転ノ際故意又ハ過失ニ因リ特ニ煙害予防ノ方法ヲ施サスシテ煤煙ニ因リテ他人ノ権利ヲ侵害シタルトキハ其行為ハ法律ニ於テ認メタル範囲内ニ於テ権利ヲ行使シタルモノト認メ難ク却テ権利ノ濫用ニシテ違法ノ行為ナリト為スヲ正当トス」ト然レトモ右判決ノ認ムルカ如ク上告人カ運送経営者トシテ一定ノ軌道上ニ蒸気列車ヲ運転スルコトヲ上告人ノ一ノ権利行為ナルトスルトキハ該権利ヲ最モ適切ニシテ且ツ通常ノ方法ニ依リ行使シ且ツ其権利行使カ必要ノ限度ヲ踰超セサル場合偶々之ニ伴ヒ沿線松樹ノ枯死ナル事実アルモ尚之ヲ以テ権利ノ濫用ニシテ違法ノ行為ナリト為スハ原判決ノ法律解釈上ノ誤謬ニシテ究リ法則ヲ不当ニ適用シタルモノナリ違法ノ行為ナリヤ否ヤハ畢竟一般的社会見解ニ依リ決スヘキ問題ニシテ客観的ニ実害ヲ生シタル事実アリ且原因行為アルモ該結果ヨリシテ直ニ該原因行為ヲ目シテ違法行為ト為スヘキニ非ス蒸気列車ノ運転ニ際シ其噴出スル煤煙ノ及ホス毒害固ヨリ決シテ軽微ナラサル場合アラム然レトモ其運転方法タルヤ特ニ劣悪ナル石炭ヲ使用セルニ非ス煤煙ノ飛散ヲ激甚ナラシムル設備ヲ為シタルニ非ス蒸気列車運転ノ性質上及慣習上認容セラレタル現代普通ノ方法ニ於テ運転シタルノ行為ニ何等ノ違法性ヲ有スルコトアリヤコレヲシモ以テ違法ノ行為ナリトシ実際上殆ント不可能ナル防煙施設ヲ為スヲ要ストスルカ如キハ法律ノ解釈ヲ誤リ上告人ニ不当ノ責務ヲ課スルモノナリ（松本烝治著私法論文集第二巻煤煙ニ因ル相隣者間ノ権利侵害「第一、」独民法第九〇六条、瑞西民法第六八四条参照）ト云フニ在リ
然レトモ権利ノ行使ト雖モ法律ニ於テ認メラレタル適当ノ範囲内ニ於テ之ヲ為スコトヲ要スルモノナレハ権利ヲ行使スル場合ニ於テ故意又ハ過失ニ因リ其適当ナル範囲ヲ超越シ失当ナル方法ヲ行ヒタルカ為メ他人ノ権利ヲ侵害シタルトキハ侵害ノ程度ニ於テ不法行為成立スルコトハ当院判例認ムル所ナリ（大正五年（オ）第七百十八号大正六年一月二十二日言渡当院判決参照）然ラハ其適当ナル範囲トハ如何凡ソ社会的共同生活ヲ為ス者ノ間ニ於テハ一人ノ行為カ他人ニ不利益ヲ及ホスコトアルハ免ルヘカラサル所ニシテ此場合ニ於テ常ニ権利ノ侵害アルモノト為スヘカラス其他人ハ共同生活ノ必要上之ヲ認容セサルヘカラサルナリ然レトモ其行為カ社会観念上被害者ニ於テ認容スヘカラサルモノト一般ニ認メラルル程度ヲ超エタルトキハ権利行使ノ適当ナル範囲ニアルモノト云フコトヲ得サルヲ以テ不法行為ト為ルモノト解スルヲ相当トス抑モ汽車ノ運転ハ音響及ヒ震動 [sic]ヲ近傍ニ伝ヘ又之ヲ運転スルニ当リテハ石炭ヲ燃焼スルノ必要上煤煙ヲ附近ニ飛散セシムルハ已ムヲ得サル所ニシテ注意シテ汽車ヲ操縦シ石炭ヲ燃焼スルモ避クヘカラサル所ナレハ鉄道業者トシテノ権利ノ行使ニ当然伴フヘキモノト謂フヘク蒸気鉄道カ交通上欠クヘカラサルモノトシテ認メラルル以上ハ沿道ノ住民ハ共同生活ノ必要上之ヲ認容セサルヘカラス即チ此等ハ権利行使ノ適当ナル範囲ニ属スルヲ以テ住民ニ害ヲ及ホスコトアルモ不法ニ権利ヲ侵害シタルニアラサレハ不法行為成立セス従テ汽車進行中附近ノ草木等ニ普通飛散スヘキ煤煙に因リ害ヲ被ラシムルモ被害者ハ其賠償ヲ請求スルコトヲ得サルモノトス然レトモ若シ汽車ノ運転ニ際シ権利行使ノ適当ナル範囲ヲ超越シテ失当ナル方法ヲ行ヒ害ヲ及ホシタルトキハ不法ナル権利侵害トナルヲ以テ賠償ノ責ヲ免カルルコトヲ得サルナリ原院ノ認メタル事実ニ依レハ本件松樹ハ停車場ニ接近シ鉄道線路ヨリ僅ニ一間未満ノ地点ニ生立シ其枝条ハ線路ノ方向ニ張リ常ニ汽鑵車ノ多大ナル煤煙ニ暴露 [sic]セラレタル為メ枯死ノ害ヲ被リタルモノニシテ其煤煙ヲ防クヘキ設備ヲ為シ得ラレサルニアラサルコト第一点ニ説示シタルカ如クナルヲ以テ彼ノ鉄道沿線ノ到ル所ニ散在スル樹木カ普通ニ汽鑵車ヨリ吐出スル煤煙ノ害ヲ被ムリタルト同一ニ論スルコトヲ得サルモノトス即チ本件松樹ハ鉄道沿線ニ散在スル樹木ヨリモ甚シク煤煙ノ害ヲ被ムルヘキ位置ニアリテ且ツ其害ヲ予防スヘキ方法ナキニアラサルモノナレハ上告人カ煤煙予防ノ方法ヲ施サスシテ煙害ノ生スルニ任セ該松樹ヲ枯死セシメタルハ其営業タル汽車運転ノ結果ナリトハ云ヘ社会観念上一般ニ忍容スヘキモノト認メラルル範囲ヲ超越シタルモノト謂フヘク権利行使ニ関スル適当ナル方法ヲ行ヒタルニアラサルモノト解スルヲ相当トス故ニ原院カ上告人ノ本件松樹ニ煙害ヲ被ラシメタルハ権利行使ノ範囲ニアラスト判断シ過失ニ因リ之ヲ為シタルヲ以テ不法行為成立スル旨ヲ判示シタルハ相当ナリ上告人カ沿道到ル所ニ散在スル樹木ト同一視シテ原判決ヲ攻撃スルハ原判決ニ副ハサルモノニシテ採スニ足ラス
以上説明ノ如ク本件上告ハ其理由ナキヲ以テ民事訴訟法第四百五十二条第七十七条ニ依リ主文ノ如ク判決ス
裁判長判事

馬場愿治

判事

柳川勝二・鈴木英太郎・鬼沢蔵之助・成道斎次郎
손해배상의 건 다이쇼 7년(1918년) (オ) 제898호 다이쇼 8년(1919년) 3월 3일 제2민사부 판결

판결 요지
- 하나, 권리의 행사라 해도 법률에 있어서 인정되는 적당한 범위 내에서 행하는 것을 요하는 것이라면 권리를 행사할 경우에 있어서 고의 또는 과실로 인해 그 적당한 범위를 초월해 부당한 방법을 사용함이 이로 타인의 권리를 침해한 경우는 침해의 정도에 있어서 불법행위에 성립하는 것으로 한다(판지 제2점)
- 하나, 권리의 행사가 사회 관념 상 피해자에게 있어서 인용할 수 없는 것으로 일반적으로 인정되는 정도를 넘은 경우는 권리 행사의 적당한 범위가 아니므로 불법행위로 되는 것으로 해석함을 상당하다고 한다(위와 같음)
- 하나, 기차를 운전함에 대해 석탄을 연소할 필요 상 매연을 부근에 비산시킴은 철도업자로의 권리 행사에 당연히 함께되는 것으로 증기 철도가 교통 상 없어서는 안 될 것으로 인정한 이상은 길가의 주민은 공동 생활의 필요 상을 인용할 것으로 해 따라서 이것으로 주민에게 해를 입히는 일이 있는 것도 불법으로 권리를 침해하는 것은 불법 행위가 성립한 것으로 한다(위와 같음)
- 하나, 계쟁 소나무가 철도 연선에 산재한 나무들보다도 심하게 매연의 피해를 입을 위치에 있어 동시에 그 피해를 예방해야 할 방법이 있음에도 불구하고 철도업자가 매연 예방의 방법을 두지 않고 연기 피해가 생김에 방임해 이를 말라 죽게 한 것은 사회 관념 상 일반적으로 인용할 수 없는 것으로 인정되는 범위를 초월한 것으로 해 권리 행사에 관한 적당한 방법을 행하지 않은 것으로 해석함을 상당하다고 한다(위와 같음)

상고인

국가

오른쪽 대표자 철도원 총재

나카무라 요시코토

지정 대표자

나카하라 도키치·이와세 슈지

피상고인

시미즈 린모

소송 대리인

후지마키 가이치로
오른쪽 당사자 간의 손해배상 청구 사건에 대해 도쿄 항소원이 다이쇼 7년 7월 26일 선고한 판결에 대해 상고인으로부터 전부 파훼를 바라는 신청을 해 피상고인은 상고 기각의 신청을 하였다
주문

본건 상고는 이를 기각하고 상고 비용은 상고인의 부담으로 한다
이유
상고 논지 제1점은 원 판결은 본건 소나무의 말라 죽음이 상고인의 과실에 의한 위법 행위임으로 하고 그 이유를 설명하며 '그러나 석탄의 매연이 나무에 해를 끼친 것은 세상 실례에 적지 않은 부분으로 철도 운송에 종사하는 자에게 있어서는 기관차에서 분출되는 매연이 나무에게 해를 끼친다는 것을 모를 리가 없고 만약 이를 모르고 해 연기 피해 예방을 위해 특별히 상당한 방법을 행하지 않았다면 그 사업에서 생기는 결과에 대한 주의를 부당하게 소홀히 한 것이라고 인정함에 족할 (중략) [sic] 이기에 본건의 권리 침해는 이를 예견하지 않은 것에 대해 그 행위자에게 과실이 있다고 인정함을 상당하다고 하며' 또 '항소인의 사업에 종사하는 자가 연기 피해 예방을 위해 특별히 상당한 방법을 행하지 않아 소나무를 말라 죽게 한 이상은 그 행위의 과실에서 나온 위법 행위임을 명확히 하고' 또 '나무에 대한 연기 피해 예방을 위해 특별히 상당한 방법을 시설하는 것을 요함은 당연한 것으로 이와 같은 방법을 행하지 않고 소나무를 말라 죽게 한 이상은 (중략) [sic] 그 행위가 과실에서 나온 위법 행위가 아니라고 되기에 부족하니'라고 판시했지만 본건에 있어서 상고인에게 과실이 있다고 하기에는 소나무의 말라 죽은 것을 방지할 수 있도록 하여 부주의하게도 해당 방지 수단을 강구하지 않고 사실의 인정이 있는 것을 필요로 함에도 불구하고 원 판결에는 이 점에 대해 아무런 판단한 부분이 없고 단순히 '특별히 상당한 방법을 시설하는 운운'으로 함은 재판에 이유를 첨부하지 않은 것이 또는 이유 불비에 위법이 있고 소위 '특별히 상당한 방법'이라는 것은 무엇을 지시하고 무엇을 요구하는 것인지 철도 연선에 이르는 곳에 인축 경작물 및 나무가 생식하지 않게 해 이들 모두의 연기 피해를 방지하기 위해 유효한 시설을 놓을 수 있도록 함과 같음은 하나의 상상이 아님은 탁상공론으로 해 사실상 잘할 수 있도록 하는 것이 아닌 현시 사회의 일반 사상은 일정 궤도 상에 증기 열차의 운전을 하는 일반 운송 경영자에 대해 이와 같이 시설을 놓음을 실제 상 불가능 한 것으로 보고 이것이 요구를 행하지 않은 것으로 믿고 불가능한 시설을 두지 않음으로 과실이라고 할 수 없음은 물론이므로 원 판결은 파훼를 면할 수 없는 것으로 믿는다라는 것이다
그러나 원 판결에서 인용한 제1심 판결 사실 적시 및 원심 구두 변론 조서에 게재돼있는 변론의 모든 취지에 따르면 피상고인의 피해를 입었다고 주장하는 본건 소나무는 히노하루 정거장의 남쪽에 접해 철도 노선을 겨우 1간 미만 떨어진 지점에 있다는 사실에 다툼이 없다는 것은 명확히 해 그 외 해당 나무의 형상에 대해 다툼이 있었던 흔적은 없고 또 원원(原院)의 손해 인정의 자료로 채용된 감정인 도이 후지히라의 감정서에는 '본건의 소나무에 대해 생각건데 그 생립지 정거장에서 가깝고 동시에 노선의 분기점에 접근해 한 선에서 다른 선으로 기차의 입환을 하는 때와 같이 수분시에 걸쳐 기관차의 해당 분기점으로 정차하는 것이 적지 않아 단순히 철도에 접근해 생립하는 나무가 질주 중인 기차보다 매연 때문에 받는 손해의 정도는 큰 차이가 있다'라고 기재돼있고 같은 감정인 미우하 이하치로의 감정서에는 '철도 노선에 가장 가깝고 동시에 나뭇가지를 그 방향으로 뻗어 흡사 기차의 연통을 덮는 것처럼 가지와 잎을 가진 고령에게 운운 특히 정거장 부근에 있어 비교적 많은 매연에 노출돼 소나무는 부근 철도 연선의 다른 나무보다도 한 층 더 큰 영향을 받고 그 생존 기간을 단축시키는 것이라고 추정된다'라고 기재돼있어 원원은 이들의 사실을 판단의 자료로 내놓고 있는 것이라고 짐작할 수 있으므로 원원은 본건 소나무가 정거장에 접근해 철도 노선에서 겨우 1간 미만의 지점에 생립하고 그 가지는 노선의 방향으로 뻗어 항상 기관차의 많은 매연에 노출 [sic]돼있기에 말라 죽음의 피해를 입었다고 인정하는 것이기에 본건의 소나무는 기차가 통과할 산간 벽추의 땅 혹은 길가 논밭 등에서 생립하는 나무와 동일시할 것이 아니기에 따라서 이에 대해 본건과 같이 심하게 매연에 노출 [sic]되지 않는 상당한 방법을 행할 수 있도록 하는 것이라고 할 수 있는 그 방법으로는 혹은 매연을 차단할 장벽을 설치하거나 혹은 노선을 몇 간 저편 멀리에 두는 등으로 이를 막을 수 있고 원 판결에 상당한 방법이라는 것은 이것 대로 해석하기에 어렵지 않으니 원 판결에 있어서 상고인이 연기 피해 예방을 위해 상당한 설비를 행하지 않음은 그 주의를 소홀히 한 것으로 과실이 있다고 인정하는 뜻을 판시함은 불법이 아니고 상고인이 본건의 소나무로 철도 연선에 이르는 곳에 산재한 나무와 동일하게 논해 원 판결을 공격함은 원 판지에 부응하지 않는 것으로 채용하기에 부족하다
상고 논지 제2점은 원 판결은 오른쪽 소나무의 말라 죽음은 상고인의 위법 행위에 기반한 것으로 판정해 말하길 '그리고 항소인과 같이 철도 운송 경영자에게 있어서는 기차의 운전을 행하는 것은 권리의 행사라고 인정되지 않는 것도 이 때문으로 기차 운전 때 함부로 타인의 권리를 침해할 수 있는 이유는 없기에 따라서 기차 운전 때 고의 또는 과실로 인해 특별히 연기 피해 예방의 방법을 하지 않고 해 매연으로 인해 타인의 권리를 침해한 것은 그 행위는 법률에 있어서 인정할 수 있는 범위 내의 권리를 행사하는 것으로 인정하기 어려워 오히려 권리의 남용으로 해 위법 행위로 됨을 정당하다고 하므로'라고 했으나 오른쪽 판결의 인정함과 같이 상고인이 운송 경영자에게 있어서 일정의 궤도 상에 증기 열차를 운전하는 것을 상고인의 하나의 권리 행사로 된다고 할 경우 해당 권리를 가장 적절히 해 동시에 보통 방법에 따라 행사하며 동시에 그 권리 행사가 필요의 한도를 초월하지 않는 경우 우연히 이와 함께 연선 소나무가 말라 죽게 된 사실이어도 여전히 이로 권리의 남용으로 해 위법 행위로 된다고 함은 원 판결의 법률 해석 상의 오진으로 생각해 법칙을 부당하게 적용한 것으로 돼 위법 행위인지 아닌지는 결국 일반 사회 견해에 따라 결정할 문제로 객관적으로 실해가 생긴 사실이 있고 동시에 원인 행위도 있어 해당 결과로 보아 직접 해당 원인 행위를 봐 위법 행위로 하지 아니하고 증기 열차의 운전 때 그 분출되는 매연의 끼치는 해독은 본디 결코 경미하지 않은 경우겠지만 그 운전 방법은 특별히 열악한 석탄을 사용하지 않았고 매연의 비산을 격심하게 하는 설비를 함이 아니며 증기 열차 운전의 성질 상 및 습관 상 인용되는 현대 일반 방법에 있어서 운전하는 행위에 아무런 위법성을 가지는 것이 있거나 이로 위법 행위가 된다고 해 실제 상 거의 불가능한 방연 시설을 함을 요함과 같이 법률의 해석을 잘못 상고인에게 부당의 책임을 과한 것(마쓰모토 조지 저 사법 논문집 제2권 매연으로 인한 상린자 간의 권리 침해 '제1,' 독일 민법 제906조, 스위스 민법 제684조 참조)이라는 것이다
그러나 권리의 행사라 해도 법률에 있어서 인정되는 적당한 범위 내에 있어서 이를 행하는 것을 요하는 것이라면 권리를 행사한 경우에 있어서 고의 또는 과실로 인해 그 적당한 범위를 초월해 부당한 방법을 행함이 타인의 권리를 침해한 경우는 침해의 정도에 있어서 불법행위에 성립하는 것으로 하는 것은 당원 판례가 인정하는 부분이다(다이쇼 5년(1916년) (オ) 제718호 다이쇼 6년(1917년) 1월 22일 선고 당원 판결 참조) 그렇다면 그 적당한 범위란 아무리 보통 사회적 공동 생활을 하는 자 사이에 있어서는 한 사람의 행위가 타인에게 불이익을 주는 것이 있음은 면할 수 없는 부분으로 이 경우에 있어서 항상 권리의 침해가 있는 것으로 할 수 없고 그 타인은 공동 생활의 필요 상 이를 인용하지 않을 수 없다 그렇다면 그 행위가 사회 관념 상 피해자에게 있어서 인용할 수 없는 것으로 일반적으로 인정되는 정도를 넘은 경우는 권리 행사의 적당한 범위가 아니므로 불법행위로 되는 것으로 해석함을 상당하다고 하고 애당초 기차의 운전은 음향 및 진동 [sic]을 근방에 전하고 또 이를 운전함에 있어서는 석탄을 연소시킬 필요 상 매연을 부근에 비산시킴은 어쩔 수 없는 부분으로 주의해 기차를 조종하고 석탄을 연소시킴도 피할 수 없는 부분이라면 철도업자로의 권리 행사에 당연히 함께되는 것으로 증기 철도가 교통 상 없어서는 안 될 것으로 인정한 이상은 길가의 주민은 공동 생활의 필요 상을 인용하지 않을 수 없어 즉 이들은 권리 행사의 적당한 범위에 속하므로 주민에게 해를 입히는 일이 있는 것도 불법으로 권리를 침해하는 것은 불법 행위가 성립한 것으로 하며 따라서 기차 진행 중 부근의 초목 등에 보통 비산한 매연으로 인해 해를 입힘도 피해자는 그 배상을 청구할 수 없는 것으로 하지만 만일 기차의 운전 때 권리 행사의 적당한 범위를 초월해 부당한 방법을 행해 해를 끼친 경우는 불법인 권리 침해로 되므로 배상의 책임을 면할 수 없다 원원이 인정한 사실에 따르면 본건 소나무는 정거장에 접근해 철도 노선에서 겨우 1간 미만으 지점에서 생립하고 그 가지는 노선의 방향으로 뻗어 항상 기관차의 많은 매연에 노출 [sic]돼있어 말라 죽음의 해를 입은 것으로 봐 그 매연을 막을 설비를 행할 수 없는 것이 아니라는 것 제1점에서 설명해 보여줌과 같이 되므로 그 철도 연선에 이르는 곳에 산재하는 나무가 예사롭게 기관차에서 분출되는 매연의 피해를 입는 것과 동일하게 논할 수 없는 것으로 보며 즉 본건 소나무는 철도 연선에 산재한 나무보다도 심하게 매연의 해를 입는 위치에 있으며 동시에 그 피해를 예방할 방법이 없지 않다면 상고인이 매연 예방의 방법을 두지 않고 연기 피해가 생김에 방임해 해당 소나무를 말라 죽게 한 것은 그 영업인 기차 운전의 결과라고는 해도 사회 관념 상 일반적으로 인용할 수 없는 것으로 인정되는 범위를 초월한 것으로 해 권리 행사에 관한 적당한 방법을 행하지 않은 것으로 해석함을 상당하다고 하고 따라서 원원이 상고인의 본건 소나무에 연기 피해를 입힘은 권리 행사의 범위가 아니라고 판단해 과실로 인해 이를 행함으로 불법 행위가 성립한다는 뜻을 판시함은 상당하고 상고인이 길가에 이르는 곳에 산재한 나무와 동일시해 원 판결을 공격함은 원 판결에 부응하지 않는 것으로 채용하기에 부족하다
이상 설명과 같이 본건 상고는 그 이유가 없어 민사소송법 제452조 제77조에 따라 주문과 같이 판결한다
재판장 판사

바바 겐지

판사

야나가와 가쓰지·스즈키 에이타로·오니자와 구라노스케·나리미치 사이지로

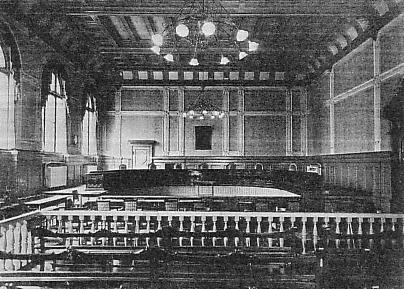
대심원 법정

판결은 도쿄 항소원 판결과 같이 상고 기각 즉, 원고 시미즈 린모의 승소였다. 이 대심원 판결이 후의 법조계에 준 주요 영향은 이하와 같다.
- 제1. 불법행위의 성립에 대해서 '행위자의 고의 또는 과실의 존재를 요건'으로 하고 국가(철도원)이 방지 시설을 두지 않은 것 즉, 장벽을 설치하거나 혹은 노선을 떨어뜨려 놓는 등의 조치를 강구하지 않은 것에 과실이 있었다라고 한 점.
- 제2. 권리 행사의 적당한 범위를 넘었는가 아닌가에 대해서 그 판단에 사회 관념을 도입하고 본건의 권리 행사(소나무에서 가까운 거리에서 철도 운송을 행한 것)는 적당한 범위를 일탈한 것으로 인정하며, 피해자를 구제하는 사고를 중시한 점이다.

철도의 '공공성'은 중요한 것이긴 하지만, 해당 사건의 소나무와 일반 나무를 구별하는 것으로 신겐공 깃발 소나무가 '현저하게 매연의 피해를 입었고' 동시에 '예방할 방법이 없었던 것이 아니다'라고 해 철도원의 행위를 권리 행위의 범위 내에는 들어가지 않는다라고 한 것이다. 판지는 이유의 마지막에 '철도원이 길가에 이르는 곳에 산재한 나무와 동일시해 원 판결을 공격함은 원 판결에 부응하지 않는 것으로 채용하기에 부족하다'로 결론을 서술했고 이 점이 판단의 갈림길로 된 것이라고 추정된다.
이렇게 권리자는 악을 행하지 않는다, 국가는 악을 행하지 않는다라는 당시의 국가 권력이 매우 강했고, 군부의 발언권도 강했던 시대에 오히려 철도 사업, 국가 권력에 불리한 판결이 내려진 것이다. 이 점에서 신겐공 깃발 소나무 사건은 새로운 판례법의 전환을 보인 사건이었다.

### 신겐공 깃발 소나무로의 배상액 결정
말라 죽음에 대한 '과실의 유무', 이에 따른 '손해배상의 산정'은 제1심의 고후 지방재판소에서의 판결에서 별개로 해서 심의가 추진됐다. 대심원 판결에 이르기까지의 심의는 어디까지나 소나무의 말라 죽음에 대한 '과실의 유무'를 다툰 것으로, 구체적인 '손해배상액의 산정'에 대한 심의는 행해지지 않았다. 이 절에서는 신겐공 깃발 소나무의 말라 죽음에 대한 손해배상액 결정에 대한 심의 과정부터 해당 재판이 종결되기까지의 흐름을 해설한다.

#### 화해 교섭과 감정인에 따른 나무 나이 감정
대심원에서의 상고 기각에 따라 신겐공 깃발 소나무의 말라 죽음에 대한 철도원의 과실이 확정되고, 재판의 쟁점은 배상금, 손해액의 산정에 관한 심의로 옮겨졌다. 대심원 판결로부터 2개월 후인 1919년(다이쇼 8년) 5월 19일에 고후 지방재판소에서 배상 금액 결정 소송이 개정됐다.
법정에서는 처음부터 화해를 중심으로 심의가 진행됐다. 개정 2일째인 5월 20일에 요시다 재판장에 의해 화해가 권고됐고, 원고 피고 다 이를 일단 승낙했으나, 재판장이 제시한 500엔의 합의금을 원고 시미즈는 승낙함에 반해, 피고 철도원은 300엔이면 응하겠다고 하며 거절했다. 결국 화해 교섭은 좋지 않게 돼 같은 해 10월에 불성립으로 끝났다. 10월 16일 부의 야마나시현내 각 신문은 '재판장의 체면을 손상시킨 철도원(裁判長の顔を潰した鉄道院)이라고 보도했다.
1919년(다이쇼 8년) 10월 16일 부, 야마나시현내 주요 신문에서의 보도는 다음과 같다.
- '요시다 재판장의 철도원이 돈 500엔을 제공해 원만한 해결을 하는 것은 어떻냐는 조건에 500엔은 크고 300엔이라면 응할 수 있다고 하였다(吉田裁判長より鉄道院金五百円を提供して円満解決をしては如何んとの条件にては五百円は高し三百円なら応ずべしとの事)', 『야마나시 민보(山梨民報)』
- '화해 부조(示談不調)', '재판장의 체면을 손상시킨 철도원(裁判長の顔を潰した鉄道院)', 『야마나시 마이니치 신문(山梨毎日新聞)』
- '재판장은 피고 철도원은 돈 500엔을 원고에게 지불하라는 뜻의 조건을 제시했고 원고는 승인했으나 피고 측은 최고 간부 회의의 결과 500엔은 고액을 잃는 것이라고 이를 거부하였다(裁判長は被告鉄道院は金五百円を原告に支払ふべき旨の条件を提示し原告は承認したるも被告側は最高幹部会議の結果五百円は高額に失すとて之を拒否)', 『야마나시 일일 신문』

500엔이라는 합의금에 철도원 측이 응하지 않았던 배경에는 신겐공 깃발 소나무의 나무로의 사정 가치 기준에 있었다. 대심원에서의 패소가 결정된 뒤, 철도원 측은 식물학자 등 여러 명의 생물학 지식인에 의한 신겐공 깃발 소나무의 수령(나무 나이) 감정을 행하고 있었다. 1920년(다이쇼 9년)에 들어서자 당시의 신문은 철도원 측의 나무 나이 감정을 다음의 헤드라인으로 여러 번 보도했다.
- '재감정의 깃발 소나무(再鑑定の旗掛松)', '이번에는 철도원에서 신청(今度は鉄道院から申請)', 『야마나시 마이니치 신문(山梨毎日新聞)』 1월 23일 부
- '깃발 소나무 감정, 오는 9일 현장에서(旗掛松鑑定、来る九日現場にて)', 『야마나시 일일 신문』 3월 7일 부
- '깃발 소나무 사건 나무 나이 감정, 다케다 시대의 것이 아니라는 철도 측 주장(旗掛松事件樹齢鑑定、武田時代の物に非ずと鉄道側主張)', 『야마나시 일일 신문』 3월 27일 부
- '나무 나이 감정은 미우라 임학자(樹齢鑑定は三浦林学士)', 『야마나시 마이니치 신문』 4월 2일 부
- '또 감정의 깃발 소나무, 더욱이 원고의 신청(又鑑定の旗掛松、更に原告の申請)', 『야마나시 마이니치 신문』 8월 1일 부
- '깃발 소나무 사건, 마쓰다이라 기사에게 감정을 명하다(旗掛松事件、松平技師に鑑定を命ず)', 『야마나시 마이니치 신문』 12월 23일 부

이렇게 철도성 측은 노송의 나무 나이에 대해 몇번이고 감정을 반복했다. 감정인 중에는 삼림학자로 알려진 미우라 이하치로(三浦伊八郎), 마쓰다이라 도미히코(松平東美彦) 등 저명한 식물학자가 포함돼있다.
이러한 경위를 거쳐 1921년(다이쇼 10년) 2월 15일, 신겐공 깃발 소나무의 말라 죽음에 대한 배상액 결정 재판의 판결이 고후 지방재판소에서 선고됐다. 이 고후 지방재판소의 판결은 재판장 요코타 사다히로(横田貞祐), 판사 나카지마 쇼(中島奨), 다카사키 조이치로(高崎長一郎)에 의한 것이었다.
여기서는 판결문 전문은 할애하고, 주문 및 이유의 일부를 발췌해 인용했다.

甲府地判大正10（1921）・2・15 判決
右当事者間ノ大正六年（ワ）第一号損害賠償請求事件ニ付、請求原因正当ナリトノ中間判決確定シタルヲ以テ更ニ数額ニ付当裁判所ハ判決スル事如左
主文
被告ハ原告ニ対シ金四百九十九円ヲ支払フベシ。
原告其余ノ請求ハ之ヲ棄却ス。
当審ノ訴訟費用ハ之ヲ十分シ其一ヲ原告其九ヲ被告ノ負担トス。

고후 지판 다이쇼 10(1921)·2·15 판결
오른쪽 당사자 간의 다이쇼 6년 (ワ) 제1호 손해배상 청구 사건에 대해 청구 원인을 정당하다고 한 중간판결을 확정함으로 더욱이 수액에 대해 당 재판소는 왼쪽과 같이 판결함
주문
피고는 원고에 대해 돈 499엔을 지불해야 한다.
원고의 그 이상의 청구는 이를 기각한다.
해당 심의 소송 비용은 이를 10으로 나누고 그 1을 원고 그 9를 피고의 부담으로 한다.

배상 결정 판결문 중 사실, 및 이유에서 서술된 요점은
…옛 구비에 따르면 기잔 공 신겐이 그 소나무에 있어서(古来ノ口碑ニ依レバ機山公信玄ガ其松樹上ニ於テ)…라고 신겐공 인연 전승에 따라 지역의 사람들에게 있어서 특별한 존재인 소나무였다는 것을 인정하면서도
…감정인 미우라 이하치로 및 마쓰다이라 도미히코의 각 감정에 따르면 오른쪽 소나무의 말라 죽음 당시의 연령 [sic]이 약 160년으로 신겐 시대(소나무가 말라 죽은 당시보다 약 360~370년 전)의 것이 아님이 명확하므로(鑑定人三浦伊八郎及松平東美彦ノ各鑑定ニ依レバ右松樹枯死当時ノ年齢 [sic]ガ約百六十年ニシテ、信玄時代（松樹枯死当時ヨリ約三百六、七十年前）ノモノニアラザル事明ナルヲ以テ)…라고 나무의 나무 나이 감정 결과에 기반해 말라 죽은 시점에서의 신겐공 깃발 소나무의 나무 나이는 약 160년이라고 증명해 이 노송이 다케다 신겐의 시대의 것은 아니었다는 것을 배상액 산정의 기준으로 한 것이었다.
신겐공 깃발 소나무가 지역의 사람들에게 있어서도, 시미즈 린모에게 있어서도, 선조 대대로 신겐공 인연 전승과 함께 중요하게 취급된 소나무였음에 의심은 없었다. 그런 한편, 손해배상액 산정의 근거로 생각하면 '전승으로의 소나무의 평가액'이 아닌 나무 나이 감정에 기반한 평가라는 당시로의 최첨단 과학적 검증에 따라 '사실로의 소나무의 평가액'을 주장한 철도성(국가)의 요구가 인정된 형태로 되었다.
처음 시미즈가 요구한 소나무 대금 1,200엔, 위자료 300엔, 합계 1,500엔의 손해배상 청구는 신겐 시대의 것이 아닌 것을 이유로 일반 재목(장작)으로의 가격으로 계산한 449엔으로 돼 위자료로 50엔을 더한 합계 499엔이 배상액으로 되었다. 이는 화해 과정에서 시미즈가 동의했던 500엔과 거의 동등액으로 동시에 소송 비용의 1할을 원고 시미즈, 9할을 피고 철도성(국가)로 하는 부담 판결은 원고 시미즈에게 있어서 불만은 없었다.
그러나 철도성(국가)은 이 배상액 499엔을 납득하지 않아 재차 도쿄 항소원으로 항소를 행했다.

#### 재판의 종결
손해배상액을 두르고 항소된 도쿄 항소원에서의 판결은 1922년(다이쇼 11년) 4월 11일에 행해졌으나, 기묘했고 동시에 이해할 수 없는 판결이었다는 평이 있다. 이 도쿄 항소원 판결은 동원 민사 제2부, 재판장 미쓰하시 구미(三橋久美), 판사 미나구치 기치조(水口吉蔵), 다케다 오토지로(竹田音次郎)에 의한 것이었다.
여기서는 판결문 전문은 할애하고, 주문의 일부를 발췌해 인용했다.

東京控判大正11(1922)・4・11判決
右当事者間ノ大正十年（ネ）第三一五号損害賠償請求ノ数額ニ関スル控訴事件ニ付キ当院ハ判決スルコト左ノ如シ
主文
原判決中原告其余ノ請求ハ之ヲ棄却ストアル部分並ニ訴訟費用ノ負担ヲ原告ニ命シタル部分ヲ除キ其他ヲ左ノ如ク変更ス
控訴人ハ被控訴人ニ対シ金七十二円六十銭ヲ支払フヘシ
被控訴人ノ其余ノ請求ハ之ヲ棄却ス
訴訟費用ハ第一、二審ヲ通シ之ヲ十分シ其一ヲ控訴人ノ負担トシ其九ヲ被控訴人ノ負担トス。

도쿄 항판 다이쇼 11(1922)·4·11 판결
오른쪽 당사자 간의 다이쇼 10년 (ネ) 제315호 손해배상 청구의 수액에 관한 항소 사건에 대해 당원은 왼쪽과 같이 판결함
주문
원 판결 중 원고의 그 이상의 청구는 이를 기각한다는 부분 대로 소송 비용의 부담을 원고에게 명한 부분을 제외하고 그 외를 왼쪽과 같이 변경한다.
항소인은 피항소인에 대해 돈 72엔 60센을 지불해야 한다.
피항소인의 그 이상의 청구는 이를 기각한다.
소송 비용은 제1, 2심을 전부 이를 10으로 나누고 그 1을 항소인의 부담으로 하고 그 9를 피항소인의 부담으로 한다.

즉, 배상액이 499엔(내역: 소나무 449엔, 위자료 50엔)에서 72엔 60센(내역: 소나무 22엔 60센, 위자료 50엔)으로 감액됐고, 더욱이 동시에 소송 비용의 부담 비율이 원고 시미즈 9할, 피고 철도성(국가) 1할이라는 1심 판결과는 전혀 반대로 된 것이다.
위자료에 대해서는 1심처럼 50엔으로 되었다. 소나무에 대한 배상금을 22엔 60센으로 한 근거는 '이유'에서의 설명에 있던 감정인 겐모치 모토지로(剣持元次郎)의 감정에 의한 것으로 소나무의 손해를 장작으로의 가격으로 계산한 것은 1심과 같았다. 하지만, 손해 산정의 시점을 1심 판결이 구두 변론의 감정 당시인 1920년(다이쇼 9년) 3월로 돼있던 것을 변경하고, 손해 발생 당시 즉, 신겐공 깃발 소나무가 말라 죽은 1914년(다이쇼 3년) 12월을 손해 산정 기준시로 하고, 1심에서는 말라 죽지 않은 재목으로의 가격을 손해로 했으나, 2심에서는 말라 죽지 않은 것을 123엔 25센, 말라 죽은 것을 100엔 65센으로 평가해 그 차액을 손해로 했다. 그 결과, 1심에서는 449엔이었던 소나무 손해 산정액이 22엔 60센으로 대폭 감액된 것이다. 이는 오늘날에도 일본에서 크게 다뤄지는 손해배상 산정 기준시(損害賠償算定基準時)의 문제이기도 하다. 더욱이 소송 비용 부담 비율에 대해서는 판결 주문 중 '원 판결 중 …… 소송 비용의 부담을 원고에게 명한 부분을 제외하고 그 외(原判決中……訴訟費用ノ負担ヲ原告ニ命シタル部分ヲ除キ其他)'를 변경한다고 적혀 있음에도 불구하고 소송 비용 부담 비율이 1심 판결과 반대로 되어있는 등, 오늘날의 여러 법학자, 지식인들에 의해 이 도쿄 항소원에서의 배상 금액 결정 2심 판결에서는 의문점이나 문제점이 있다고 지적되고 있다.
이렇게 소나무의 평가가 전승적 가치가 아닌 재목·장작으로의 평가의 문제로 취급돼 신겐공 운운의 부분에 관해서는 위자료 50엔으로 처리됐다. 이에 대해 예를 들어 이 노송이 신겐공 시대의 것이 아니어도 사람들은 대대로 굳게 믿어온 사실을 중시하고, 조금 더 고액의 위자료를 인정해도 괜찮았던 것은 아니냐는 의견도 있다. 배상액, 재판 비용 부담 비율만을 생각하면 원고의 시미즈는 실질적으로 승소한 것인지 아닌지 알기 힘들 정도로, 피고의 철도성(국가)은 결과적으로는 명예를 버리고 실리를 취했다고 할 수 있다.
판결을 받은 당사자의 시미즈 린모도 배상 총액인 72엔 60센은 어찌됐든, 소송 비용을 9할까지 부담된 점은 납득이 가지 않아 '이것은 오기이지 않은가'라고 도쿄 항소원에 경정의 '신청'을 행했다. 그러나 도쿄 항소원은 1924년(다이쇼 13년) 12월 25일, 이 신청을 각하했다.
여기서 시미즈 린모는 소송 행위를 단념했다.
다음 해 1925년(다이쇼 14년) 9월 28일, 고후 지방재판소에서 소송 비용액 241엔 71센 2린 5모로 원고(시미즈)가 9할을 부담하는 결정이 행해졌고, 장기간에 걸친 신겐공 깃발 소나무 사건의 재판은 모두 종결되었다.

## 권리남용론에 미친 영향

### 스에카와 논문

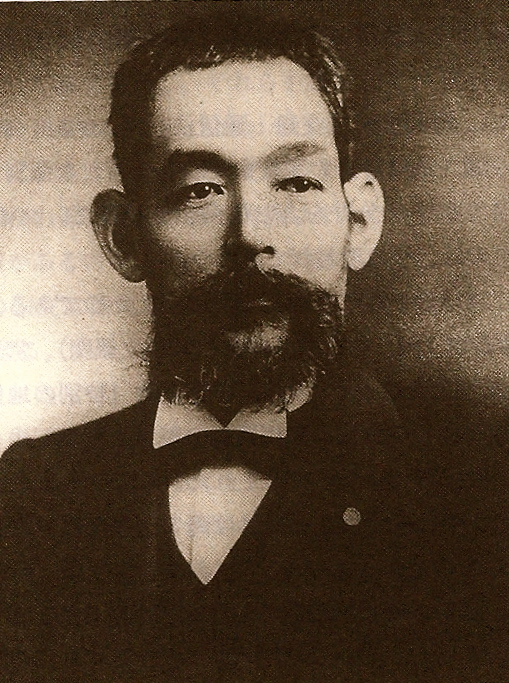
도미이 마사아키라(富井政章)

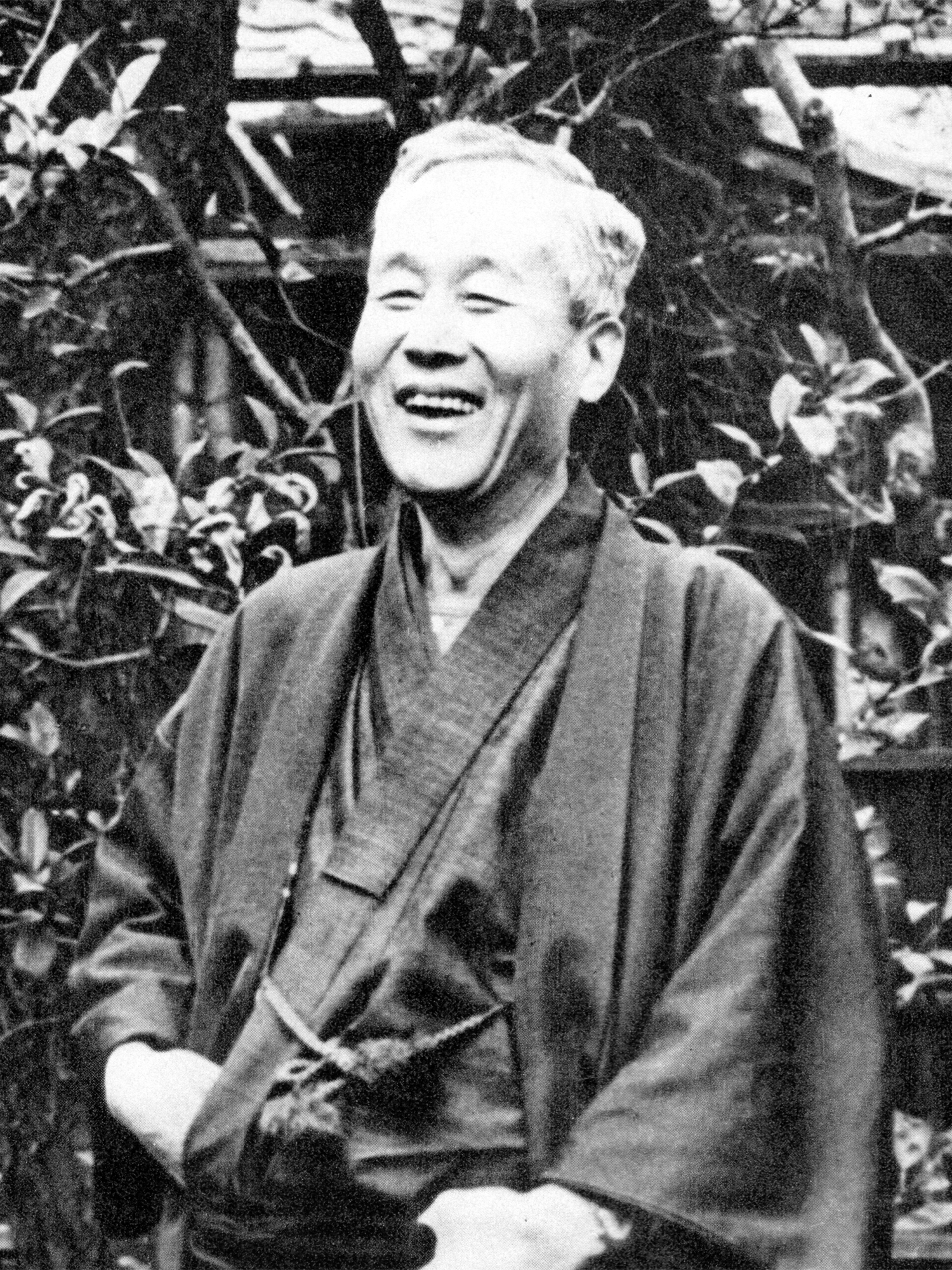
스에카와 히로시(末川博)

'권리남용'의 개념은 19세기 후반에 프랑스에서 판례법으로 확립됐다. 일본 국내에서는 메이지기에 마키노 에이이치(牧野英一)·도미이 마사아키라(富井政章) 등에 의해 일본에 도입됐고, 전술한 것과 같이 메이지 법률 학교(明治法律学校, 현 메이지 대학)나, 와후쓰 법률 학교(和仏法律学校, 현 호세이 대학) 등의 사립 법률 대학에서 신겐공 깃발 소나무 사건의 변호사를 맡은 후지마키 가이치로를 시작으로 법학에 뜻을 둔 많은 일본인이 그 개념을 배웠다. 그러나 '권리남용'의 개념은 당시의 메이지 민법에서는 다루지 않았고, 당연하지만 현실의 재판에서 '권리남용'이 원용된 사례는 신겐공 깃발 소나무 사건 이전에는 없었다.
신겐공 깃발 소나무 사건이 1919년(다이쇼 8년) 3월에 원고 승소로 대심원에서 결심하자 판결에서 자극을 받은 스에카와 히로시(末川博)는 같은 해 8월에 『권리의 남용에 관한 한 고찰 -매연이 인접한 곳에 미치는 영향과 권리 행사의 범위-(権利の濫用に関する一考察 －煤烟の隣地に及ぼす影響と権利行使の範囲 －)』(『법학 논총(法学論叢)』 제1권 6호, 1919년 8월. 후에 스에카와 히로시 『권리 침해와 권리남용(権利侵害と権利濫用)』 이와나미 서점, 1970년 7월에 수록.)라는 논문을 집필한다. 스에카와 히로시는 후에 리쓰메이칸 대학 명예총장으로 되는 일본을 대표하는 저명한 법학자이나, 이 논문을 쓴 것은 교토 제국대학 대학원 법과에 재적 중일 때의 일로 이 논문은 스에카와의 처녀 논문이기도 했다.
이 논문에서 스에카와는 로마법, 스위스 민법, 독일 민법, 영국법을 검토하면서
- 지금 일본 민법 상의 규정에 대해 생각건데, 이 점에 관해서는 아무런 명문이 존재하지 않다(今、我民法上の規定に付きて考ふるに、此点に関しては、何等の明文存すること無し)
- 판례의 해석되는 견해에 대해 찬의를 표하는 것이라 해도 그 찬의를 표하기에 앞서 일단, 소위 권리의 남용이 되는 개념에 대해 고찰할 필요가 있음을 느낀다(判例の採れる見解に対して、賛意を表するものなりと雖も、その賛意を表するに先ちて、一応、所謂権利の濫用なる観念に付きて、考察する必要あるを感ず)

와 같이 서술해 사회 관념 상의 질서, 공서 양속 등과 권리 행사의 범위를 검토하고, 신겐공 깃발 소나무 사건의 대심원 판결은 '매우 정당한 것이라고 하지 않을 수 없다(頗る当を得たるものなりと云はざるべからず)'라고 높게 평가했다.
스에카와 히로시는 이 논문 연구를 단서로 '권리남용론'의 연구를 생애에 걸쳐 계속해 '권리 침해에서 위법성으로(権利侵害から違法性へ)'라는 명제를 세워 불법행위법의 재구축을 해야 한다고 학설을 외쳤다. 결국 그것은 와가쓰마 사카에, 아오야마 미치오(青山道夫) 등, 많은 법학자로 파급되는 것으로 돼 메이지 민법 하에서는 전혀 다뤄지지 않았던 '권리남용론'이 현행인 일본국 헌법 제12조, 및 현행인 일본 민법 1조 기본원칙 3항에서 '권리의 남용은 이를 허용하지 아니한다.'라고 규정됐고, 제709조, 제834조 각각의 조문 중에 '권리남용'이 명문화되기에 이르렀다.
신겐공 깃발 소나무 사건 판결 후, 권리남용의 개념이 독립해 문제로 된 저명한 사건으로 우나즈키 온천 사건(宇奈月温泉事件, 1935년·대판 쇼와 10·10·5 민집 14권 1965페이지), 이타즈케 공항 사건(板付空港事件, 1965년·최판 쇼와 40·3·9 민집 19권 2호 233페이지)로 이어졌다.
스에카와 히로시는 1977년(쇼와 52년) 2월 16일에 사망했다. 그 다음날 2월 17일 부 아사히 신문 석간의 '오늘의 화제(今日の話題)'의 논설에서는 이하와 같이 소개됐다.

……民法学者としての末川さんの業績は、権利濫用論の禁止を理論化し、集大成してきたことである。
有名な大審院判権 [sic]に「信玄公旗掛松事件」というのがある。武田信玄ゆかりの名木が、国鉄 [sic]の汽車のバイ煙のために枯れたというので、松の所有者が国を相手どって損害賠償の訴えを起こした。
今日の公害訴訟のはじめだが、大正八年、大審院は原告の主張を認めて、国の敗訴を言い渡した。
この判決が、終生のテーマとして「権利の乱用 [sic]」を選ばせるきっかけだった、と末川さん自身が書いている。が、同時にそれはまた末川さんの生きざまの投影でもあった。
権利の主張も、節度とけじめが伴わなければならない、というのが末川さんの持論であったようだ。……
 — 오늘의 화제 -한 줄의 길-(今日の話題 -ひとすじの道-) 『아사히 신문』 1977년 2월 17일 석간(신도 1990, 143-144쪽)

……민법학자로의 스에카와 씨의 업적은 권리남용론의 금지를 이론화했고, 집대성해온 것이다.
유명한 대심원 판권 [sic]에 '신겐공 깃발 소나무 사건'이라는 것이 있다. 다케다 신겐 관련의 명목이 일본 국유 철도 [sic]의 기차 매연 때문에 말랐다는 것으로 소나무의 소유자가 국가를 상대로 잡아 손해배상의 소송을 일으켰다.
오늘날 송해 소송의 시작이나, 다이쇼 8년(1919년), 대심원은 원고의 주장을 인정했고, 국가의 패소를 선고했다.
이 판결이 평생의 주제로 '권리의 난용 [sic]'을 가리게 하는 계기였다고 스에카와 씨 자신은 적었지만, 동시에 그것은 또한 스에카와 씨의 삶의 투영이기도 했다.
권리의 주장도 절도와 분간이 동반되지 않으면 안 된다라는 것이 스에카와 씨의 지론인 듯하다.……

### 판례·사례로의 의미
신겐공 깃발 소나무 사건은 일본 국내의 법조계에서 저명한 판례이다. 그러나 오늘날의 민법 강의 등에서 사용되는 교과서류에서는 우치다 다카시(内田貴) 『민법 II(民法II)』(도쿄 대학 출판회 2007년), 오무라 아쓰시(大村敦志) 『기본 민법 II(基本民法II)』(유히카쿠(有斐閣) 2007년) 등에서 수인한도론의 등장에 이르는 과도적인 것으로 해 거론되고 있음에 지나지 않고, 이른바 선례 판례로 법학부의 강의 등에서 거론되는 기회는 적어지고 있다. 그 이유를 2007년의 구보타 아쓰미(窪田充見) 『불법행위법(不法行為法)』에서는 다음과 같이 설명했다.

今日では……権利の行使であるが、適当な範囲を逸脱しているから権利の濫用であり、不法行為になると説明する必要は無い。……それでは、なぜ信玄公旗掛松事件は、権利の濫用として取り上げられたのだろう。この背景には、『自己の権利を行使する者は何人も害するものではない』というローマ法に由来する考え方があったとされる。つまり、この法諺を前提として、鉄道の運行というものを権利行使と考えるところから出発すれば、不法行為責任を認めるためには、権利の濫用という、もうひとつの概念が必要とされたのである。しかしながら、……今日では、こうした問題について、そのような説明はしていない。それは、『自己の権利を行使する者は何人も害するものではない』という前提自体が、もはや共有されていないからである。……このように考えてくると、信玄公旗掛松事件におけるようなタイプの権利濫用の禁止の法理は、それが克服すべき前提（つまり、『自己の権利を行使する者は何人も害するものではない』という考え方）が失われた今日では、すでにその意味を失っているとみてよい。
 — 『불법행위법(不法行為法)』 구보타 아쓰미(窪田充見) (2007) pp.59-60 

오늘날에는 …… 권리의 행사이지만, 적당한 범위를 일탈하고 있기에 권리의 남용이고 불법행위로 된다고 설명할 필요는 없다. ……그렇다면, 어째서 신겐공 깃발 소나무 사건은 권리의 남용으로 거론된 것일까. 이 배경에는 『자기 권리를 행사하는 자는 몇 명이나 해를 주는 것은 아니다』라는 로마법에서 유래한 사고방식이 있었다고 추정된다. 즉, 이 법언을 전제로 해 철도의 운행이라는 것을 권리 행사로 생각하는 것에서 출발하면 불법행위 책임을 인정하기 위해서는 권리의 남용이라는 또 한 가지의 개념이 필요하다고 되었기 때문이다. 그러나 …… 오늘날에는 이러한 문제에 대해서 그러한 설명은 하고 있지 않다. 그것은 『자기 권리를 행사하는 자는 몇 명이나 해를 주는 것은 아니다』라는 전제 자체가 이제는 공유되고 있지 않기 때문이다. ……이렇게 생각해보면 신겐공 깃발 소나무와 같은 타입의 권리남용 금지의 법리는 그것이 극복해야 할 전제(즉, 『자기 권리를 행사하는 자는 몇 명이나 해를 주는 것은 아니다』라는 사고방식)가 없어진 오늘날에는 이미 그 의미를 잃어버렸다고 봐도 좋다.

오늘날에 신겐공 깃발 소나무 사건 판례는 권리 행사의 위법성을 강조하기 위해 '권리남용론'의 예로 인용돼 나오는 것으로 자리매김하고 있으며, 현실의 재판에서는 실례의 의미로 기능하고 있지 않고 실질적인 판례의 의미를 잃어버렸다고 생각된다. 그러나, 이 판례 이전에는 '국가에 의한 권리는 절대적이다'라는 사회 풍조가 존재했기에 그것이 신겐공 깃발 소나무 사건을 통틀어 극복되었다는 역사적 사실로 의미가 있고, 메이지·다이쇼기의 국가나 지역 사회, 더욱이 당시의 법학자와 외국 법리의 관계의 일례를 보이는 등, 근대 일본 법리의 역사를 이해하는 데에 중요한 사례로 자기매김하고 있다.

## 신겐공 깃발 소나무비
히노하루역앞 광장의 남동쪽의 모퉁이에는 센다이석으로 만들어진 높이 약 4미터의 석비 '신겐공 깃발 소나무비(信玄公旗掛松碑)'가 세워져있다. 이는 말라 죽음의 원인이 국가 측의 불법행위, 권리의 남용이라고 대심원에서 인정받아 승소한 것을 기념해 시미즈 린모 본인에 의해 세워진 것이다. 건설 비용은 건설 당시(쇼와 8년, 1933년)의 가격으로 148엔이었다. 석비의 뒷면에는 다음의 문자가 새겨져있다

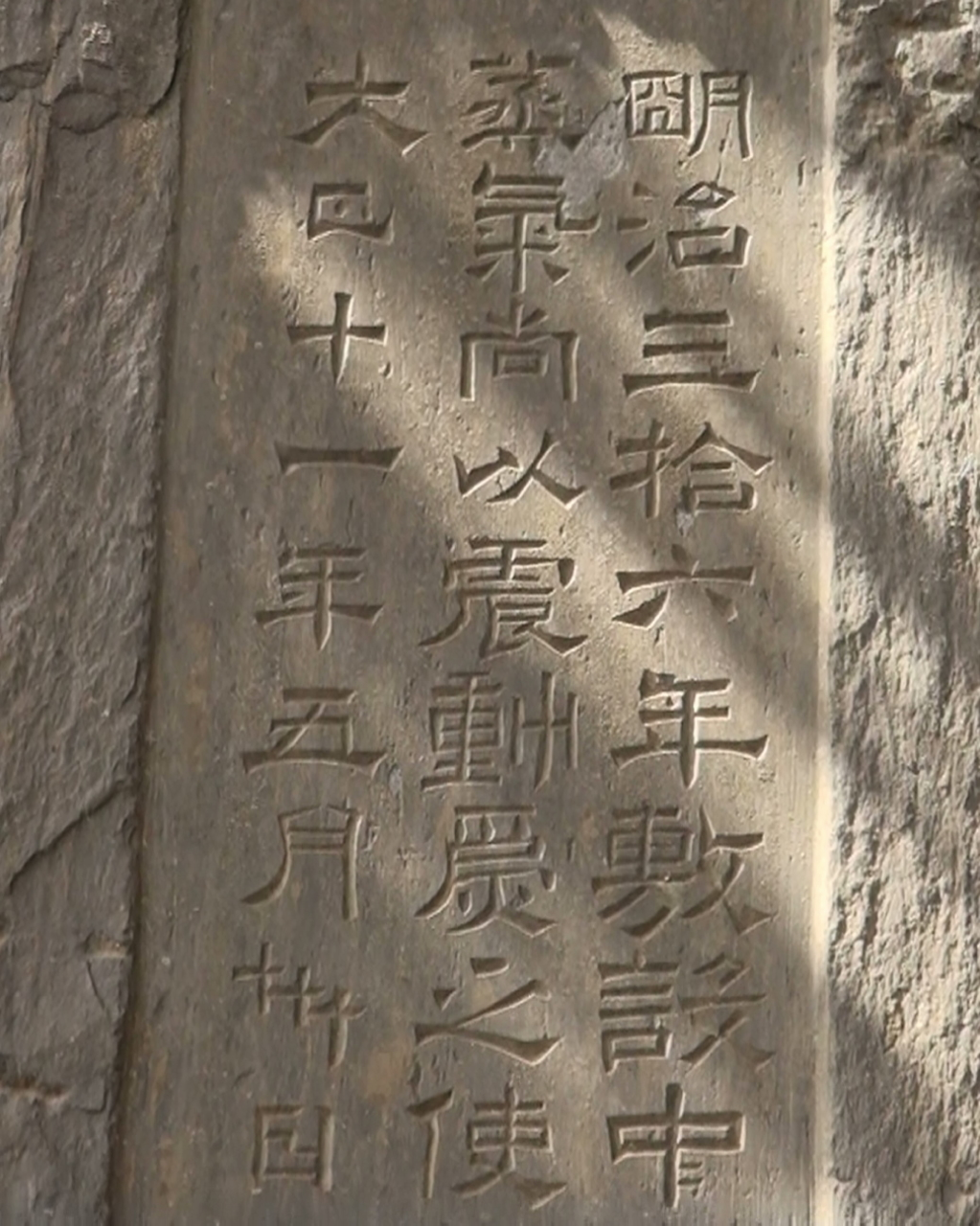
석비 뒷면1

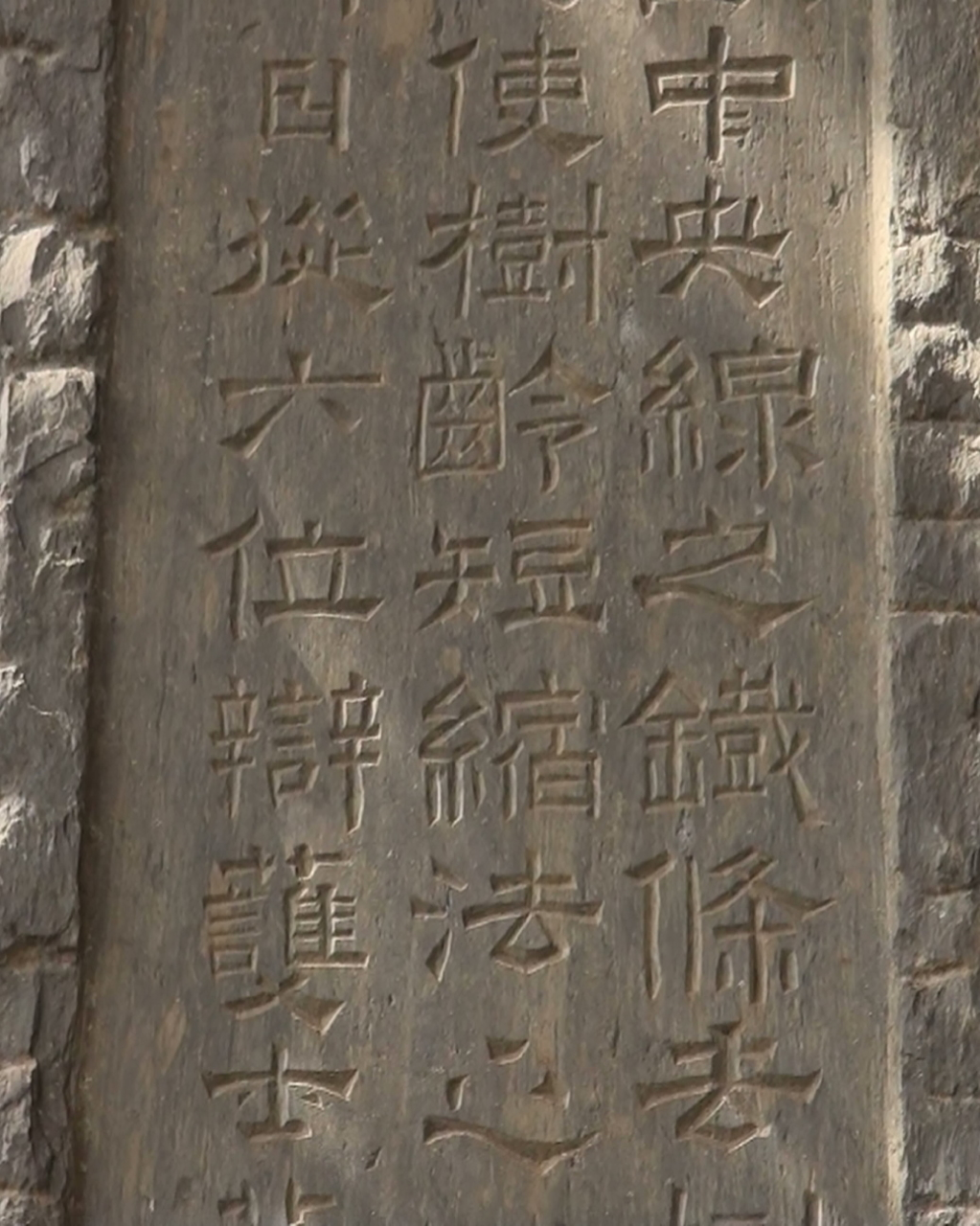
석비 뒷면2

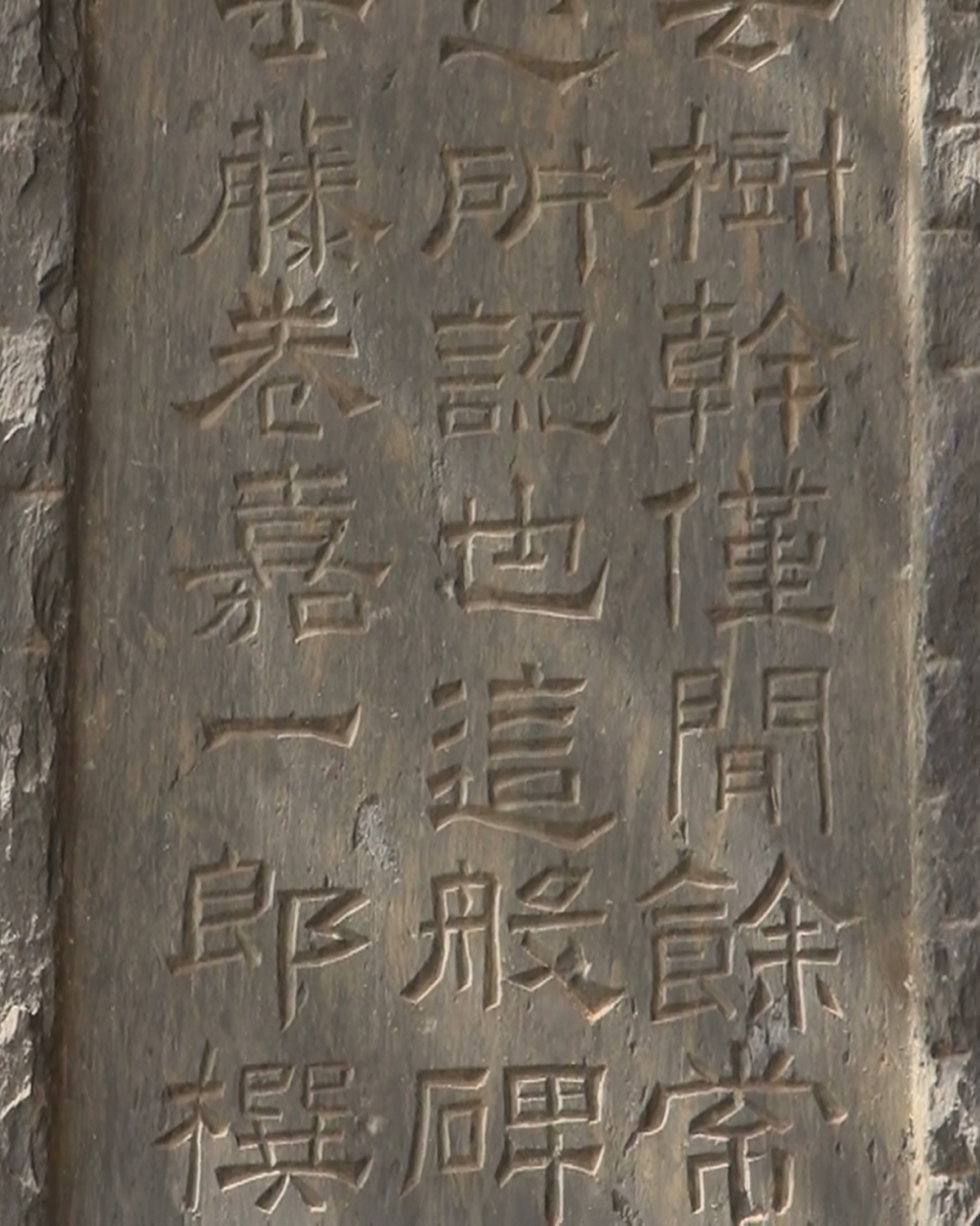
석비 뒷면3

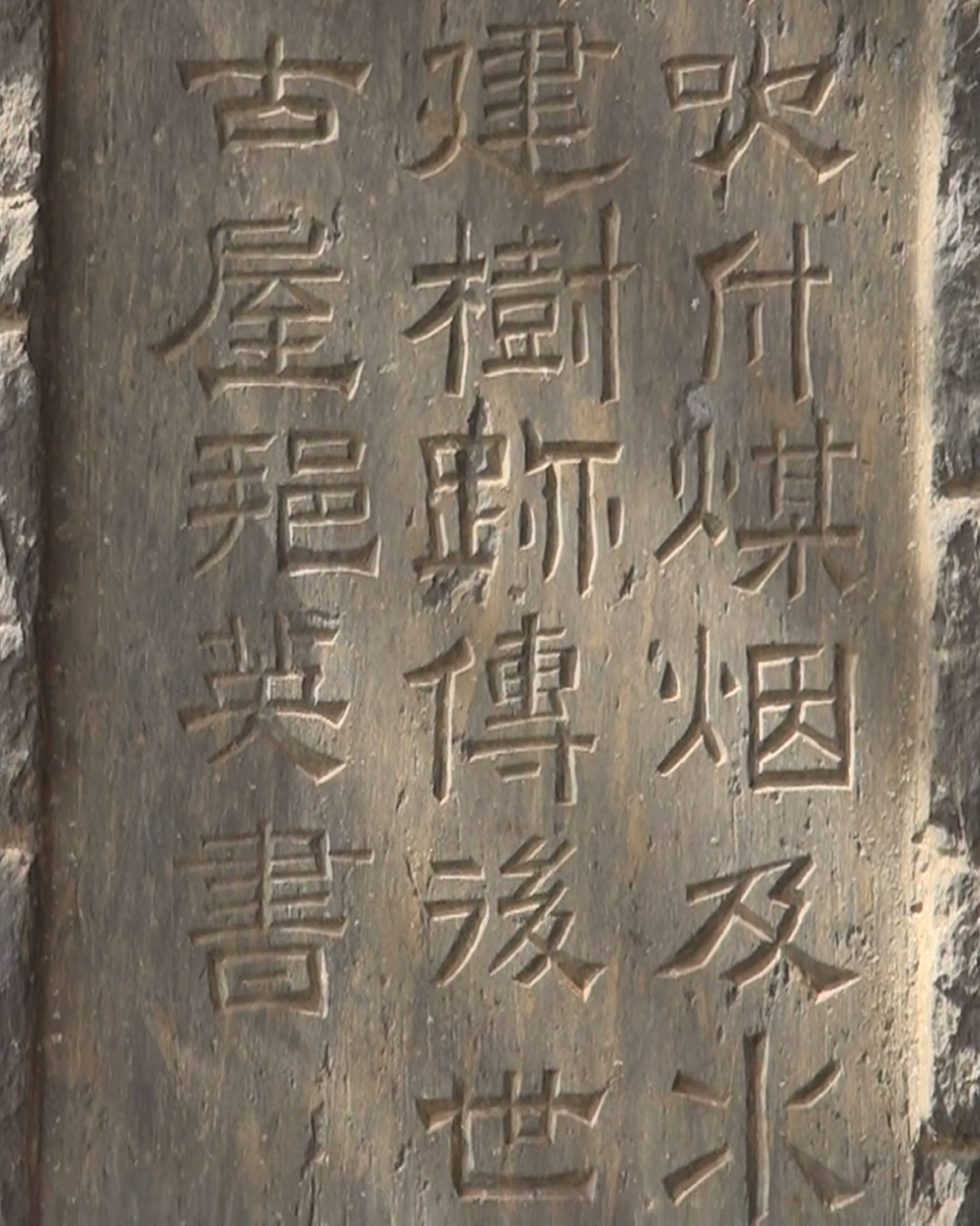
석비 뒷면4

信玄公旗掛松碑
明治三拾六年敷設中央線之鉄条去樹幹僅間
余常吹付煤烟及水蒸気尚以震動為之使樹齢
短縮法之所認也這般碑建樹跡伝後世
大正十一年五月三十日
従六位弁護士藤巻嘉一郎撰 古屋邦英書
所有者甲村清水倫茂建之 石工当村古屋政義

현대어 번역 일본어
明治36年に敷かれた中央本線の線路は、松樹からわずかしか離れておらず、常に、煙や水蒸気が吹き付け、そのうえに振動が加わった。そのために松樹の寿命が短くなったことは、法の認めたところである。このことを松樹の跡に碑を建てて、後世に伝える。

현대어 번역 한국어
메이지 36년에 놓아진 주오 본선의 노선은 소나무에서 매우 조금 밖에 떨어져있지 않고 항상 연기나 수증기를 내뿜었으며, 게다가 진동이 더해졌다. 그 때문에 소나무의 수명이 짧아진 것은 법이 인정한 점이다. 이 일을 소나무의 터에 비를 세워 후세에 전한다.

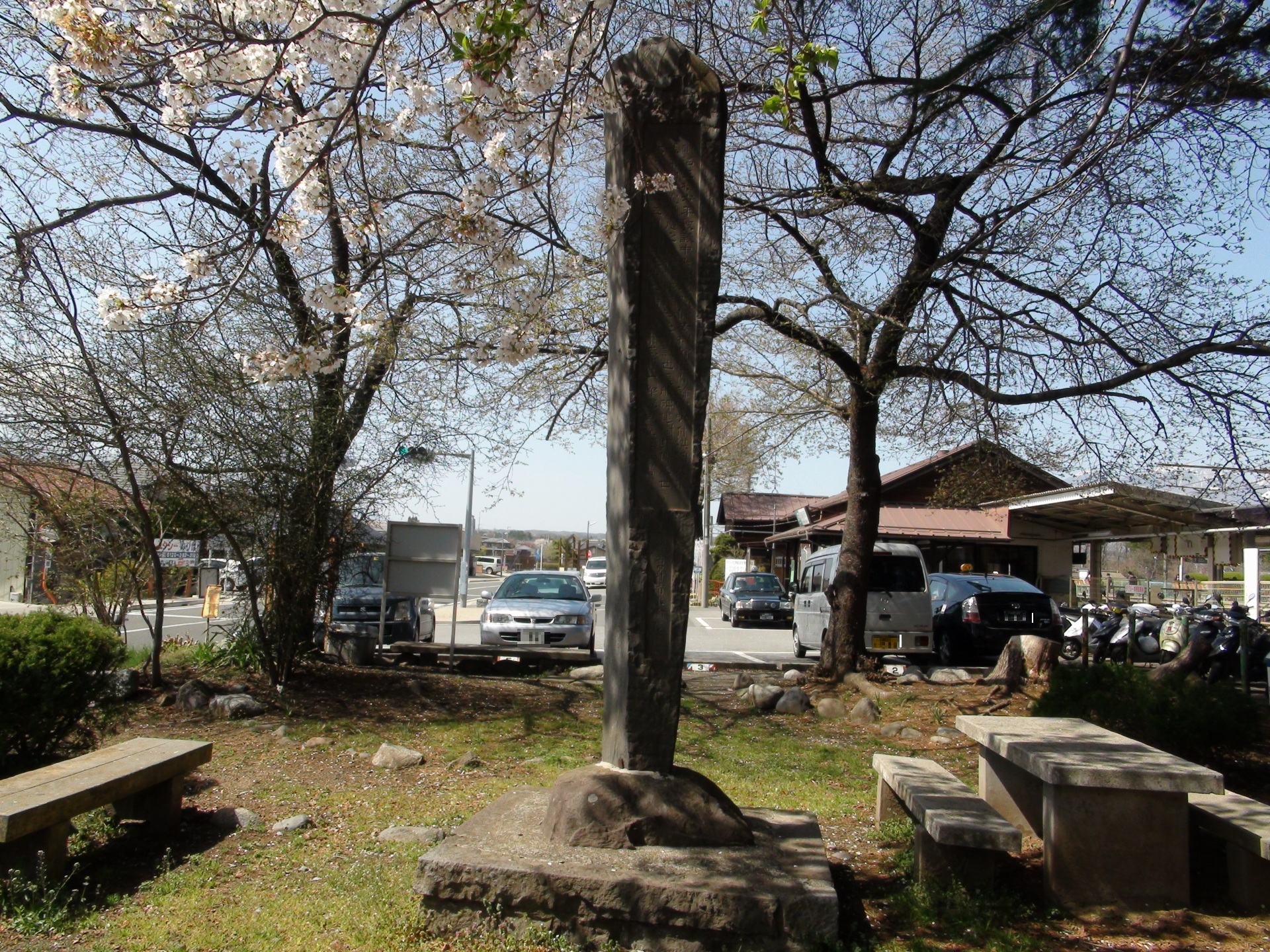
신겐공 깃발 소나무비와 히노하루역(2013년 4월 5일 촬영)

석비의 건립 계획은 대심원 판결에 따라 시미즈가 승소한 1919년(다이쇼 8년)즈음부터 시작됐다.
석비의 문면에는 다이쇼 11년(1922년) 5월 30일이라고 기록돼있으나, 이는 변호사 후지마키 가이치로에 의해서 쓰여진 찬문의 날짜이다. 실제로 석비가 건립된 것은 1933년(쇼와 8년) 4월 28일에 시미즈 린모가 히노하루 경찰서에 석비 건설 허가를 청원해 다음 달 5월 15일에 허가가 내려진 1933년(쇼와 8년)의 일이었다.
시미즈 린모는 석비의 건립으로부터 3년 후인 1936년(쇼와 11년)에 사망했고, 함께 싸운 변호사 후지마키 가이치로는 1946년(쇼와 21년)에 사망했다.
대심원 승소 후의 화해 과정에서 일어난 석비 건립의 경위에 대해 당시의 신문 기사는 시미즈 린모의 발언을 인용해 다음과 같이 보도했다.

原告清水氏は元来が鉄道院より金を取らんとするが目的にあらざれば…、
たとえ松樹は枯死してその形影を止めさるに至るも
後世まで旗掛け松の歴史をつたえんとの希望にて損害賠償としてその建設方を示談の条件として鉄道院に交渉した。
 — 다이쇼 8년(1919년) 6월 2일, 야마나시 마이니치 신문(山梨毎日新聞).

원고 시미즈 씨는 원래 철도원으로부터 돈을 취하는 것이 목적이 아니라면…
설령 소나무는 말라 죽어 그 형체와 그림자를 끝내기에 이르기까지
후세에까지 깃발 소나무의 역사를 전하려는 희망으로 손해배상으로 그 건설방을 화해의 조건으로 철도원과 교섭했다.

시미즈 린모한테는 배상금을 얻는 것보다도 법으로 '소나무의 말라 죽음의 책임'이 철도원 측(국가)에게 있었다고 공적으로 인정받는 것 쪽이 기뻤을 것이라는 평이 있다.
이 석비는 말라 죽은 신겐공 깃발 소나무의 그루 터에 건립된 것이었으나 1969년(쇼와 44년)의 주오 본선 복선화 공사 때 석비가 복선화 예정 용지에 걸려있었기에 당시의 일본 국유 철도에 의해 일본 국유 철도 스스로의 경비로 정중히 현재지로 옮겨졌다. 일본 국유 철도 당국의 사고방식이 신겐공 깃발 소나무 사건 당시의 철도원 시대와는 완전히 바뀌었다는 것을 알 수 있다.
1964년(쇼와 39년)에 고후역부터 가미스와역까지가 전철화돼 급수의 필요가 없어진 오늘날의 주오 본선에서는 히노하루역에 정차하는 열차는 각역정차 뿐으로, 해당 역으로 들르는 사람도 적어졌다. 그러나, 민법학자인 가와이 다케시(川井健)는 이후에도 이 석비는 일본 재판 사상 기념할 기념비로의 역할을 계속 하고 있을 것이라고 서술했다.

## 연표
| 연호                | 월일      | 사건                                                      | 비고                                     |
| ------------------- | --------- | --------------------------------------------------------- | ---------------------------------------- |
| 1902년(메이지 35년) | -         | 주오 본선 부설, 히노하루역 건설 계획                      |                                          |
| 1902년(메이지 35년) | 5월 6일   | 시미즈 린모, 철도원으로 '상신서' 제출                     |                                          |
| 1902년(메이지 35년) | 6월 23일  | 철도원에서 상신 각하                                      | 가부토촌 부촌장 경유로 상신서 반려       |
| 1902년(메이지 35년) | 8월 5일   | 시미즈 린모, 철도원으로 '상신서' 재제출                   |                                          |
| 1902년(메이지 35년) | 9월 5일   | 시미즈 린모, 철도원으로 '상신서' 재재제출                 |                                          |
| 1903년(메이지 36년) | -         | 공사 장애로 인해 소나무 가지 제거                         | 보상료 20엔                              |
| 1903년(메이지 36년) | 12월 3일  | 시미즈 게이조, 철도원으로 수령서 제출                     |                                          |
| 1904년(메이지 37년) | 12월 21일 | 히노하루역 개업                                           |                                          |
| 1911년(메이지 44년) | 9월 18일  | 화물 열차 탈선 사고 발생                                  | 보상료 15엔                              |
| 1911년(메이지 44년) | 9월 하순  | 시미즈 린모, 철도원으로 수령서 제출                       |                                          |
| 1911년(메이지 44년) | 11월      | 시미즈 린모, 철도원으로 가스 제거 건설에 대한 상신서 제출 |                                          |
| 1914년(다이쇼 3년)  | 12월 중순 | 신겐공 깃발 소나무의 말라 죽음                            |                                          |
| 1916년(다이쇼 5년)  | 4월 15일  | 시미즈 린모, 철도원으로 직접 손해배상 청구                | 청구액 3000엔                            |
| 1916년(다이쇼 5년)  | 6월 20일  | 철도원, 배상 거부 답변                                    |                                          |
| 1917년(다이쇼 6년)  | 1월 6일   | 고후 지방재판소로 제소                                    |                                          |
| 1917년(다이쇼 6년)  | 5월       | 철도원, 시미즈 린모에게 나무 가지 제거 청구               |                                          |
| 1918년(다이쇼 7년)  | 1월 31일  | 고후 지방재판소, 결심                                     | 중간판결                                 |
| 1918년(다이쇼 7년)  | 3월 25일  | 철도원, 도쿄 항소원으로 항소                              |                                          |
| 1918년(다이쇼 7년)  | 6월 14일  | 도쿄 항소원, 판결(주문 선고만)                            | 항소 측(철도원)의 궐석재판               |
| 1918년(다이쇼 7년)  | 7월 26일  | 도쿄 항소원, 판결                                         | 6월 14일 판결을 유지, 사실과 이유의 설명 |
| 1918년(다이쇼 7년)  | 9월 25일  | 철도원, 대심원으로 상고                                   |                                          |
| 1919년(다이쇼 8년)  | 3월 3일   | 대심원, 판결                                              | 원고 승소                                |
| 1919년(다이쇼 8년)  | 5월 19일  | 고후 지방재판소, 배상액 결정 소송 개시                    |                                          |
| 1919년(다이쇼 8년)  | 6월 2일   | 화해 조건으로 기념비 건립 계획                            | 신문 보도의 날짜                         |
| 1919년(다이쇼 8년)  | 8월       | 스에카와 히로시 '권리의 남용에 관한 한 고찰' 발표         |                                          |
| 1919년(다이쇼 8년)  | 10월 19일 | 화해 부조                                                 |                                          |
| 1920년(다이쇼 9년)  | 3월 9일   | 현장 재감정                                               |                                          |
| 1920년(다이쇼 9년)  | 8월       | 원고 재감정                                               |                                          |
| 1920년(다이쇼 9년)  | 12월      | 마쓰다이라 감정                                           |                                          |
| 1921년(다이쇼 10년) | 2월 15일  | 고후 지방재판소, 배상액 결정 판결                         |                                          |
| 1921년(다이쇼 10년) | -         | 철도성, 도쿄 항소원으로 항소                              |                                          |
| 1922년(다이쇼 11년) | 4월 11일  | 도쿄 항소원, 판결                                         |                                          |
| 1922년(다이쇼 11년) | -         | 시미즈 린모, 경정의 신청                                  |                                          |
| 1924년(다이쇼 13년) | 12월 25일 | 도쿄 항소원, 경정 신청 각하                               |                                          |
| 1925년(다이쇼 14년) | 9월 28일  | 고후 지방재판소, 소송 비용액 결정                         | 전 소송 종료                             |
| 1933년(쇼와 8년)    | -         | 신겐공 깃발 소나무비 건립                                 | 4월 28일 건축 허가 청원, 5월 15일 허가   |
| 1936년(쇼와 11년)   | -         | 시미즈 린모, 사망                                         |                                          |
| 1946년(쇼와 21년)   | -         | 후지마키 가이치로, 사망                                   |                                          |
| 1964년(쇼와 39년)   | -         | 고후역-가미스와역 간 전철화                               |                                          |
| 1969년(쇼와 44년)   | -         | 신겐공 깃발 소나무비, 역앞 광장(현재지)로 이동            | 복선화와 함께 이동                       |

### 내용주
1. ↑   원고 및 관계자 성명의 기재에 대해서는 해당 소송 사안이 공식 재판집에 등록된 사건일 뿐만 아니라, 여러 문헌 등(일반적으로 시판되고 있는 것도 포함)에서 주지의 사실로 된 경위로 보아 숨기고 있지 않다.
2. ↑   부임 당시 '야마나시권령(山梨権令)'. 메이지 7년(1874년) 10월부터 '현령(県令)', 메이지 19년(1886년) 직명의 개칭에 의해 '지사(知事)'.
3. ↑  이 스위치백들은 오늘날에는 전부 해소됐다.
4. ↑  신겐공 깃발 소나무의 구체적인 종(적송, 곰솔 등)에 대해서는 섭렵한 문헌 중에 기재는 없었고 불명이다.
5. ↑  시미즈 린모가 후지마키 가이치로에게 변호를 의뢰한 구체적인 경위는 섭렵한 문헌 중에 기재는 없었고 불명이다.
6. ↑  결석판결-고토뱅크(コトバンク) 2024년 8월 24일 열람.
7. 1 2  인용 중의 밑줄은 (가와이 1981)에서의 기재에서 본땄다.
8. ↑  비문의 일부에 조합된 한자에 의한 변환 불능 문자가 포함돼있기에 여기서의 표기는 나가사카정 향토 자료관(長坂町郷土資料館) 편집 『깃발 소나무의 책(旗かけ松の本)』 (2001년), p.15에서의 표기에서 따왔다. 실제 표기는 첨부한 사진을 참조할 것.

1. ↑  어째서 비교적 평탄한 가마나시강가의 루트(현 국도 제20호선 길가)가 아닌 급경사로 되는 시치리이와 대지 위의 루트가 선정된 것인가에 대한 이유는 명확하지 않다. 가마나시강가에 부설된 경우, 가이코마가타케산(甲斐駒ケ岳)에서 흘러 내려오는 계류가 꽤 많고, 교량을 많이 건설할 필요가 있었기 때문이다라던가, 현 경계를 넘은 곳에 있는 고슈 가도 쓰타키주쿠(蔦木宿)가 철도 부설을 반대했다 등 여러 설이 있으나, 실제 이유는 불명이다.[15]
2. ↑  당초의 사명은 '고부 마차 철도(甲武馬車鉄道)', 메이지 21년(1889년)에 '고부 철도(甲武鉄道)'로 개칭.[21]
3. ↑  1975년(쇼와 50년)의 일본국유철도 총재실 법무과에 의한 '신겐공 깃발 소나무 사건에 관한 조사 기록(信玄公旗掛松訴訟事件に関する調査記録)」 법무 정보 141호 1페이지 이하가 존재한다. 단, 이는 국유 철도에 근무하고 있던 에가와 요시하루(江川義治)에 의한 개인적 관심으로 작성된 것으로, 더욱이 사내지라는 일반인 눈에 띄기 힘든 것이다.[33]
4. ↑  일본변호사연합회(日本弁護士連合会) 엮음·『변호사 백년(弁護士百年)』, 1976년(쇼와 51년) 2월 10일 발행, 71페이지에서는 후지마키 가이치로의 사진과 함께 '공해 민사사건의 선구(公害民事事件の先駆)', '신겐 갓 [sic] 소나무 사건을 혼자서 한 고후의 변호사(信玄笠 [sic]掛松事件を一人でやった甲府の弁護士)'로 소개됐다.[57]

### 참조주
1. 1 2  신도 1990, 164-165쪽.
2. 1 2 3  가와이 1981, 머리말 '민법 판례의 기초로의 경제·사회의 구조' i-ii(はしがき「民法判例の基礎としての経済・社会の構造」i-ii)쪽.
3. ↑  요시무라 1999.
4. ↑  가와이 1981, 241쪽.
5. ↑  야마시타 2002, 106쪽.
6. ↑  재판소 순례 고후 지방·가정재판소(裁判所めぐり 甲府地方・家庭裁判所) (PDF)
7. ↑  신도 1990, 139쪽.
8. 1 2 3  가와이 1981, 249쪽.
9. ↑  『나가사카정지 하권』, 413-440쪽.
10. ↑  『나가사카정지 하권』, 450-452쪽.
11. ↑  『나가사카정지 상권』, 55-58쪽.
12. ↑  나가사카정 향토 자료관 2001, 2쪽.
13. ↑  『나가사카정지 상권』, 195-198쪽.
14. ↑  가와시마 2003, 36쪽.
15. ↑  가와시마 2003, 36-37쪽.
16. ↑  나가사카정 향토 자료관 2001, 3쪽.
17. 1 2 3 4 5
18. ↑  가토 1995, 6-7쪽.
19. ↑  가와이 1981, 244쪽.
20. ↑  가와시마 2003, 10-11쪽.
21. ↑  나카무라 겐지(中村建治) (2006년 4월 24일). “'고부 철도'라는 민영 철도에서 새로 생겨난 주오선(「甲武鉄道」という私鉄で産声を上げた中央線)”. 스기나미구 산업 진흥 센터(杉並区産業振興センター).
22. ↑  가와이 1981, 245쪽.
23. ↑  가와시마 2003, 41-43쪽.
24. ↑  오무라 2011, 69-71쪽.
25. ↑  가와이 1981, 246쪽.
26. ↑  아사히 신문 1974년(쇼와 49년) 4월 4일 조간에 의함. 가와이(1981), p.247
27. ↑  가와이 1981, 247쪽.
28. 1 2 3  요시무라 1990.
29. ↑  신슈 대학 법과 대학원 교수 이케다 히데토시(池田秀敏). 불법행위법 2011년도 전기 제3강 불법행위의 요건(2) - 권리 침해(不法行為法 2011年度前期 第三講 不法行為の要件(2) - 権利侵害) (PDF) (보고서). 2012년 1월 31일에 원본 문서 (PDF)에서 보존된 문서.
30. 1 2  교토 대학 법학부 마쓰오카 히사카즈(松岡久和)민법Ⅰ·총칙 최종회 사법의 기본 원칙 권리남용 금지의 원칙(民法Ⅰ・総則 最終回 私法の基本原則 権利濫用禁止の原則) (PDF)
31. ↑  가와이 1981, 241-242쪽.
32. ↑  가와이 1981, 242-244쪽.
33. ↑  신도 1990, 18쪽.
34. ↑  오무라 2011, 53쪽.
35. 1 2  오무라 2011, 54쪽.
36. ↑  오무라 2011, 52쪽.
37. ↑  오무라 2011, 72-73쪽.
38. ↑  가와이 1981, 278쪽.
39. ↑  나가사카정 향토 자료관 2001, 4쪽.
40. ↑  신도 1990, 184쪽.
41. ↑  나가사카정 향토 자료관 2001, 24쪽.
42. ↑  나가사카정 향토 자료관 2001, 3-4쪽.
43. 1 2  신도 1990, 155-156쪽
44. ↑  가와이 1981, 249-251쪽.
45. ↑  신도 1990, 187쪽.
46. ↑  나가사카정 향토 자료관 2001, 4-5쪽.
47. ↑  신도 1990, 156-157쪽.
48. 1 2  신도 1990, 157쪽
49. ↑  『나가사카정지 상권』, 440-449쪽.
50. ↑  가와시마 2003, 126-127쪽.
51. ↑  『나가사카정지 하권』, 441쪽.
52. ↑  가와이 1981, 253-254쪽.
53. ↑  신도 1990, 158-159쪽.
54. ↑  시라이 1981, 257쪽.
55. 1 2  신도 1990, 160쪽
56. ↑  가와이 1981, 273쪽.
57. ↑  가와이 1981, 257-258쪽.
58. ↑  신도 1990, 183-184쪽.
59. ↑  아오야마 1962, 22쪽.
60. ↑  신도 1990, 183쪽.
61. ↑  오무라 2011, 76-77쪽.
62. ↑  신도 1990, 160-161쪽.
63. ↑  신도 1990, 162-163쪽.
64. ↑  신도 1990, 185쪽.
65. ↑  가와이 1981, 257쪽.
66. 1 2  신도 1990, 163쪽
67. 1 2  신도 1990, 164쪽
68. ↑  가와이 1981, 257-260쪽.
69. ↑  신도 1990, 165-169쪽.
70. ↑  신도 1990, 169쪽.
71. ↑  신도 1990, 187-188쪽.
72. ↑  가와이 1981, 260-261쪽.
73. ↑  신도 1990, 172-173쪽.
74. ↑  신도 1990, 173쪽.
75. 1 2  가와이 1981, 261쪽.
76. ↑  가와이 1981, 261-263쪽.
77. ↑  신도 1990, 154쪽.
78. ↑  나가사카정 향토 자료관 2001, 11쪽.
79. ↑  신도 1990, 154-155쪽.
80. ↑  가와이 1981, 263쪽.
81. ↑  가와이 1981, 263-268쪽.
82. ↑  가와이 1981, 273-275쪽.
83. ↑  오무라 2011, 60-61쪽.
84. 1 2 3 4  가와이 1981, 274쪽.
85. 1 2  가와이 1981, 268쪽.
86. ↑  신도 1990, 175쪽.
87. ↑  신도 1990, 176쪽.
88. ↑  미우라 이하치로(三浦伊八郎)-고토뱅크(コトバンク) 2024년 8월 26일 열람.
89. ↑  오무라 2011, 76쪽.
90. ↑  신도 1990, 176-179쪽.
91. ↑  신도 1990, 179<쪽.
92. ↑  가와이 1981, 270쪽.
93. ↑  신도 1990, 179-180쪽.
94. ↑  가와이 1981, 270-272쪽.
95. ↑  가와이 1981, 273-274쪽.
96. 1 2  오무라 2011, 66-67쪽.
97. ↑  신도 1990, 179-181쪽.
98. ↑  신도 1990, 181쪽.
99. ↑  가와이 1981, 272쪽.
100. 1 2  신도 1990, 182쪽
101. ↑  오무라 2011, 76-79쪽.
102. ↑  스에카와 1970, 118쪽
103. ↑  오무라 2011, 62-63쪽.
104. ↑  신도 1990, 141-142쪽.
105. ↑  가와이 1981, 276쪽.
106. ↑  신도 1990, 44-146쪽.
107. ↑  가와이 1981, 277쪽.
108. ↑  오무라 2011, 63-64쪽.
109. 1 2  오무라 2011, 55-56쪽.
110. ↑  오무라 2011, 55쪽.
111. 1 2 3
112. ↑  나가사카정 향토 자료관 2001, 22쪽.
113. ↑  신도 1990, 140-141쪽.
114. ↑  가와이 1981, 248쪽.

## 참고 문헌
서적
이하 3권의 문헌을 주로 사용.
- 오무라 아쓰시(大村敦志) (2011). 《불법 행위 판례에서 배운다: 사회와 법의 접점(不法行為判例に学ぶ : 社会と法の接点)》. 유히카쿠(有斐閣). ISBN 9784641136083. 일본 전국 서지 번호 : 22013178.
- 가와이 다케시(川井健) (1981). 《민법 판례와 시대 사조(民法判例と時代思潮)》. 닛폰 효론샤(日本評論社). 일본 전국 서지 번호 : 82009694.
- 신도 도요오(新藤東洋男) (1990). 《가이지의 새벽: '신겐공 깃발 소나무 사건'과 그 사회적 배경(甲斐路の夜明け : 「信玄旗掛松事件」とその社会的背景)》. 소켄 출판(創研出版). ISBN 491581002X. 일본 전국 서지 번호 : 91009155.

보완으로 이하의 문헌을 참조함.
- 가토 무쓰오(加藤陸奥雄) (1995년 3월 20일). 《일본의 천연기념물(日本の天然記念物)》. 고단샤. ISBN 4-06-180589-4.
- 가와시마 료조(川島令三) (2003). 《야마나시의 철도(山梨の鉄道)》. 야마니치 라이브러리(山日ライブラリー). 야마나시 일일 신문. ISBN 4897107156. 일본 전국 서지 번호 : 20536756.
- 스에카와 선생 고희 기념 논문집 간행 위원회(末川先生古稀記念論文集刊行委員会) 엮음 아오야마 미치오(青山道夫) (1962년 11월). 《권리의 남용 상권(権利の濫用上巻)》. 유히카쿠(有斐閣).
- 나가사카정 향토 자료관(長坂町郷土資料館) 엮음 (2001년 3월 3일). 《깃발 소나무의 책(旗かけ松の本)》. 고미야마 프린트샤(小宮山プリント社).
- 나가사카정지 편찬 위원회(長坂町誌編纂委員会) (1990년 3월 31일). 《나가사카정지 상권(長坂町誌 上巻)》. 나가사카정. 일본 전국 서지 번호 : 90050024.
- 나가사카정지 편찬 위원회(長坂町誌編纂委員会) (1990년 3월 31일). 《나가사카정지 하권(長坂町誌 下巻)》. 나가사카정.
- 누마타 하지메(沼田一) (2000년 12월 20일). 《야마나시의 공해·환경 120년-메이지 10년(1877)~헤이세이 9년(1997)-(山梨の公害・環境百二十年-明治10年(1877)～平成9年(1997)-)》. 산니치 인쇄(サンニチ印刷).
- 야마나시 향토 연구회(山梨郷土研究会) 엮음 가게야마 마사미(影山正美) (1992년 8월 1일). 《가이지 제74호 역사와 전설의 사이 '신겐 깃발 소나무'(甲斐路 第74号 歴史と伝説の間｢信玄旗掛松｣)》. 산니치 인쇄(サンニチ印刷). ISSN 0912-1242.

논문
- 스에카와 히로시(末川博) (1970), 〈권리의 남용에 관한 한 고찰ーー매연이 인접한 곳에 미치는 영향과 권리 행사의 범위(権利の濫用に関する一考察ーー煤煙の隣地に及ぼす影響と権利行使の範囲)〉, 《권리 침해와 권리남용(権利侵害と権利濫用)》, 118쪽
- 요시무라 료이치(吉村良一) (1999년 6월). “공해·환경법사 연구 서설(3·완)(公害・環境私法史研究序説(三・完))”. 《리쓰메이칸 법학(立命館法學)》 (리쓰메이칸 대학 법학회(立命館大学法学会)) (1999년 1호(263호)): 1-59. ISSN 0483-1330.
- 야마시타 리에코(山下りえ子) (2002년 9월). “'신겐공 깃발 소나무' 사건 연구사에 새로운 발견: 민사 판결 원본의 한 조사 소개(「信玄公旗掛松」事件研究史に新しい発見 : 民事判決原本の一調査紹介)”. 《도요 법학(東洋法学)》 (도요 대학 법학회(東洋大学法学会)) 46 (1): 105-129. ISSN 0564-0245.